# Rue Réaumur
Pour les articles homonymes, voir Réaumur.
La rue Réaumur, est une voie des 2e et 3e arrondissement de Paris.

## Situation et accès

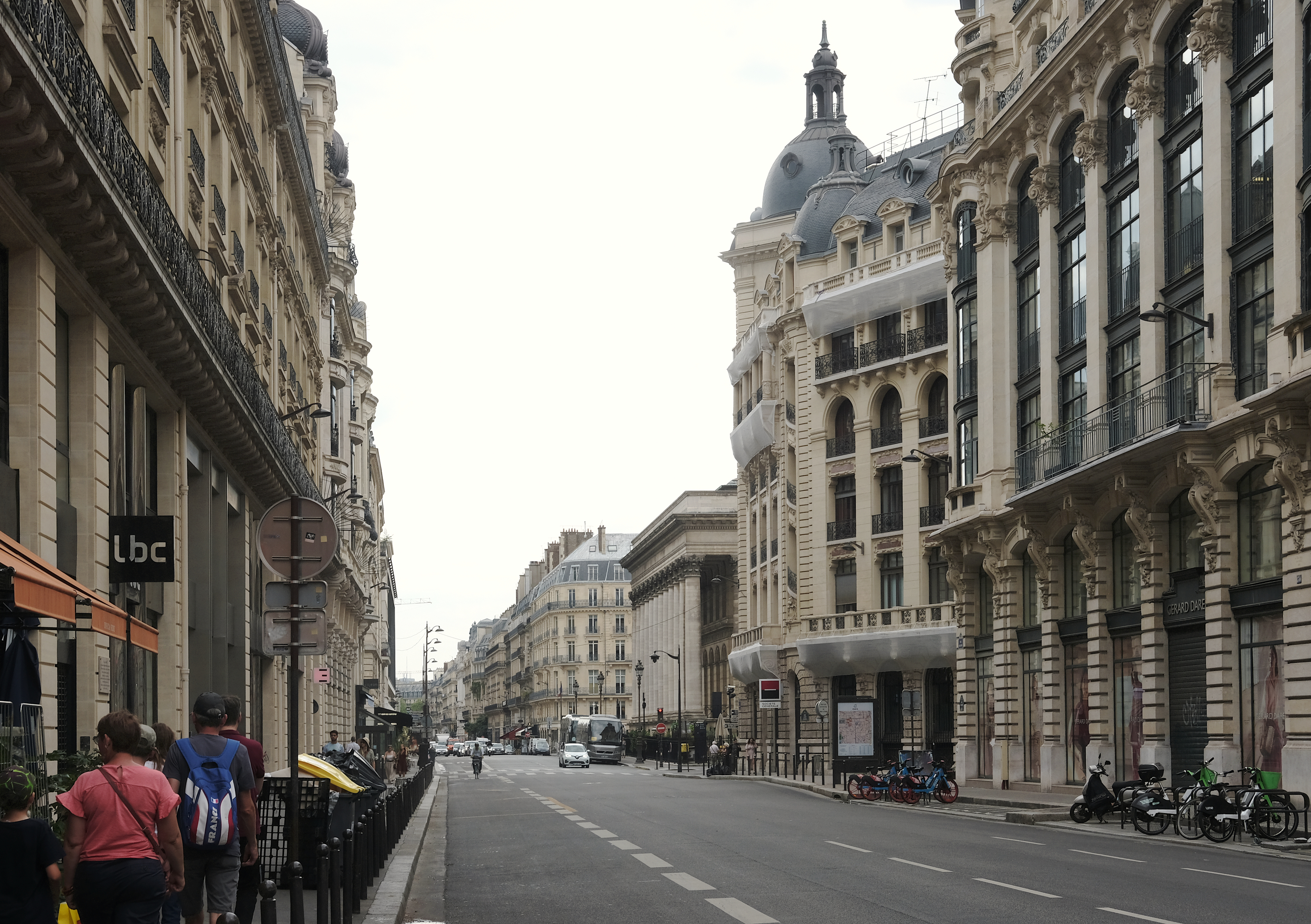
Rue Réaumur à proximité de la place de la Bourse.

Ce site est desservi par les stations de métro Arts et Métiers, Réaumur - Sébastopol, Sentier et Bourse.

## Origine du nom
Elle porte le nom du physicien et naturaliste français René-Antoine Ferchault de Réaumur (1683-1757).

## Historique

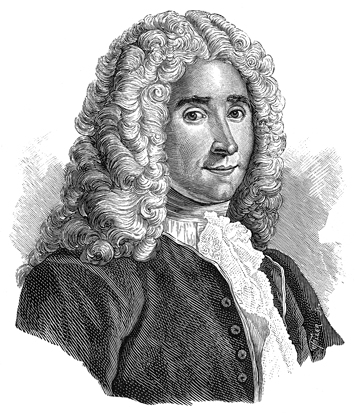
René-Antoine Ferchault de Réaumur.

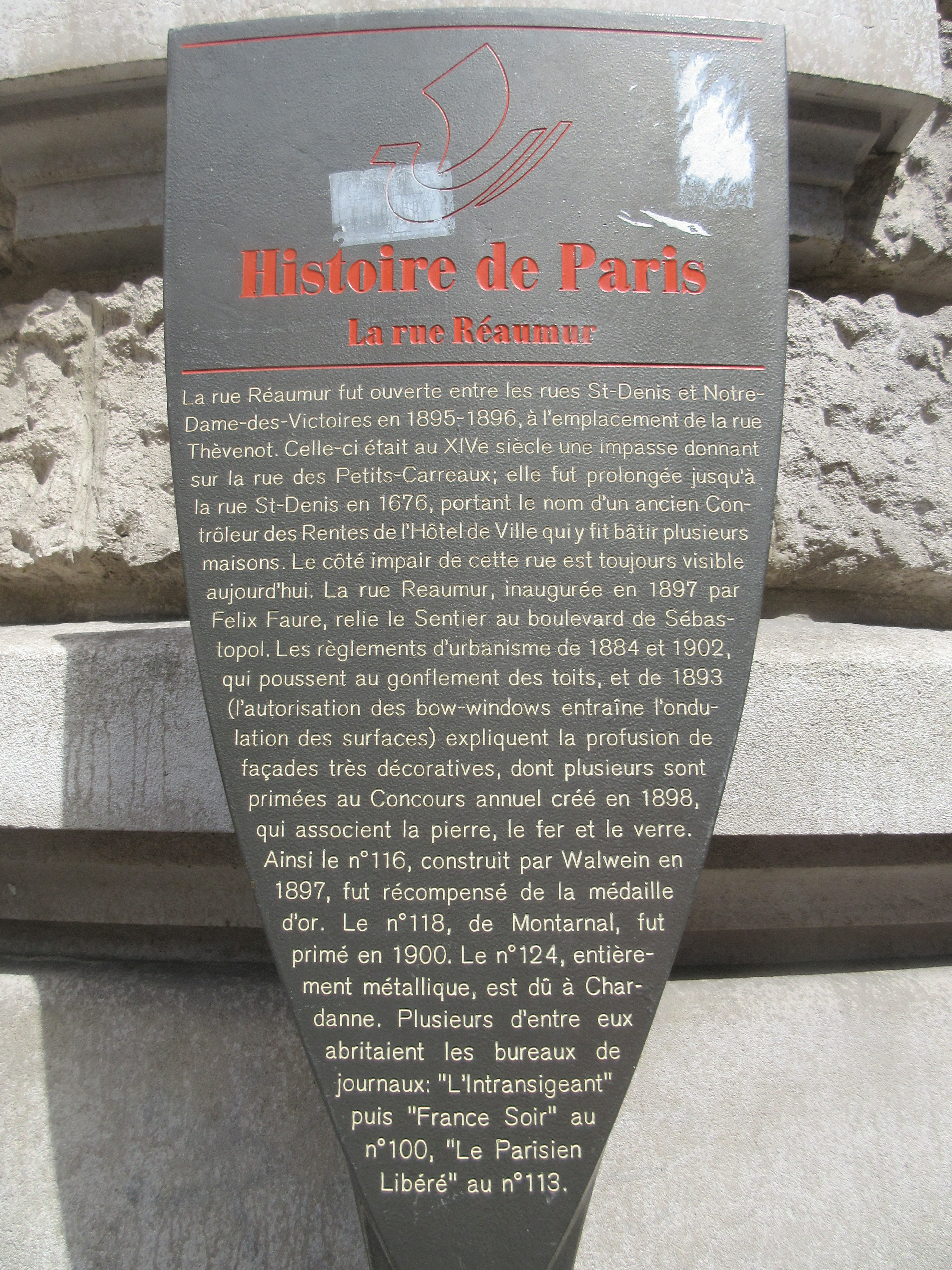
Panneau Histoire de Paris
« Rue Réaumur ».

La rue est créée dans le cadre des transformations de Paris sous le Second Empire. Cette artère haussmannienne s’étend, en direction est-ouest, du square du Temple à la Bourse, parallèlement aux Grands Boulevards. Elle emprunte en partie des tracés de rues plus anciennes. Elle conserve des côtés entiers d’anciennes rues absorbées lors du percement : rue Phélipeaux, dans le quartier du Temple (3e arrondissement), et rue Thévenot, dont on voit encore le nom gravé à l'angle de la rue des Petits-Carreaux (2e arrondissement).
La première section de la rue Réaumur fut percée de 1854 à 1858, entre la rue du Temple et la rue Saint-Denis. Elle reprend le tracé de la rue Phélipeaux, la rue du Vieux-Marché-Saint-Martin et la rue Royale-Saint-Martin. À la même époque est percée la rue de Turbigo.
La création de ces deux axes entraîne la disparition d'un grand nombre de petites rues,, :
- la rue Royale-Saint-Martin[2] ;
- la place de l'Ancien-Marché-Saint-Martin, entre les rues Royale-Saint-Martin et du Marché-Saint-Martin[2] ;
- la rue du Marché-Saint-Martin, entre les rues Volta et Turbigo[2] ;
- la rue Henri-Ier[5], de la rue Bailly à la rue Royale-Saint-Martin[2] ;
- la rue Saint-Marcoul, de la rue Bailly à la rue Conté[2] ;
- la Rue Saint-Benoit-Saint-Martin, entre la rue Royale-Saint-Martin et la rue Conté[2] ;
- la rue Saint-Maur-Saint-Martin, de la rue Royale-Saint-Martin à la rue Conté[2] ;
- la rue Saint-Paxent, de la rue Bailly à la rue Conté[2] ;
- la place du Marché-Saint-Martin[2] ;
- l'impasse Saint-Nicolas[2] ;
- la rue Saint-Philippe-Saint-Martin[2] ;
- la rue Saint-Hugues[2] ;
- l'impasse Saint-Martin[2] ;
- la rue de Breteuil[2].

La section située entre la rue Saint-Denis et la rue Notre-Dame-des-Victoires, projetée dès 1864, a finalement été percée trente ans plus tard sous la Troisième République. Elle est inaugurée par le président Félix Faure en février 1897.
Les immeubles de cette section ont pour la plupart une vocation industrielle ou commerciale, avec des façades monumentales, et très souvent, des structures métalliques apparentes ou habillées de pierre de taille.
Vers l'est, au-delà de la rue du Temple, la rue Réaumur est prolongée par la rue de Bretagne.
Le 30 janvier 1918, durant la Première Guerre mondiale, le no 85 rue Réaumur est touché lors d'un raid effectué par des avions allemands.
En janvier 2015, on apprend que lors de travaux effectués dans les caves du Monoprix Sébastopol, l'ancien immeuble Félix Potin, huit fosses communes ont été découvertes comprenant au total plus de 200 squelettes qui seraient des ossements du cimetière de la Trinité,,.

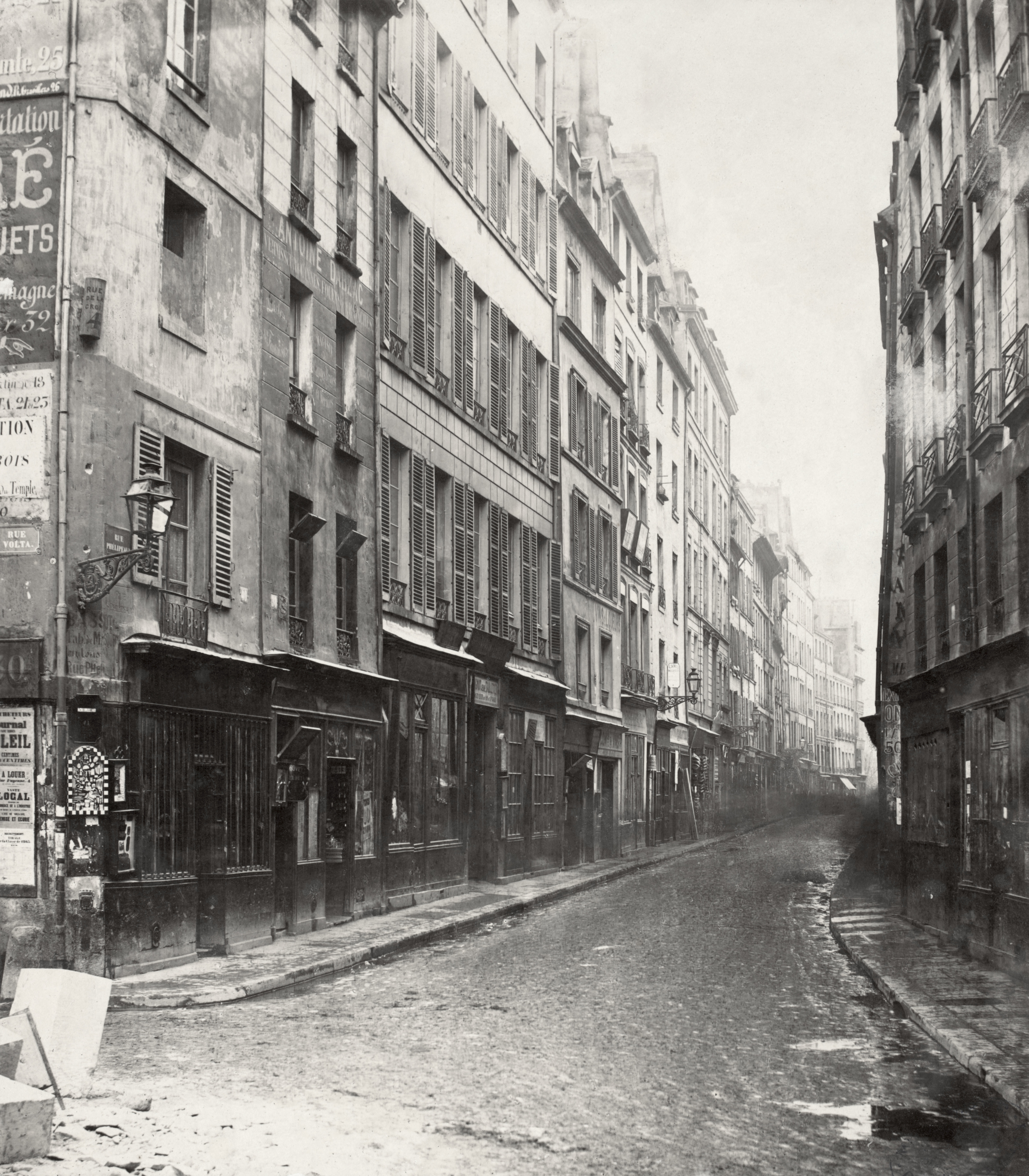
Rue Phélipeaux.
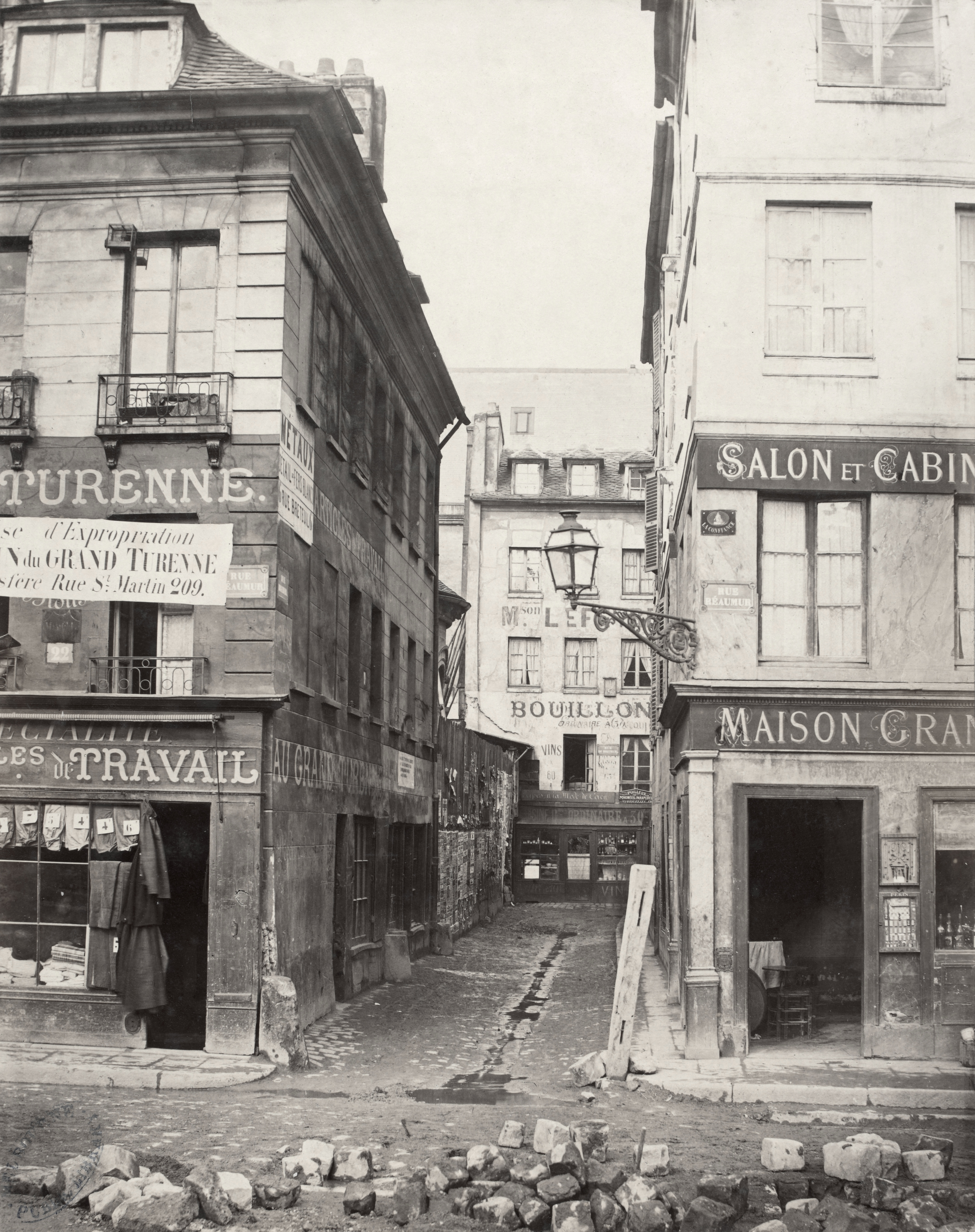
Angle rue Réaumur, rue de Breteuil dans les années 1850-1860.
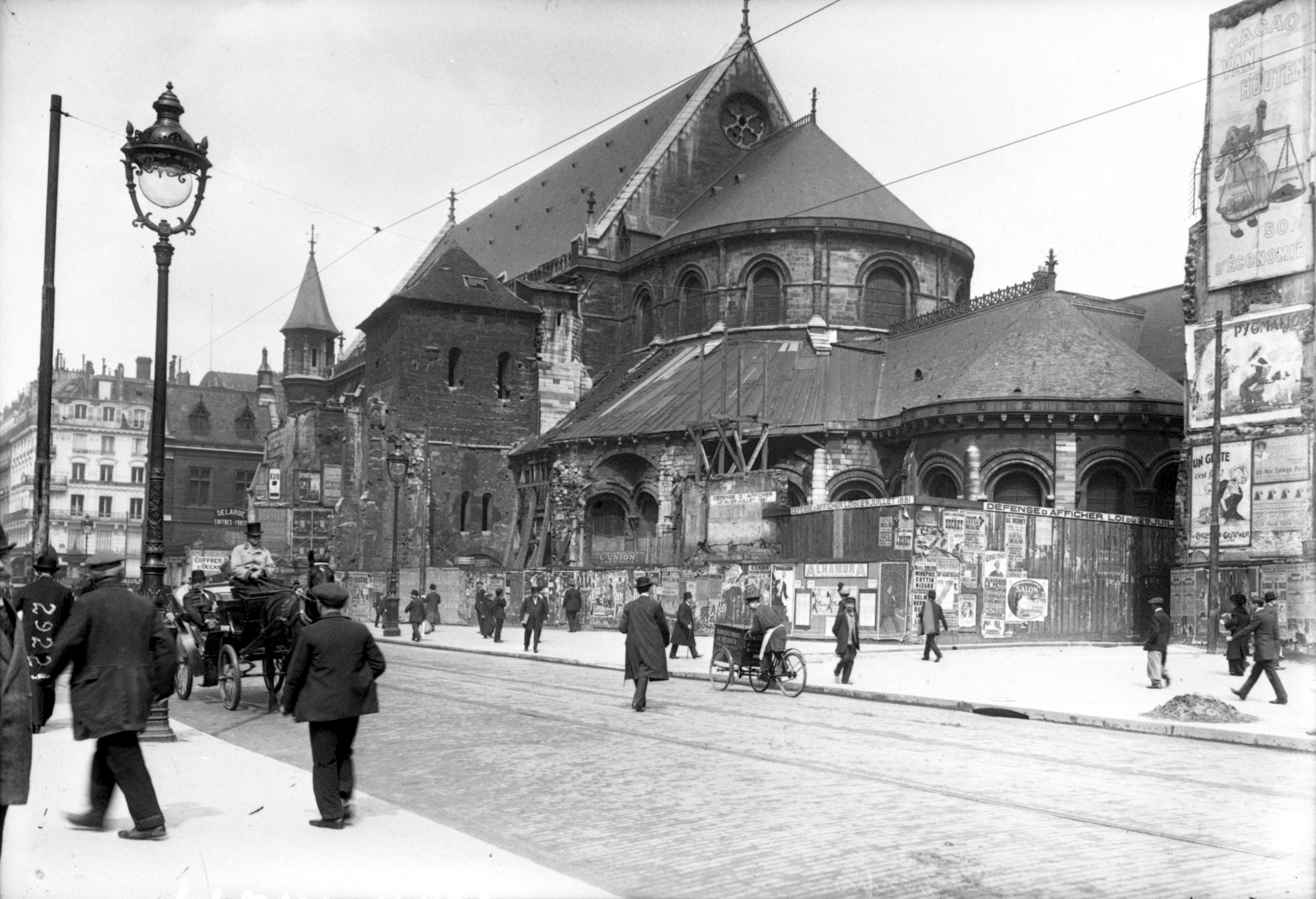
L'église Saint-Martin-des-Champs avant la création du square du Général-Morin à l'emplacement de la rue de Breteuil.
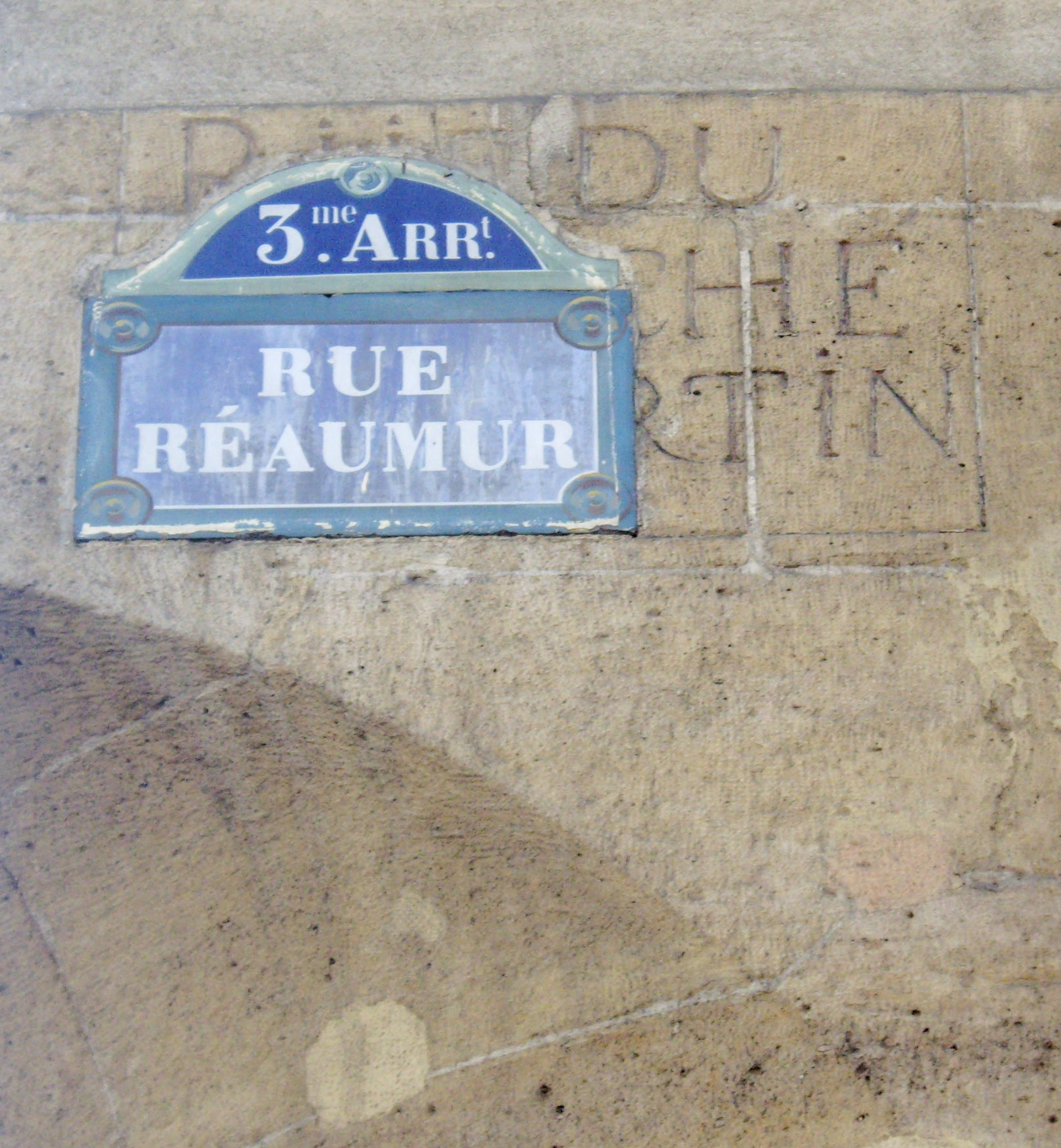
Nom de la rue du Marché-Saint-Martin gravé dans la pierre, sous la plaque de rue actuelle.

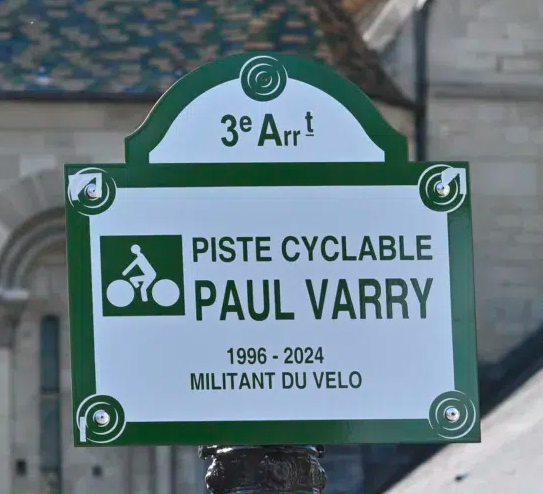
Panneau de la piste cyclable Paul-Varry près du Square du Général-Morin à Paris 3ᵉ arr.

En juillet 2025, la Ville de Paris nomme pour la première fois une piste cyclable : la piste bidirectionnelle aménagée en 2025 rue Réaumur, place de la Bourse et rue du Quatre-Septembre prend le nom de Paul Varry, militant de la place du vélo en ville, assassiné par un automobiliste en 2024, et qui avait participé à la conception de ce nouvel aménagement cyclable. La plaque est posée à l'angle de la rue Réaumur et de la rue Vaucanson.

## Bâtiments remarquables et lieux de mémoire
De très nombreux immeubles, datant des dernières années du XIXe siècle ou du début du XXe siècle, offrent des façades majestueuses. Les contraintes imposées par le baron Haussmann quant à l’homogénéité des façades ont été levées et les architectes et les sculpteurs rivalisent en exubérance.

### Côté impair
- No 39 : bâtiment d’habitation construit en 1899-1900 par l’architecte Germain Salard[12].

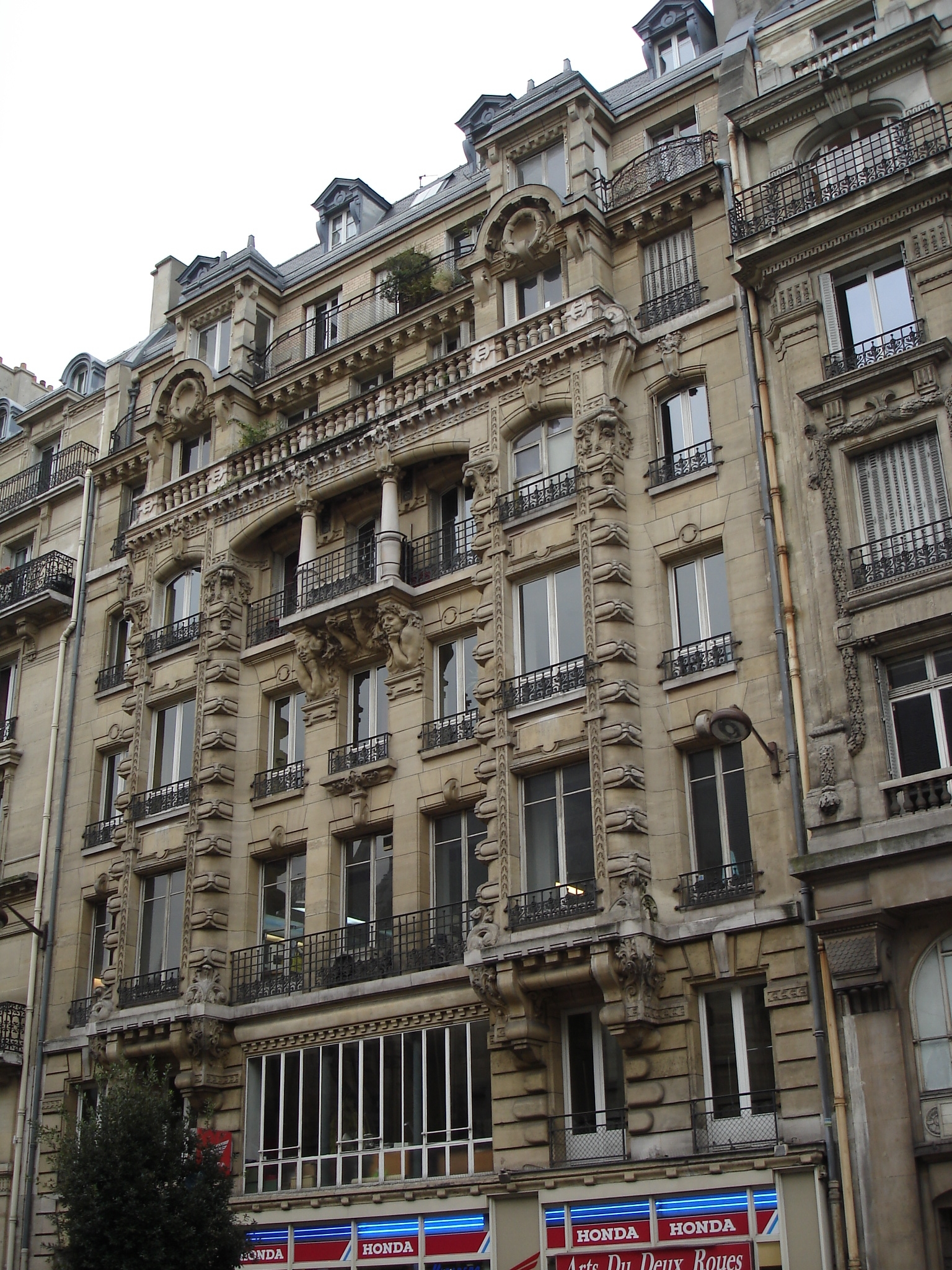
No 39 : vue d’ensemble.
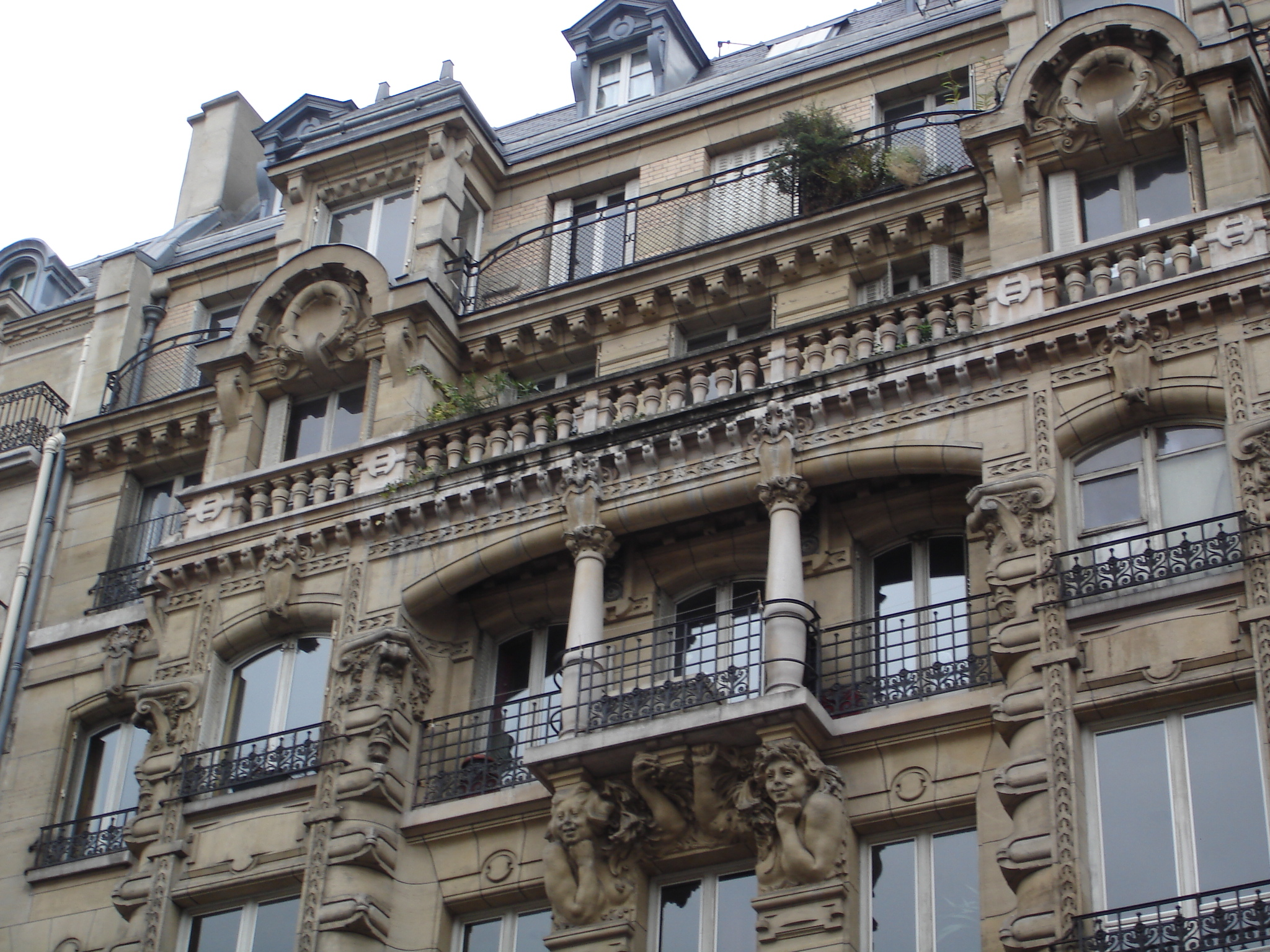
Aperçu du balcon du 4e étage.

- No 51 : bâtiment à l’angle de la rue Réaumur et du boulevard Sébastopol, ancien siège social des magasins à succursales multiples Félix Potin. Actuellement, le rez-de-chaussée et le premier étage sont occupés par un Monoprix. L'immeuble a été construit par l’architecte Charles Lemaresquier en 1910.

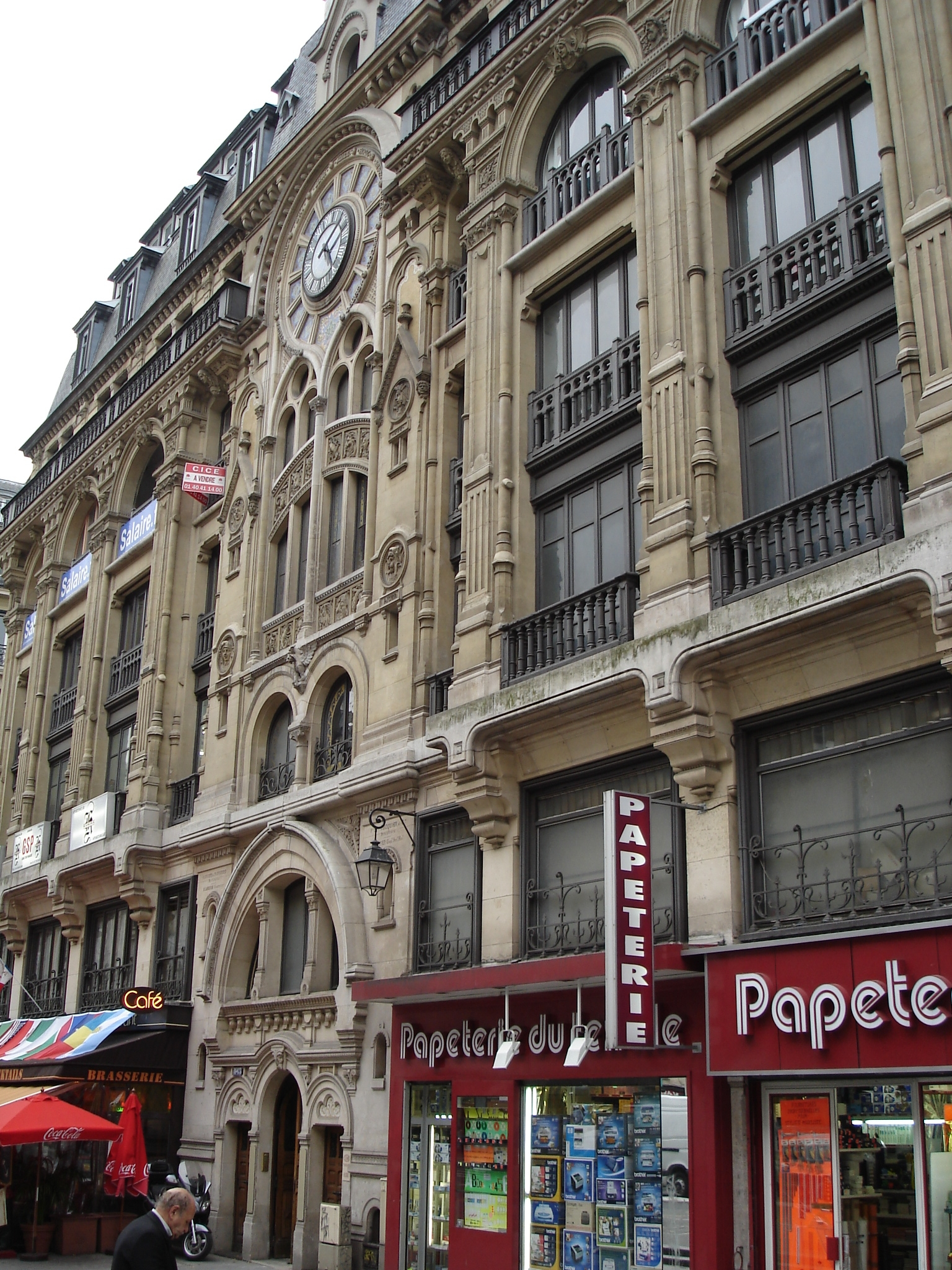
Vue générale à partir de la rue Réaumur.
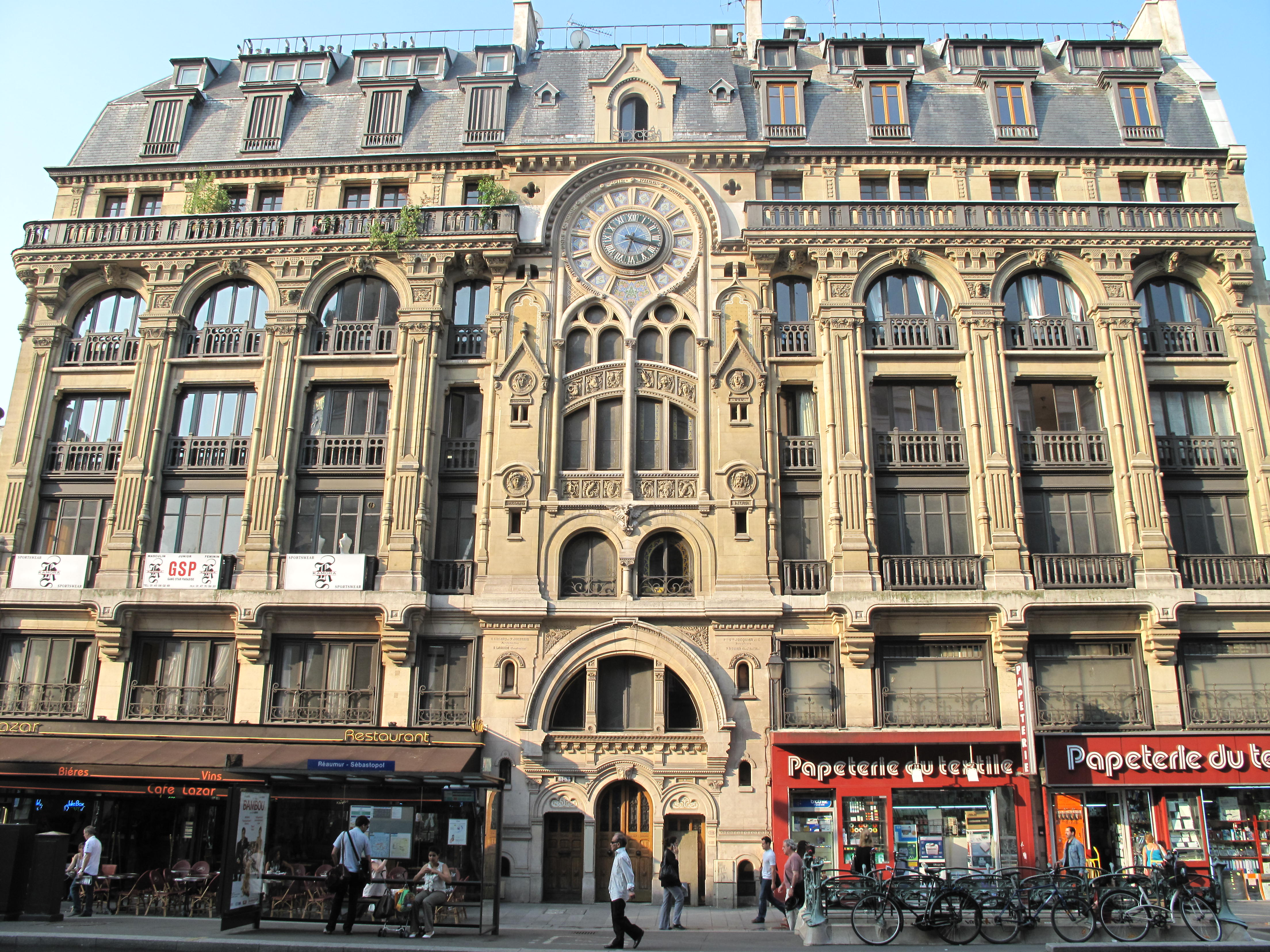
Vue générale à partir du boulevard Sébastopol.
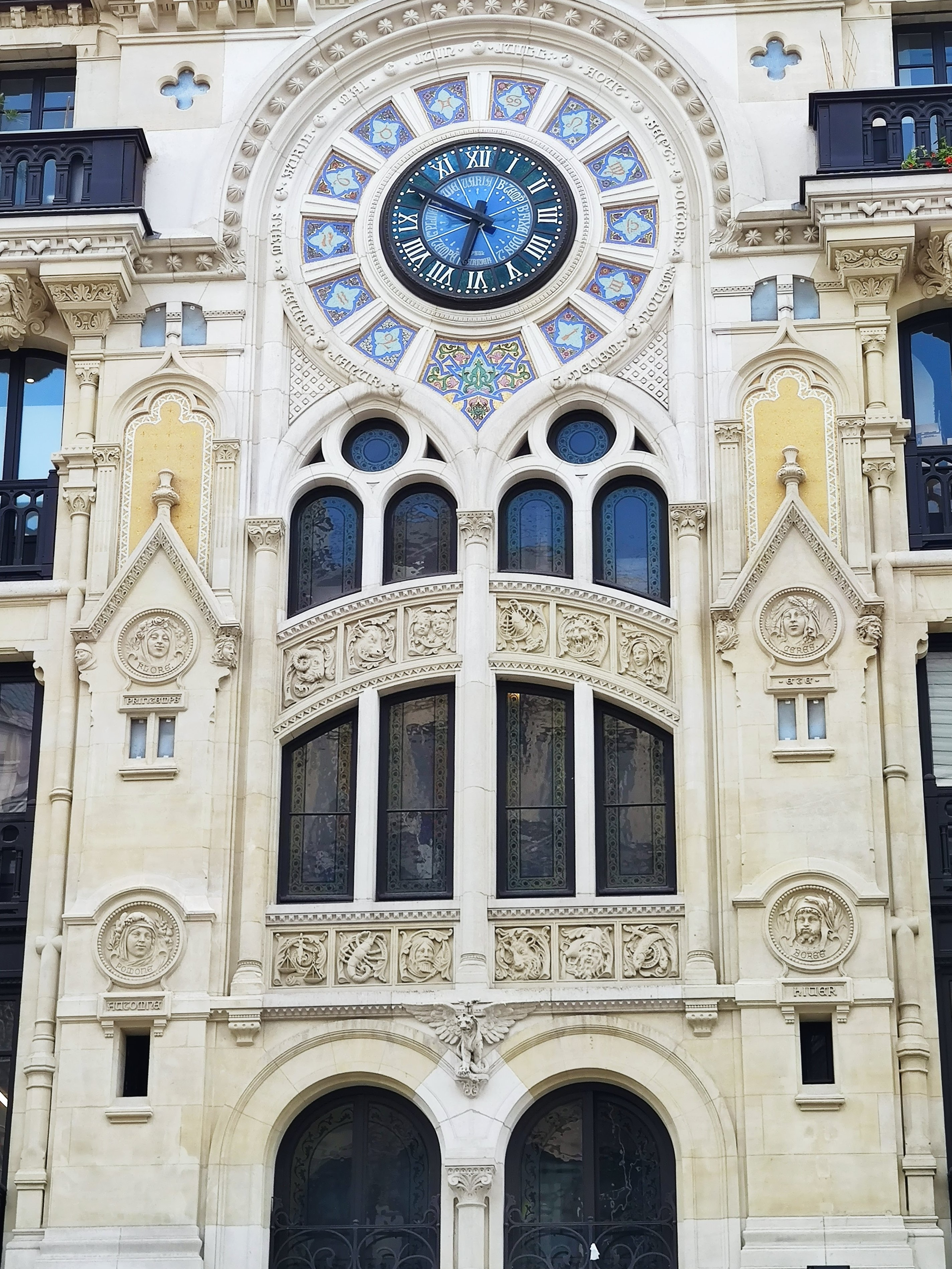
Détails de la façade.
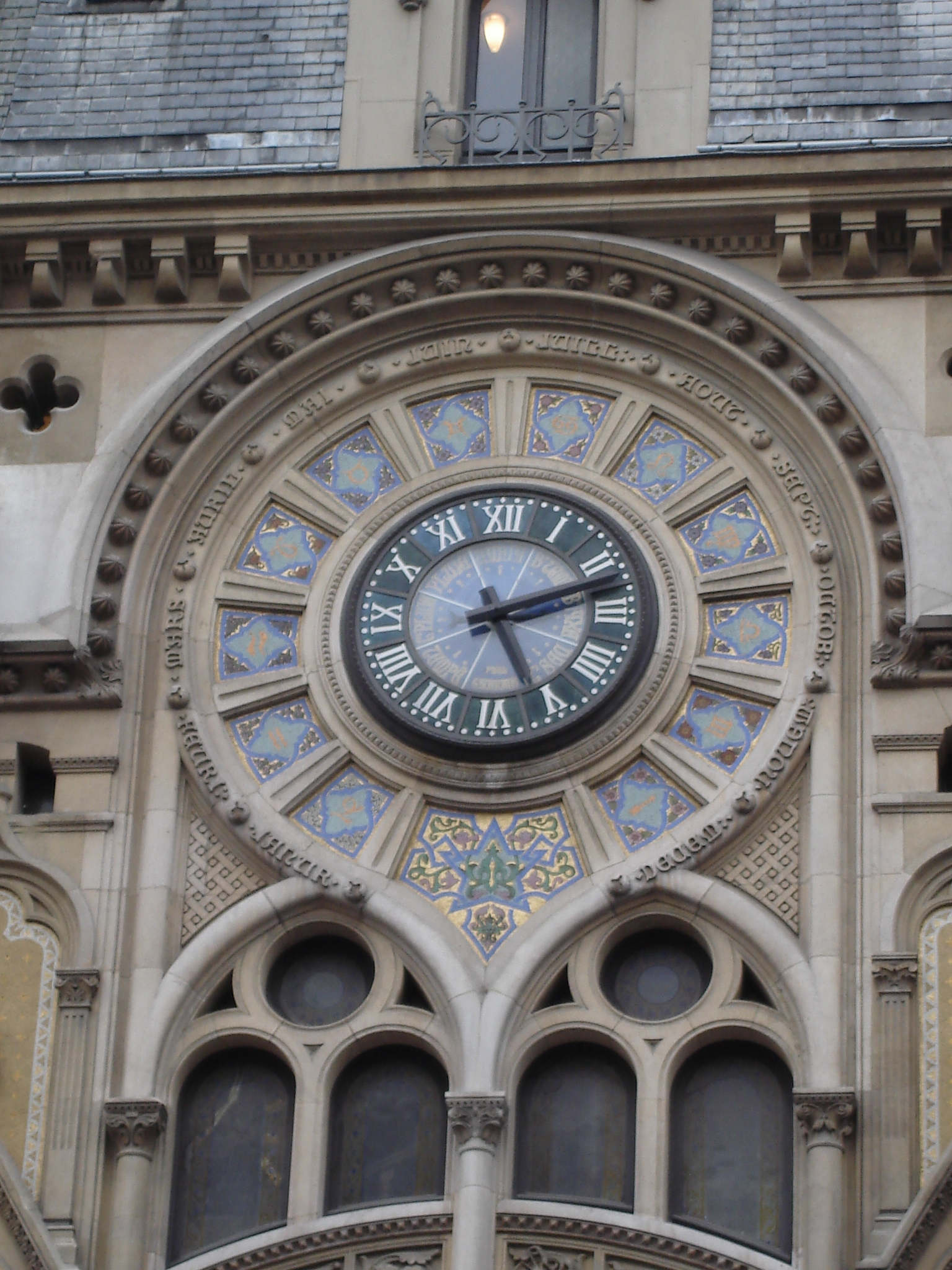
La grande horloge.
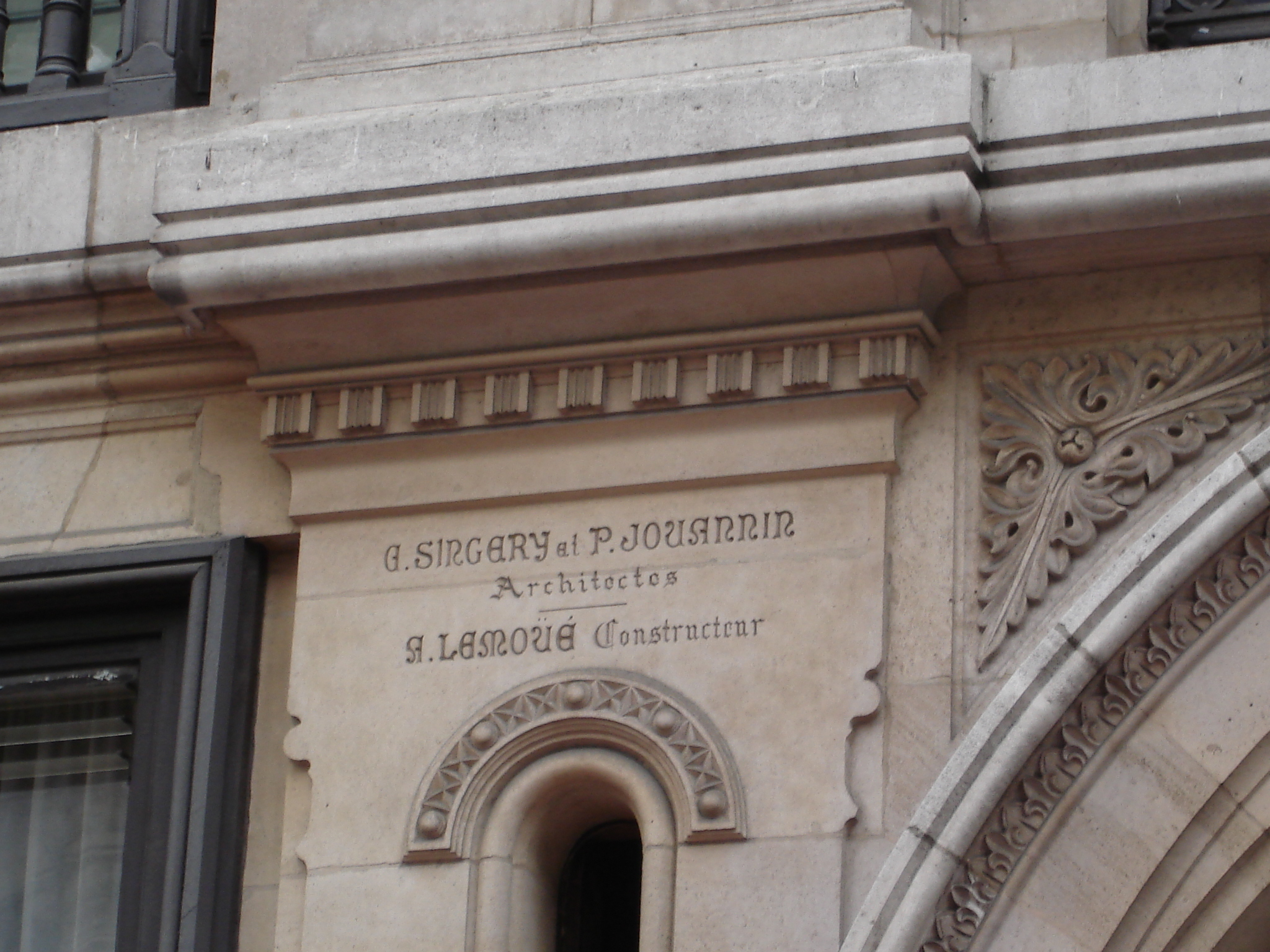
Les noms des architectes et du constructeur A. Lemoüé.
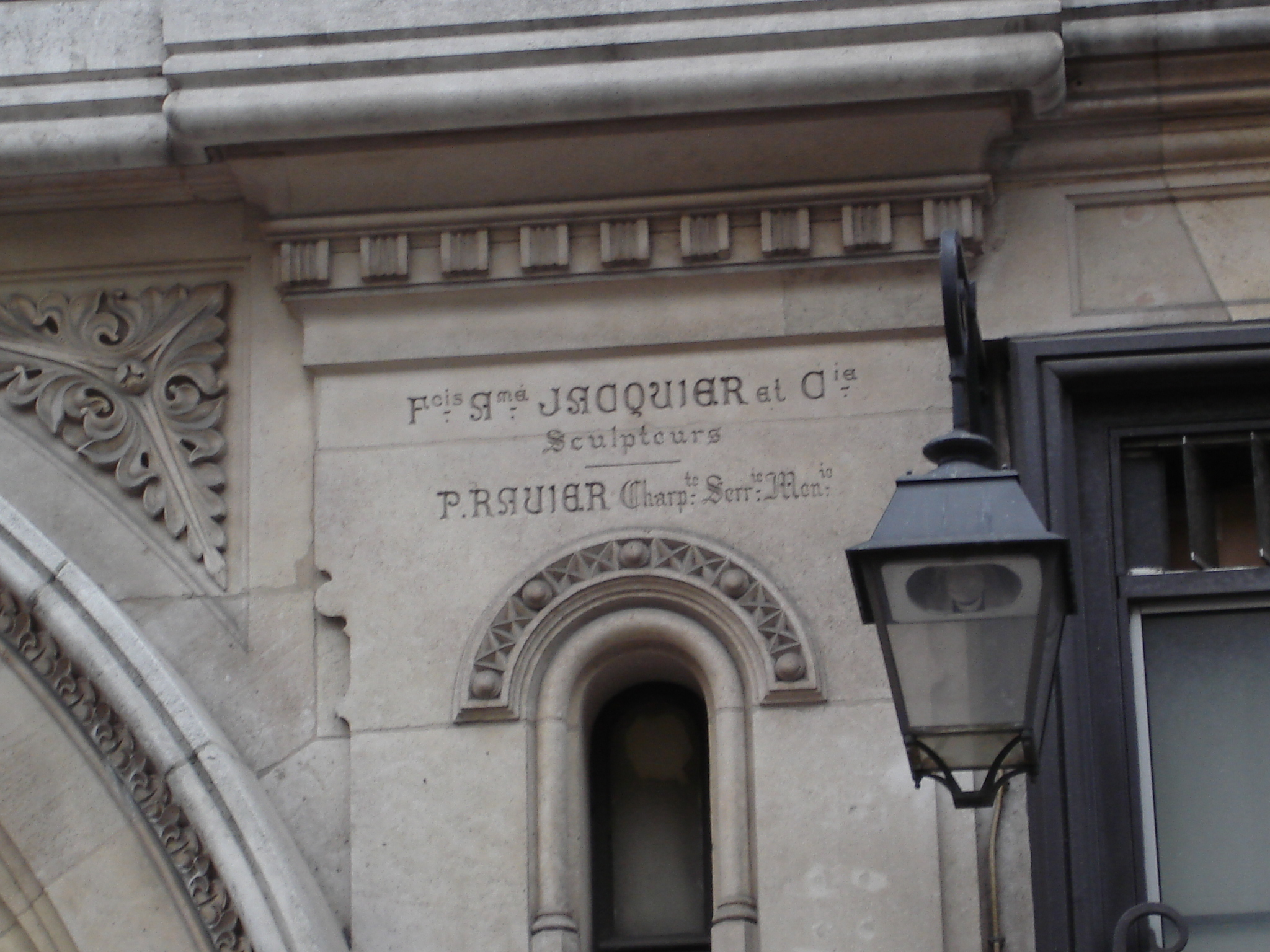
Les noms des sculpteurs et du charpentier P. Rauier.
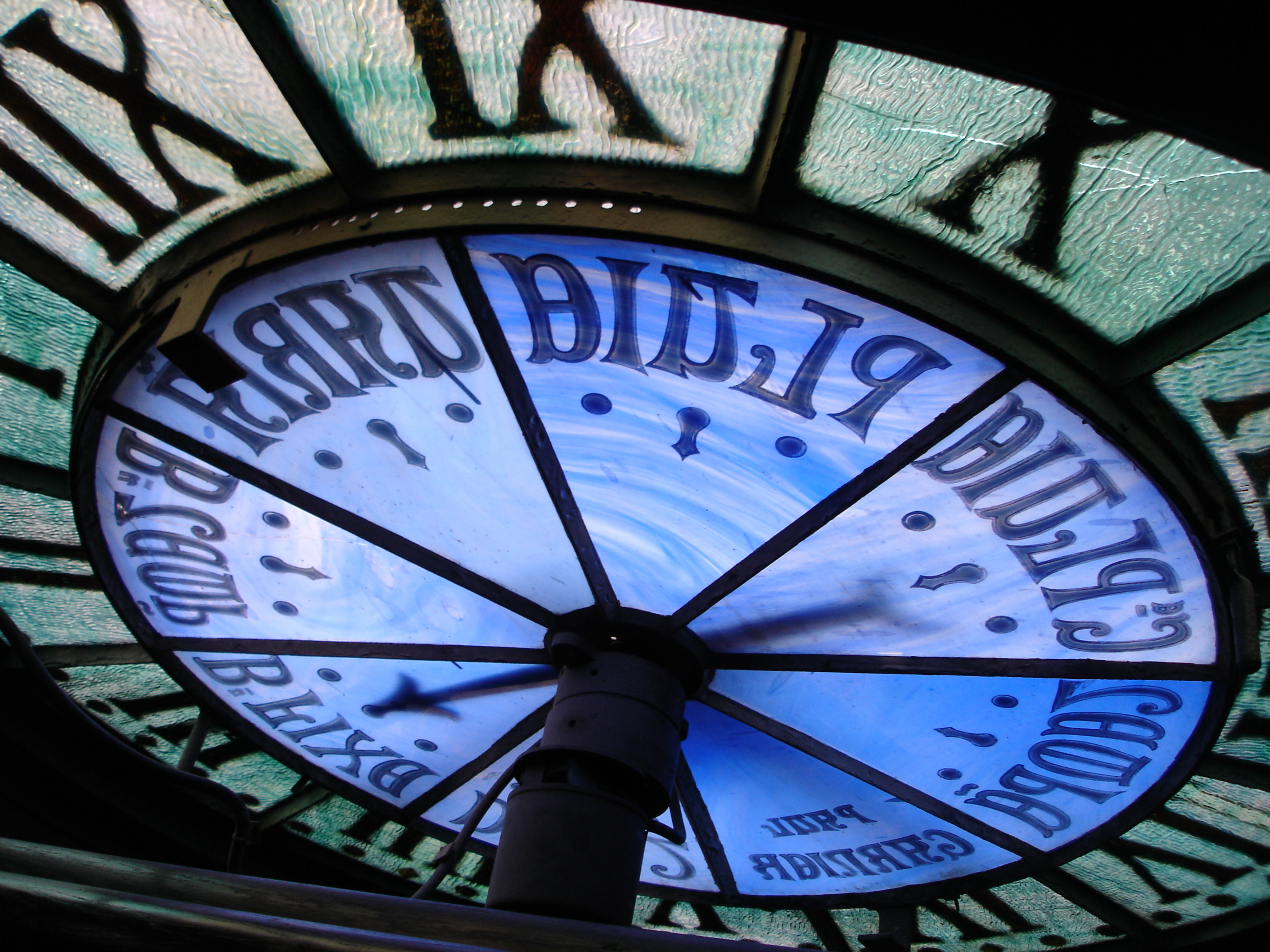
Détails de l’horloge vue de derrière.

- Détails des embrasures des fenêtres.
- Détails d'une fenêtre avec peintures Art nouveau.

- No 61-63 : construction Art nouveau de style néo-gothique, construite par les architectes Philippe Jouannin et Édouard Singery à partir de 1898. Les sculptures créées par les frères Pierre François dit « Francis » et Aimé Jacquier « et compagnie »[13] représentent les mois de l'année, les signes du zodiaque et les saisons.

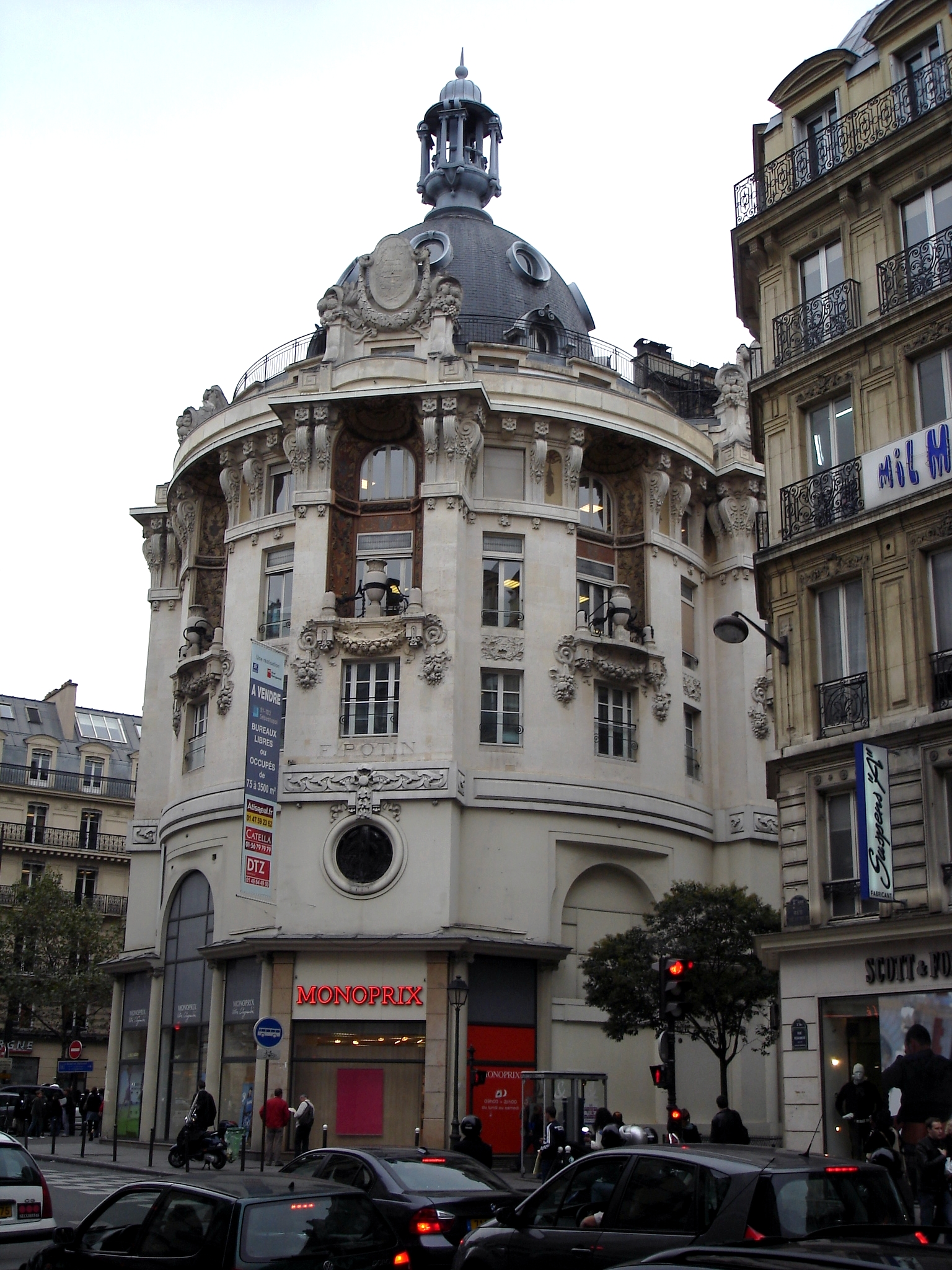
Vue générale à partir de la rue Réaumur.
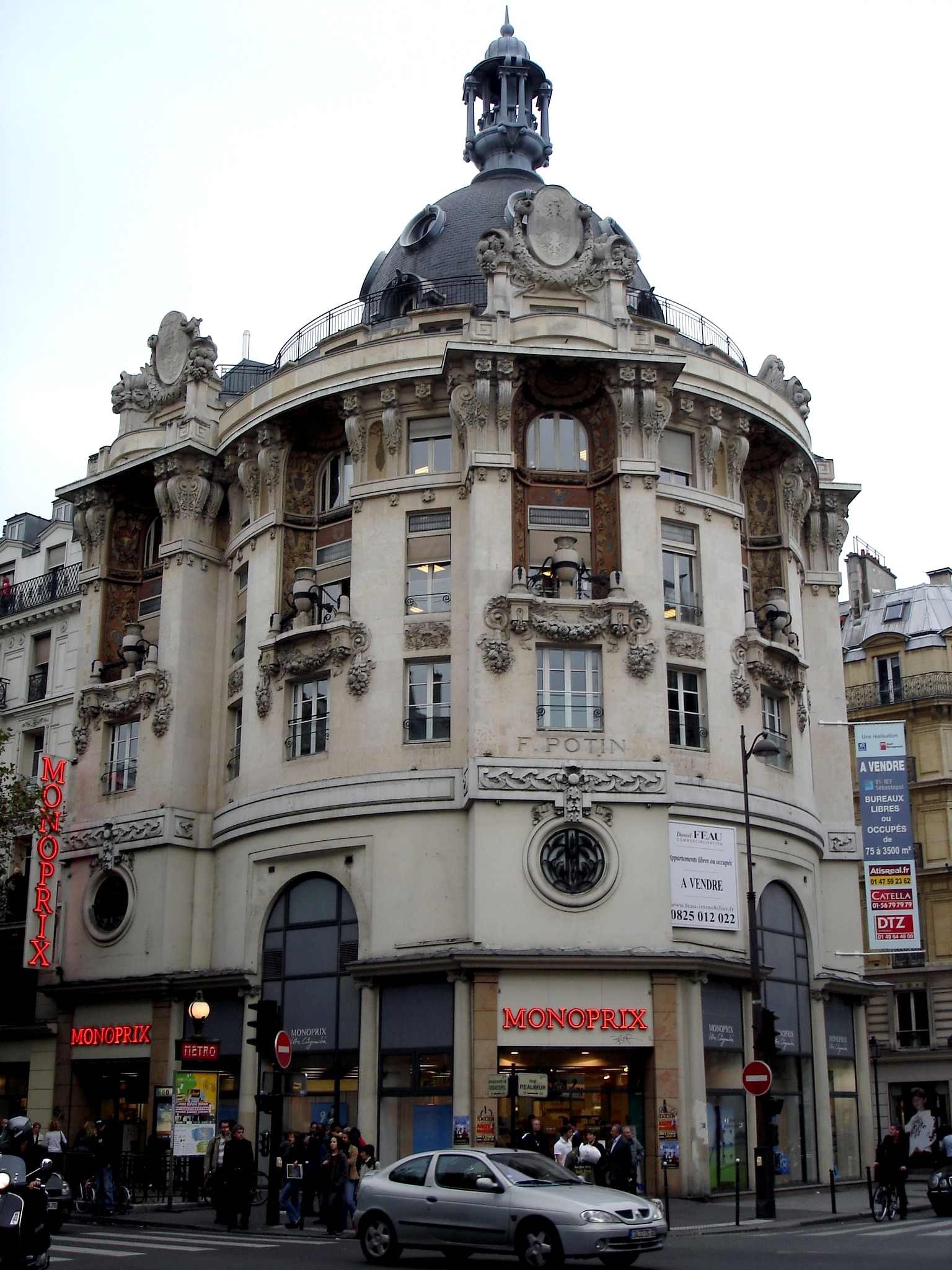
Vue générale à partir du boulevard Sébastopol.
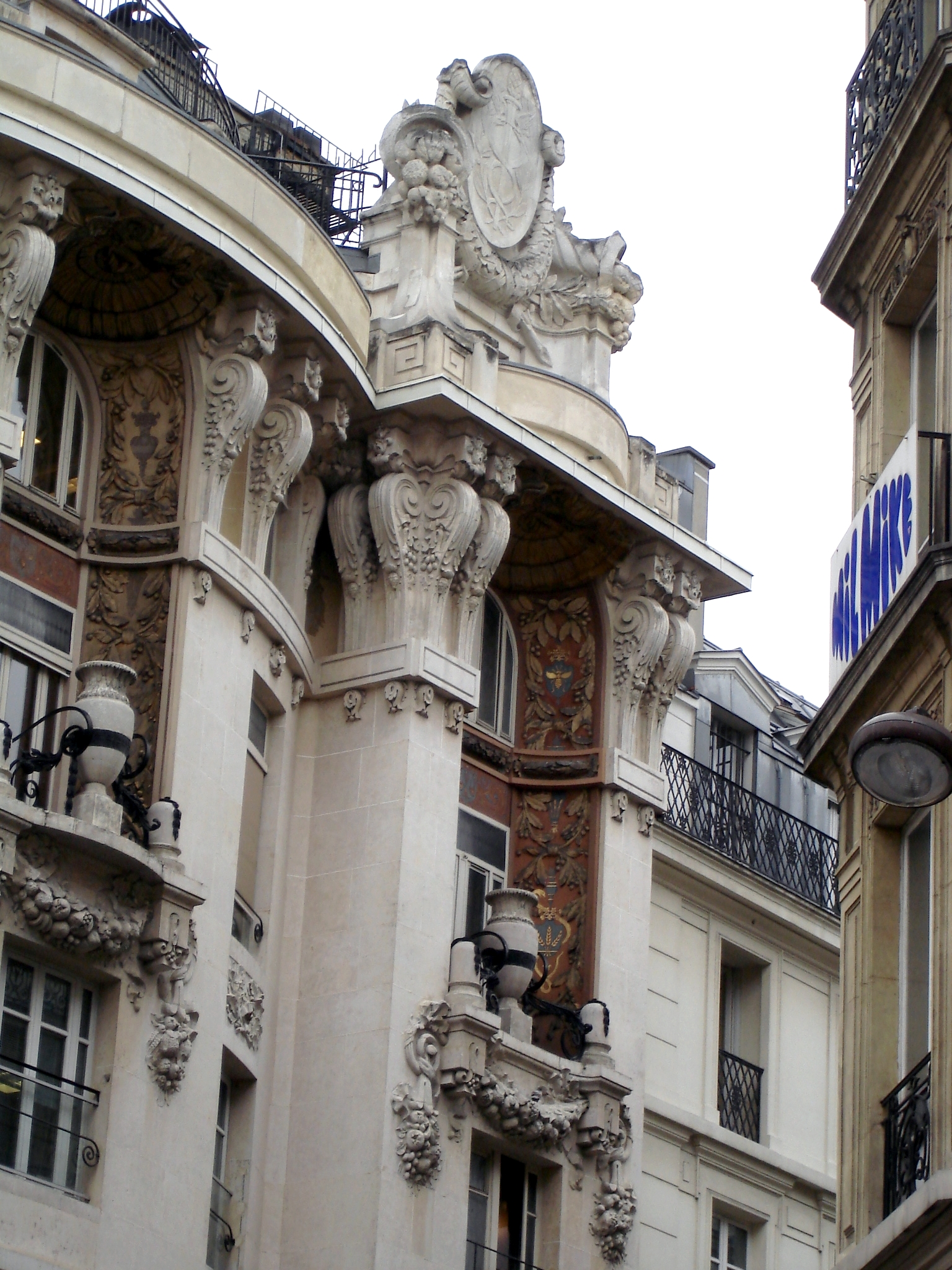
Détails des embrasures des fenêtres.
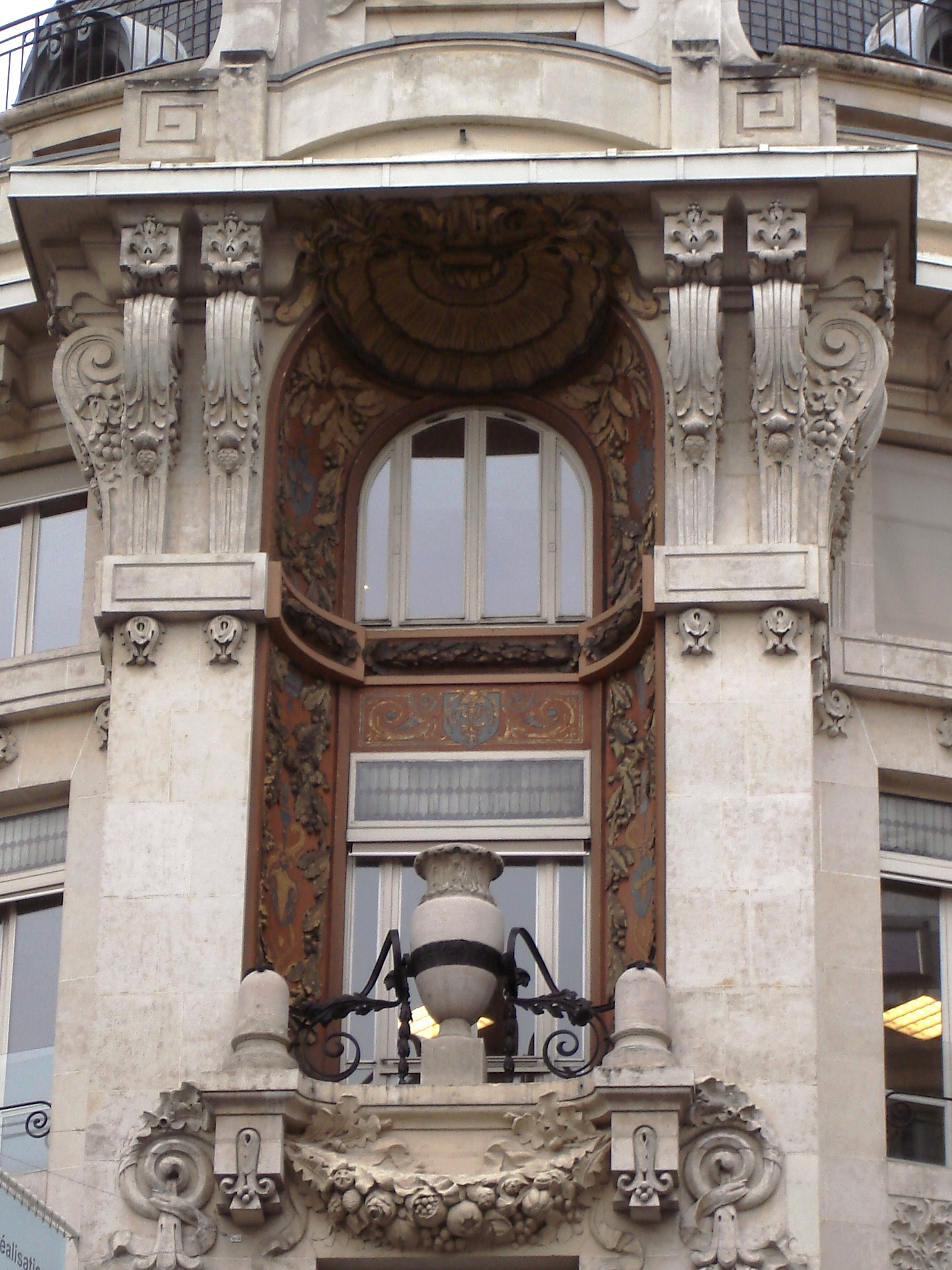
Détails d'une fenêtre avec peintures Art nouveau.

- Vue générale, vue de face.
- Détails de la façade.
- La grande horloge.
- Les noms des architectes et du constructeur A. Lemoüé.
- Les noms des sculpteurs et du charpentier P. Rauier.
- Détails de l’horloge vue de derrière.

- No 69 : immeuble construit en 1898 par l'architecte Ernest Pergod. Cet immeuble à vocation industrielle et commerciale est composé de deux étages en pierre de taille surmontés d'une verrière à structure métallique.

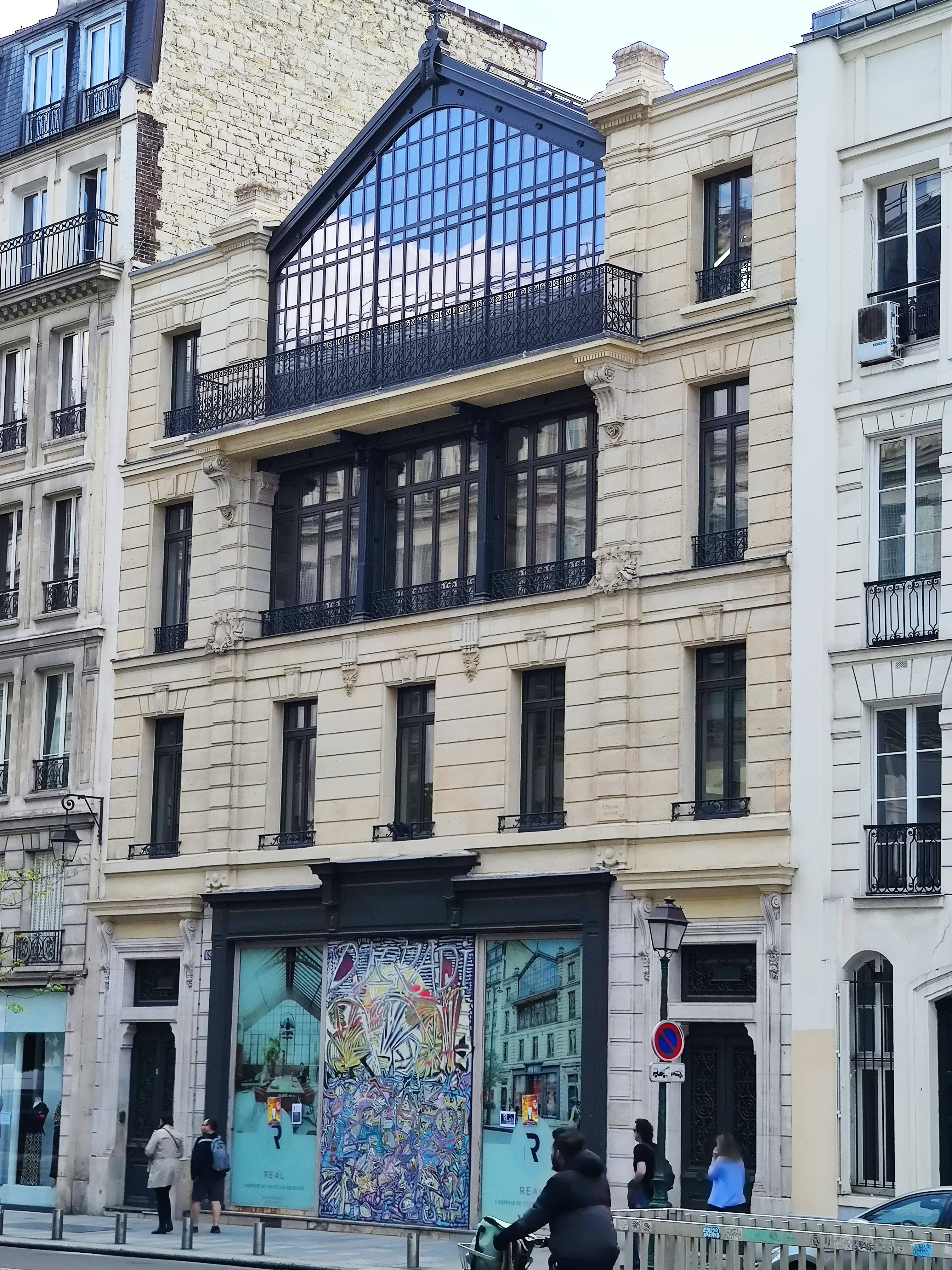
Vue générale. Immeuble à vocation industrielle.

- Nos 73 à 85 : ancien tracé sud de la rue Thévenot (du nom d’un propriétaire qui y possédait plusieurs maisons au XVIIIe siècle). La partie nord a été absorbée par la rue Réaumur[14].

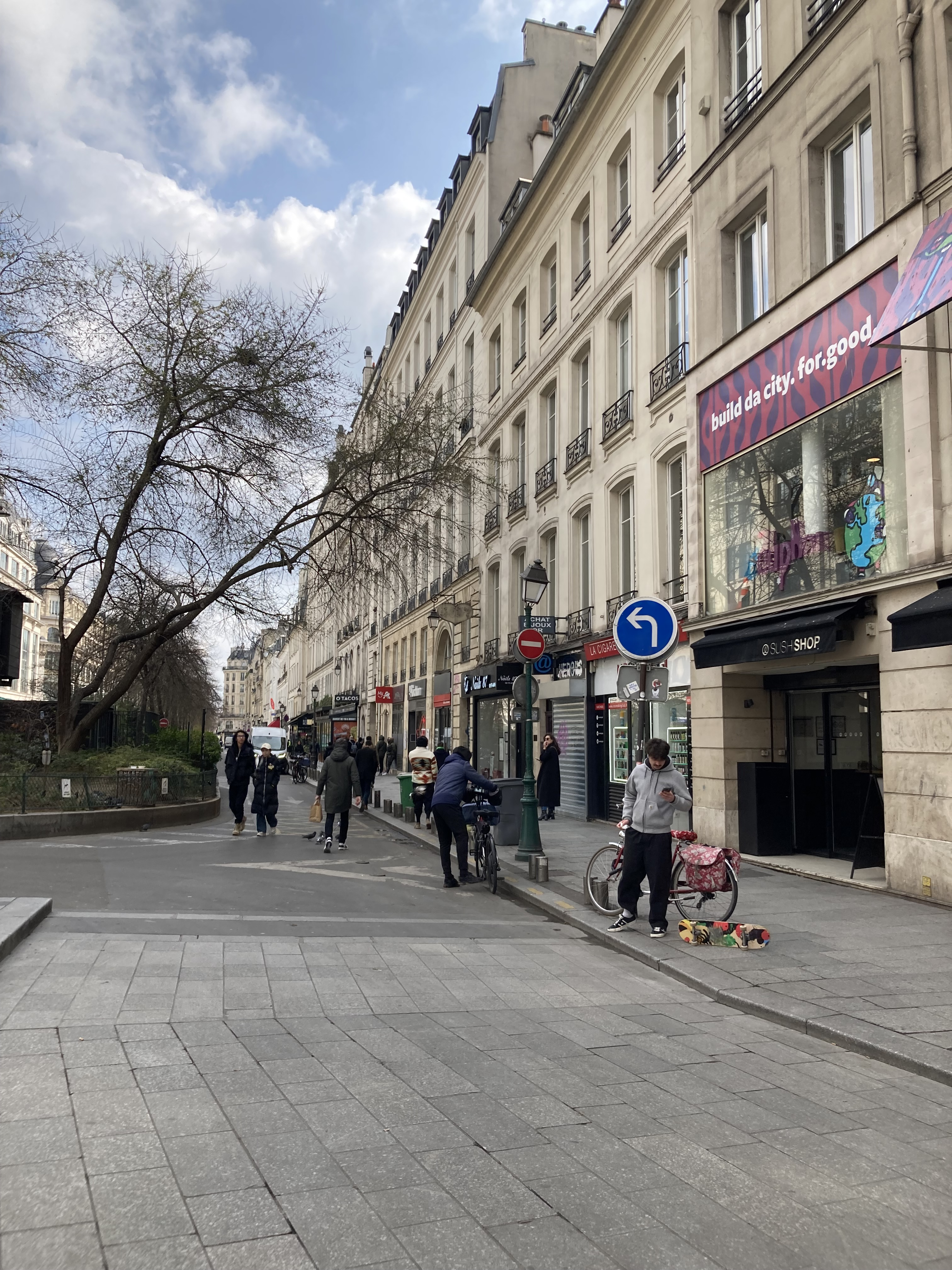
Ancienne rue Thévenot.

- No 79 : dans la cour, d’anciennes écuries subsistent[15].

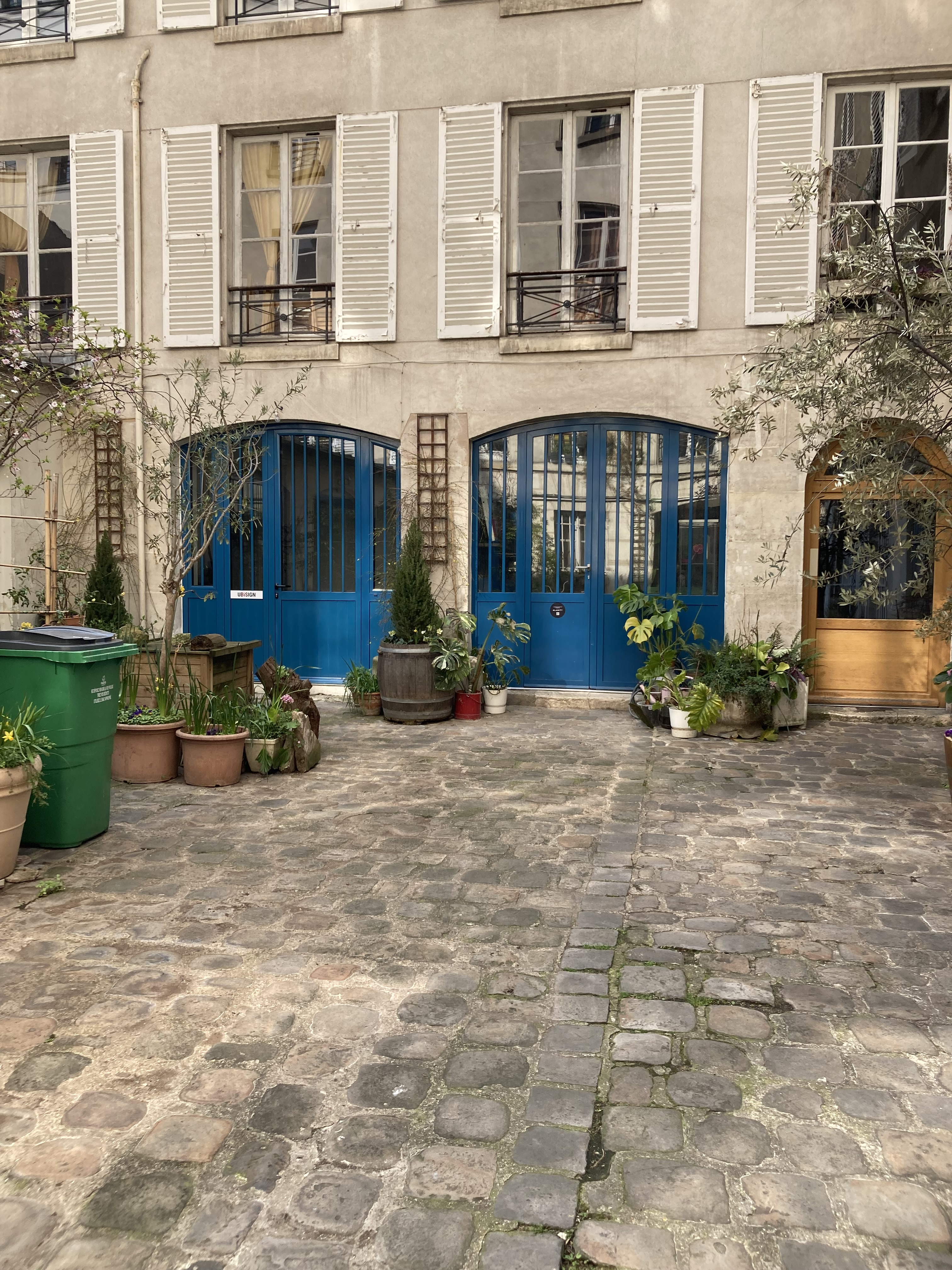
Anciennes écuries.

- No 97 : bâtiment à vocation industrielle et commerciale, construit en 1900 par les architectes Philippe Jolivald et Charles Devillard. Structure en pierre de taille et métallique.

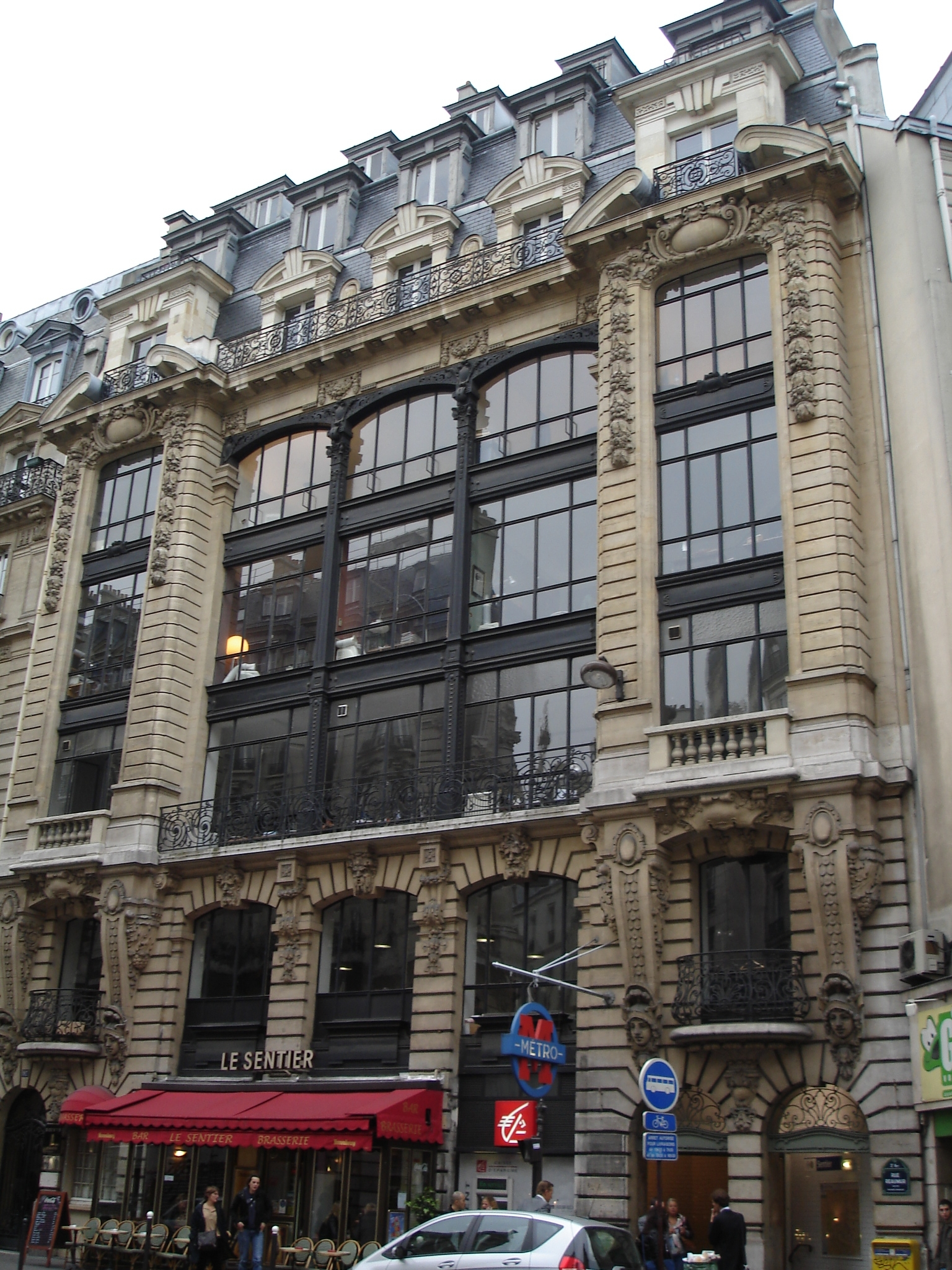
No 97 : vue générale de l’immeuble.
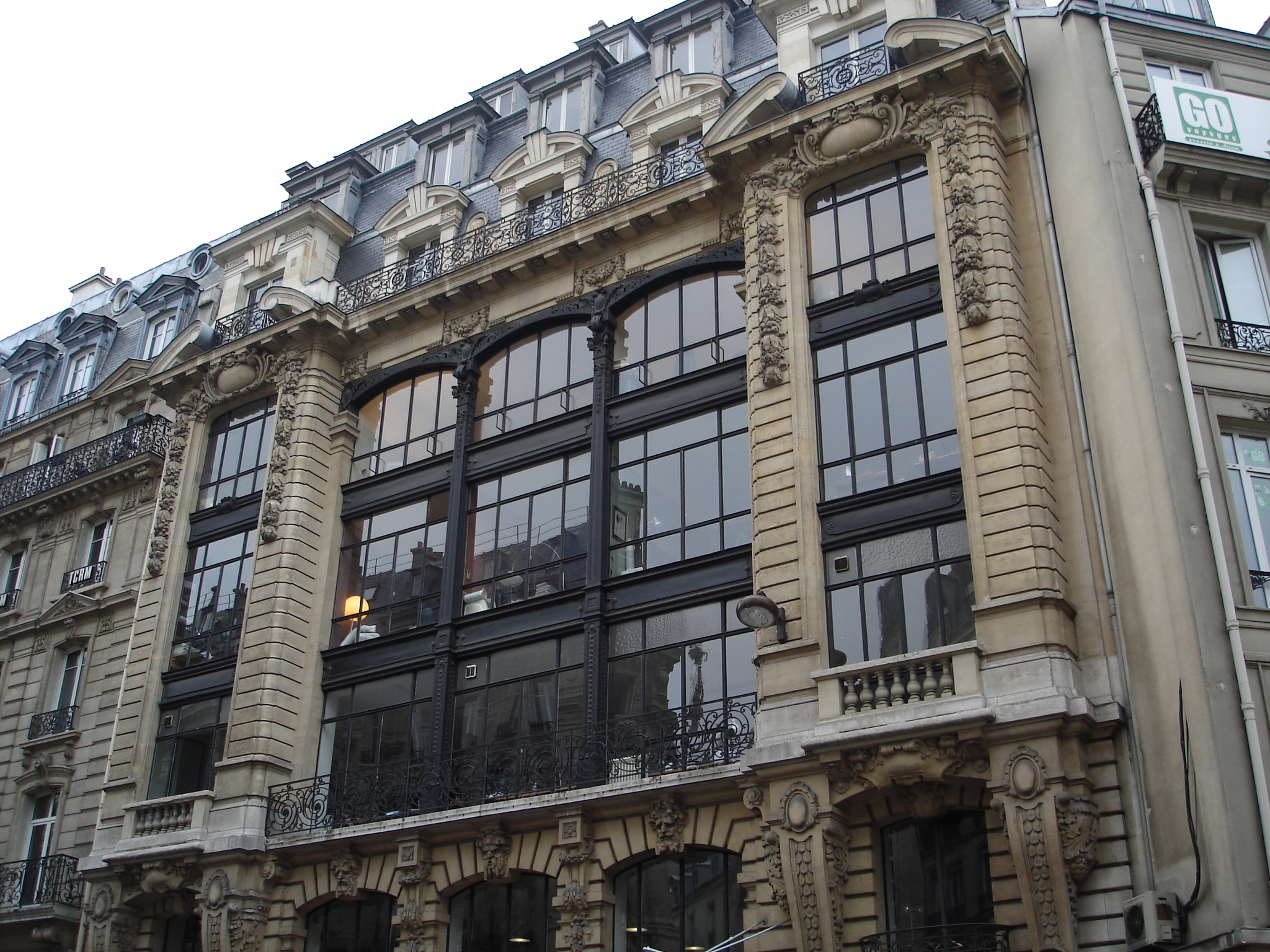
No 97 : détails de la structure métallique.
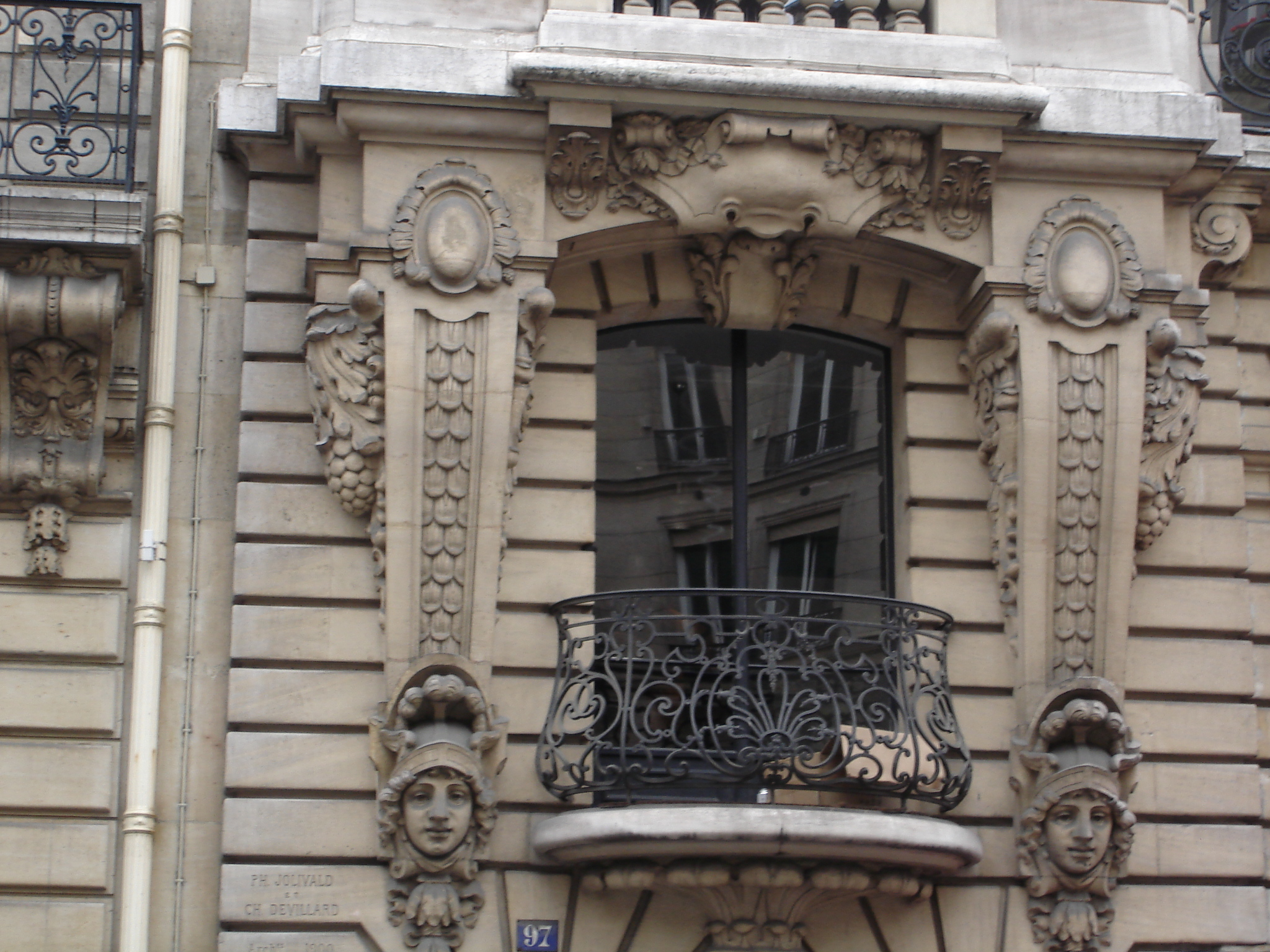
No 97 : détails d’une embrasure de fenêtre avec balcon galbé en fer forgé.
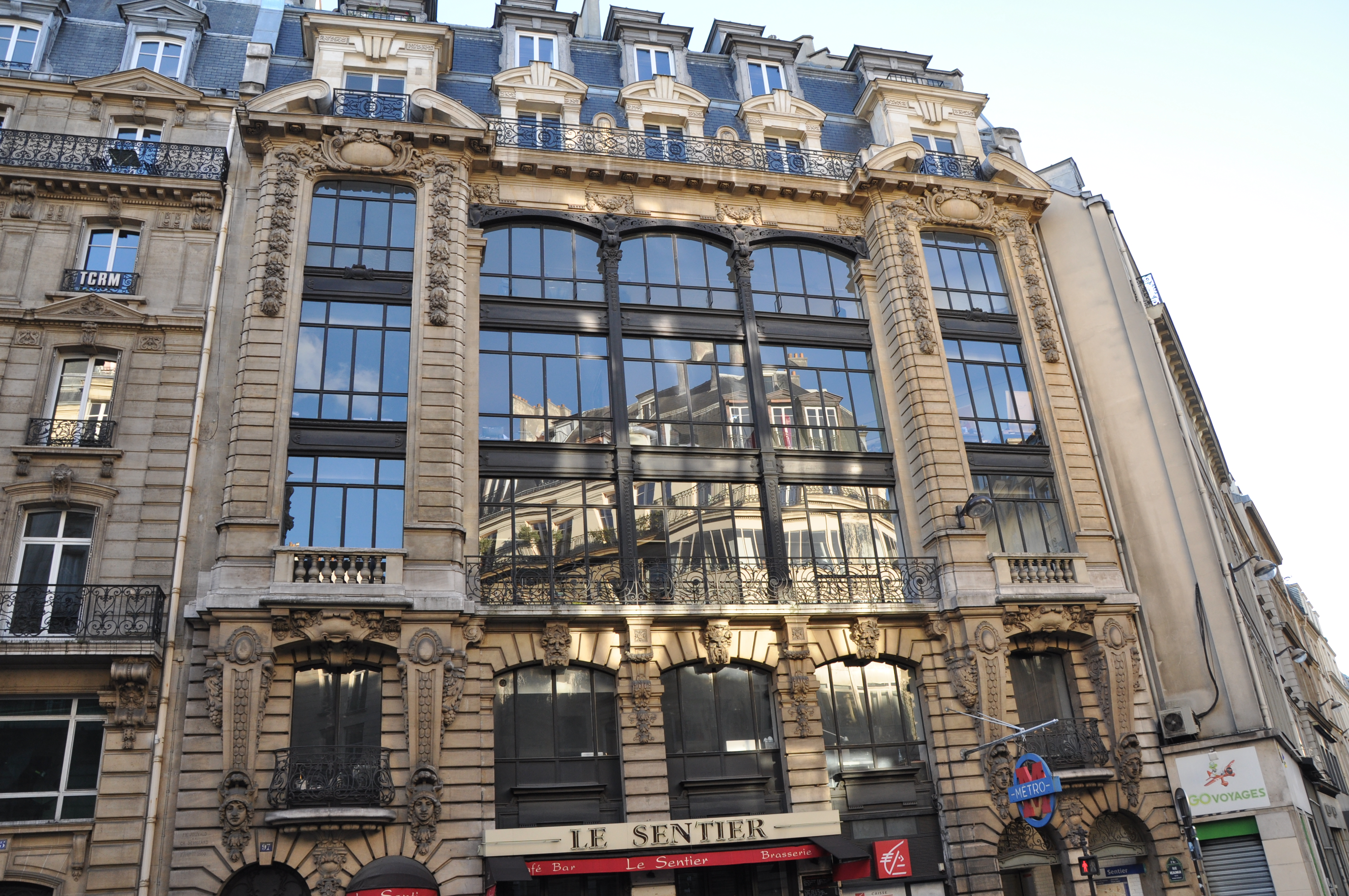
La façade de face.

- No 101 : bâtiment à l’intersection entre la rue Réaumur et la rue de Cléry. Immeuble de commerce et d'habitation en pierre de taille, construit en 1895 par Albert Walwein. Cariatides entourant la fenêtre de coin du 3e étage.

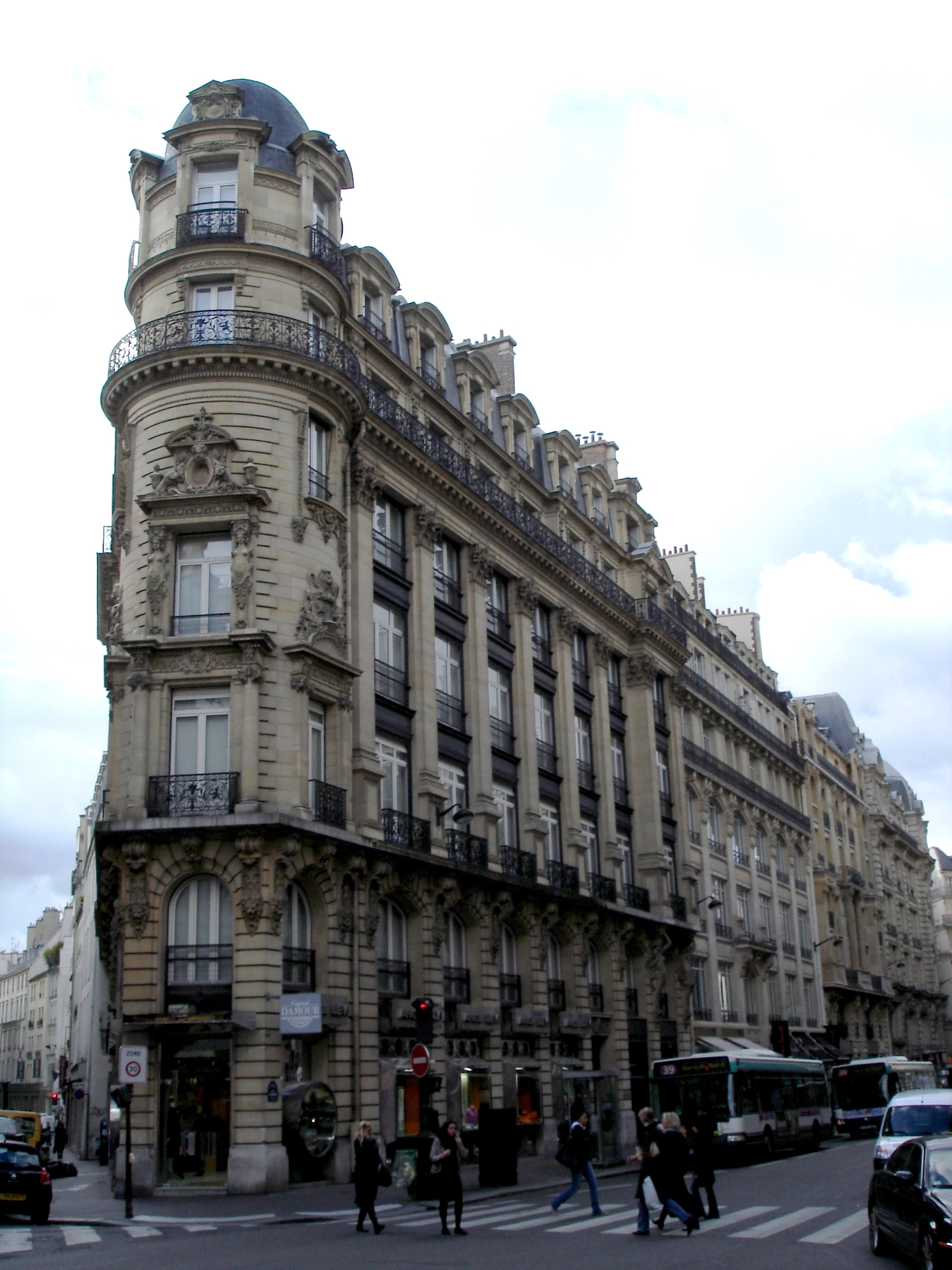
No 101 : vue générale de l’immeuble montrant les cariatides.
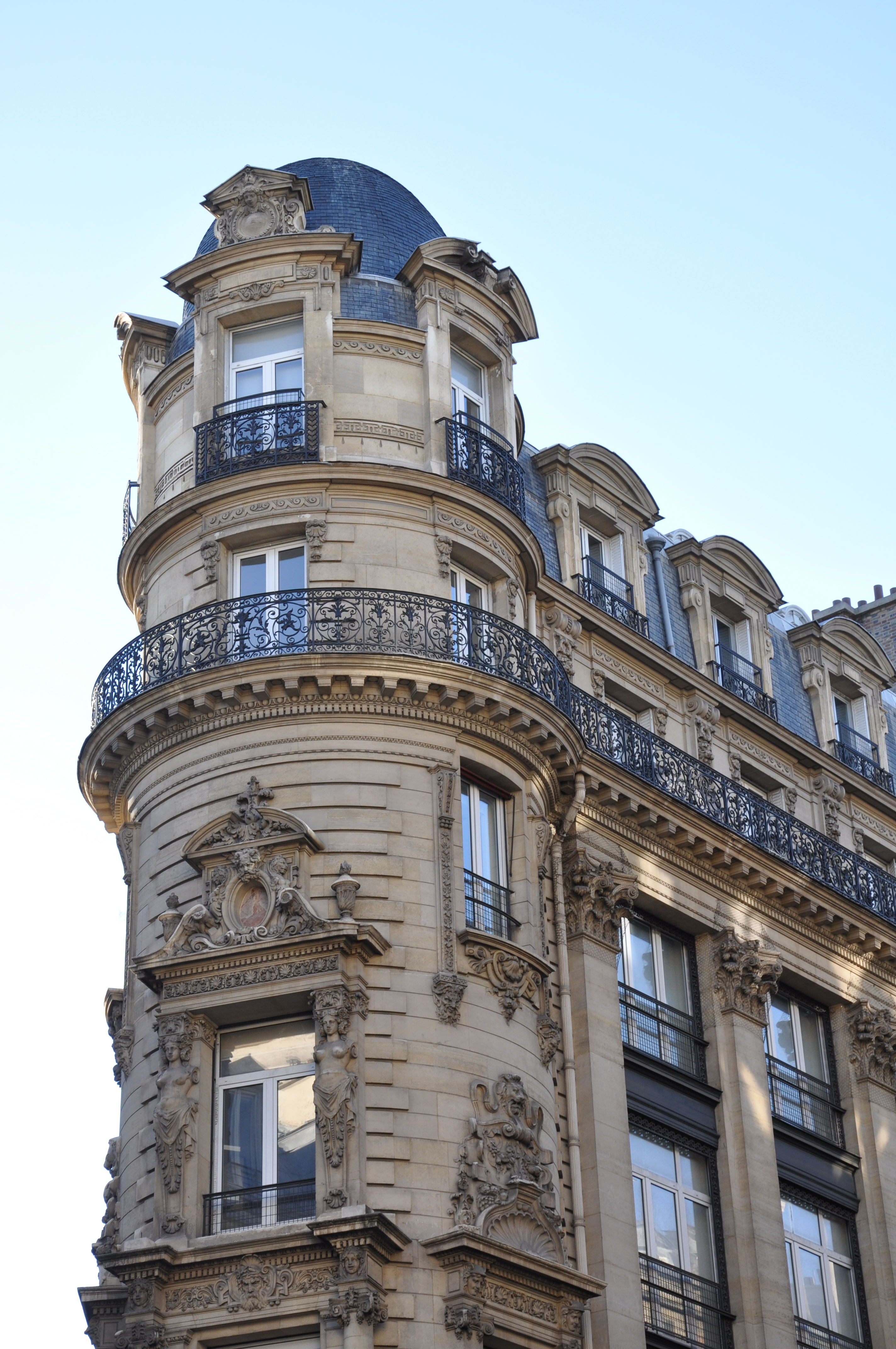
No 101 : reliefs et cariatides à l'angle.
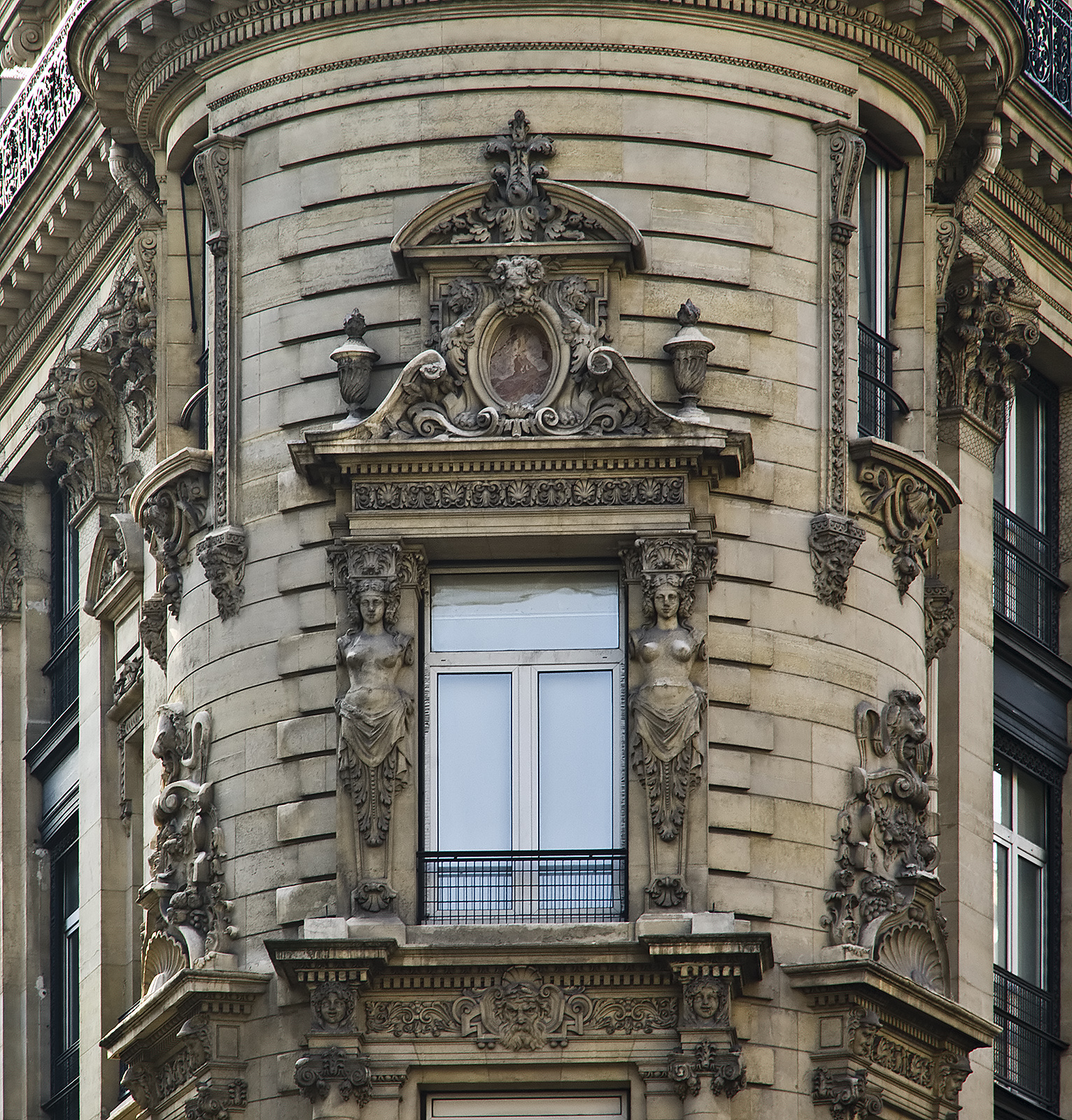
No 101 : détail de l'angle.

- No 105 : bel immeuble en pierre de taille et structure métallique construit en 1899 par l'architecte Ch. Ruzé.

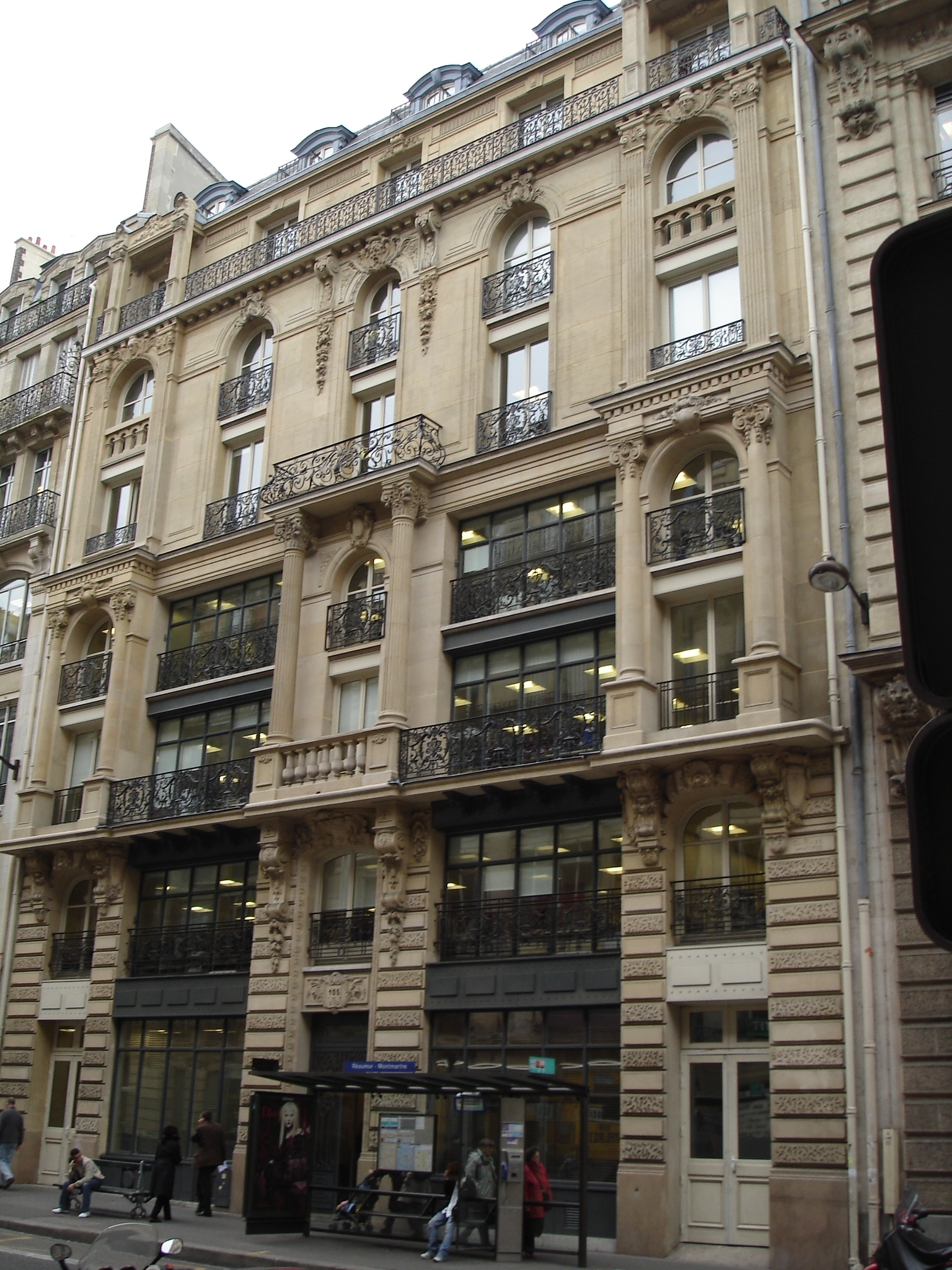
No 105 : vue d’ensemble de l’immeuble.
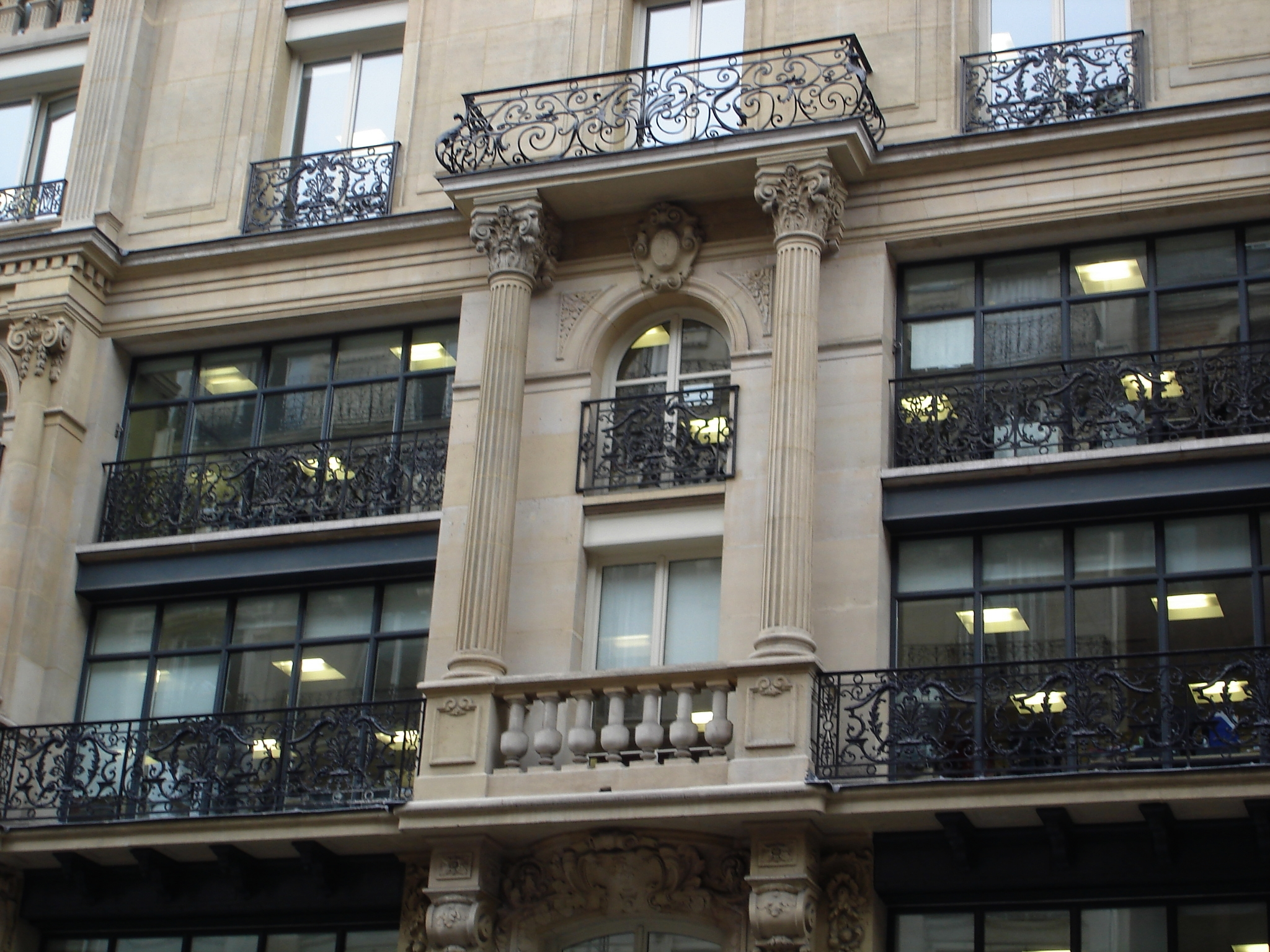
No 105 : détails de la façade.

- No 111 : bâtiment à l'intersection de la rue Réaumur et de la rue Montmartre.

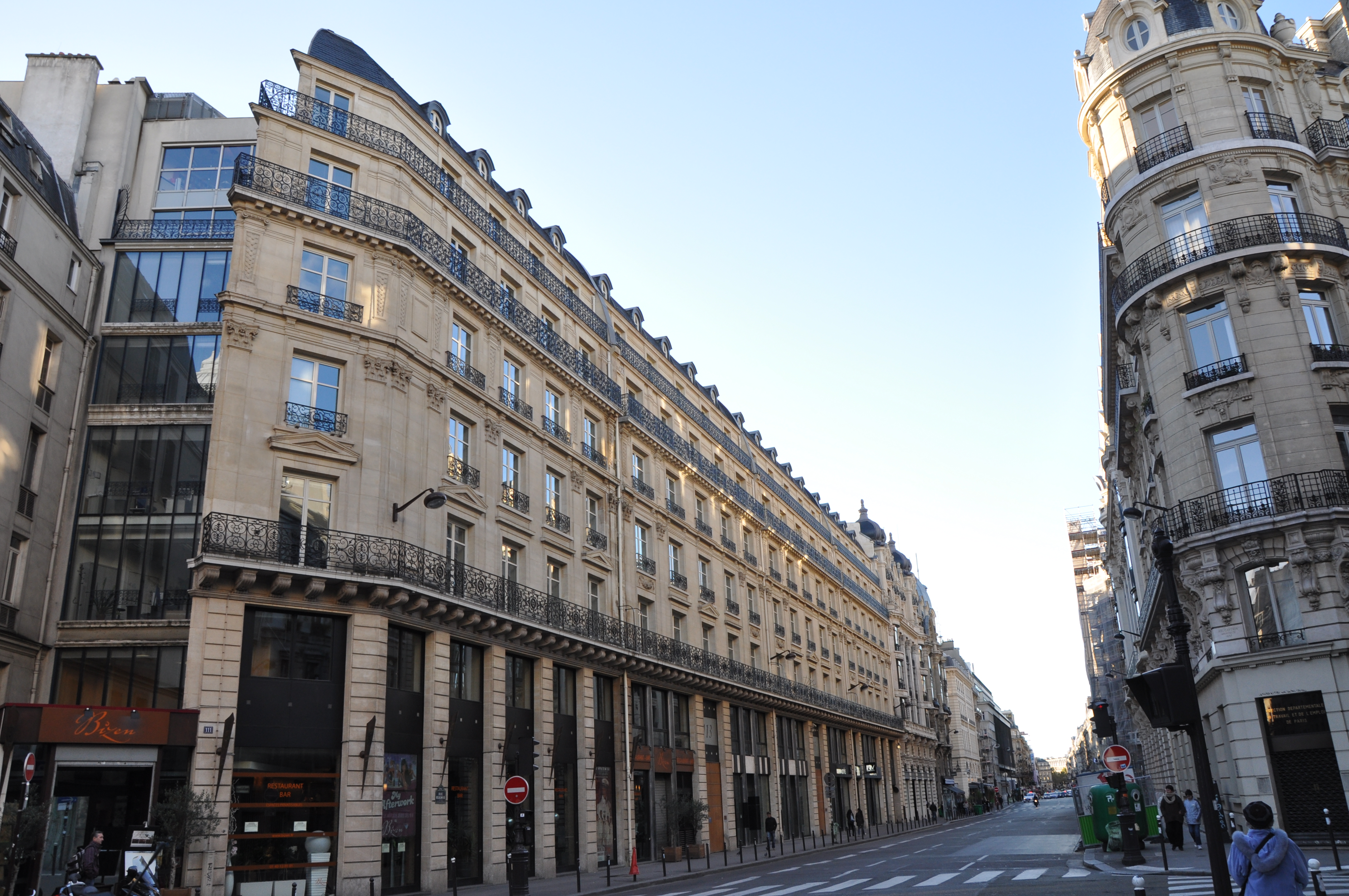
No 111.

- No 119 : immeuble en pierre de taille construit en 1900 par l'architecte G. Bovsson, et rénové et restructuré en immeubles de bureaux en 1993 par les architectes Menu et Macary.

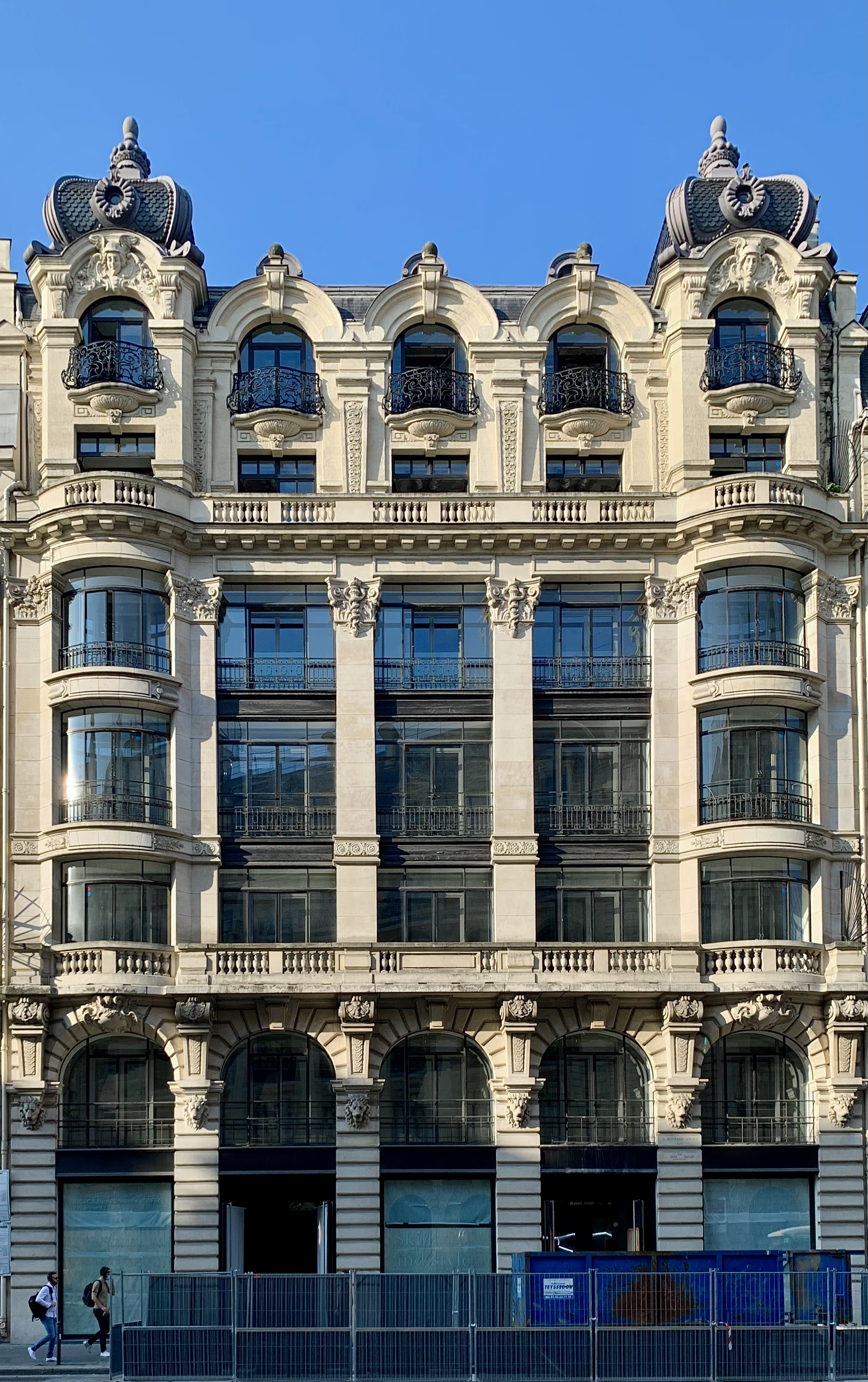
No 119 : vue générale de l’immeuble.
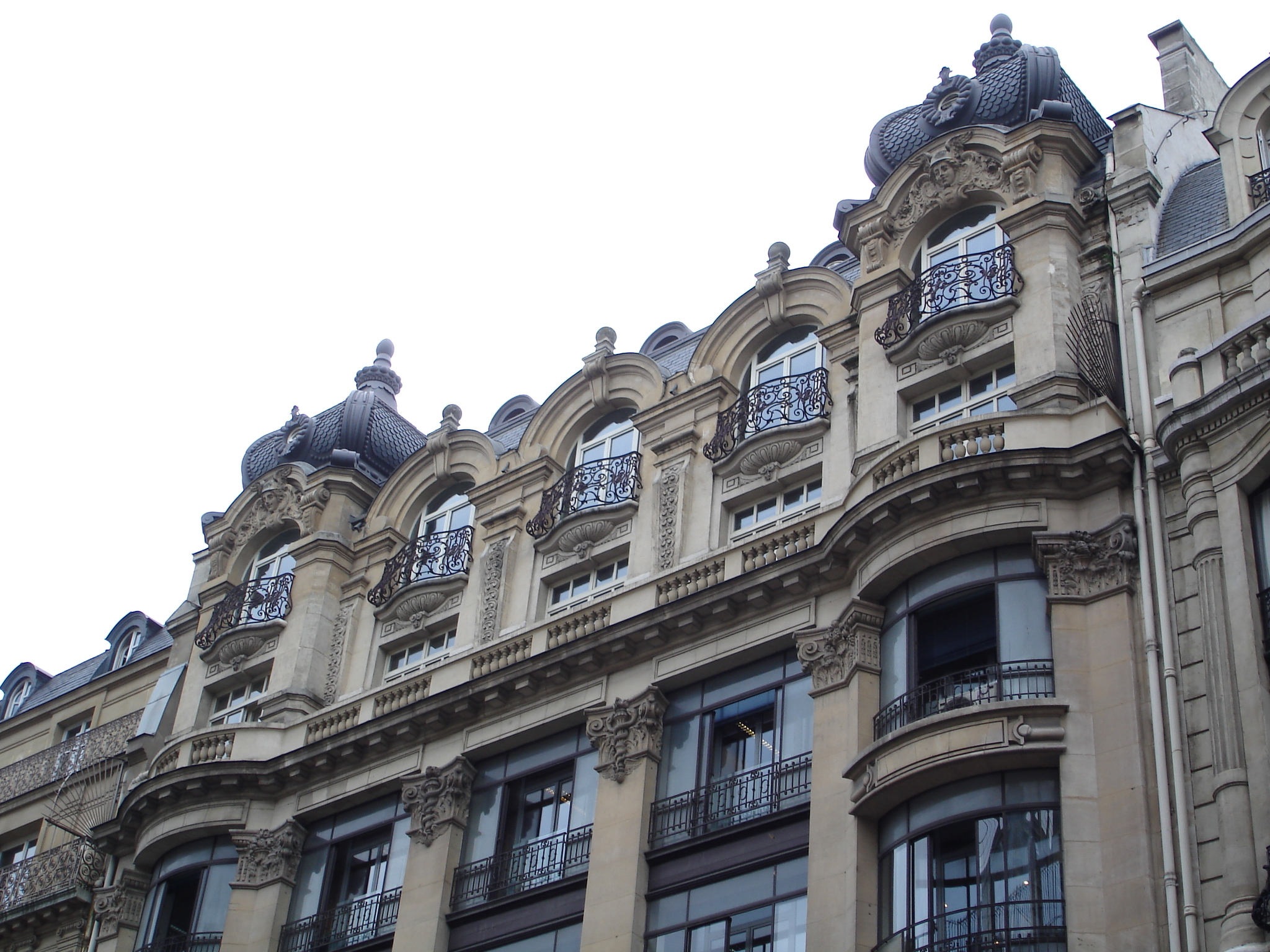
No 119 : détails de la façade.
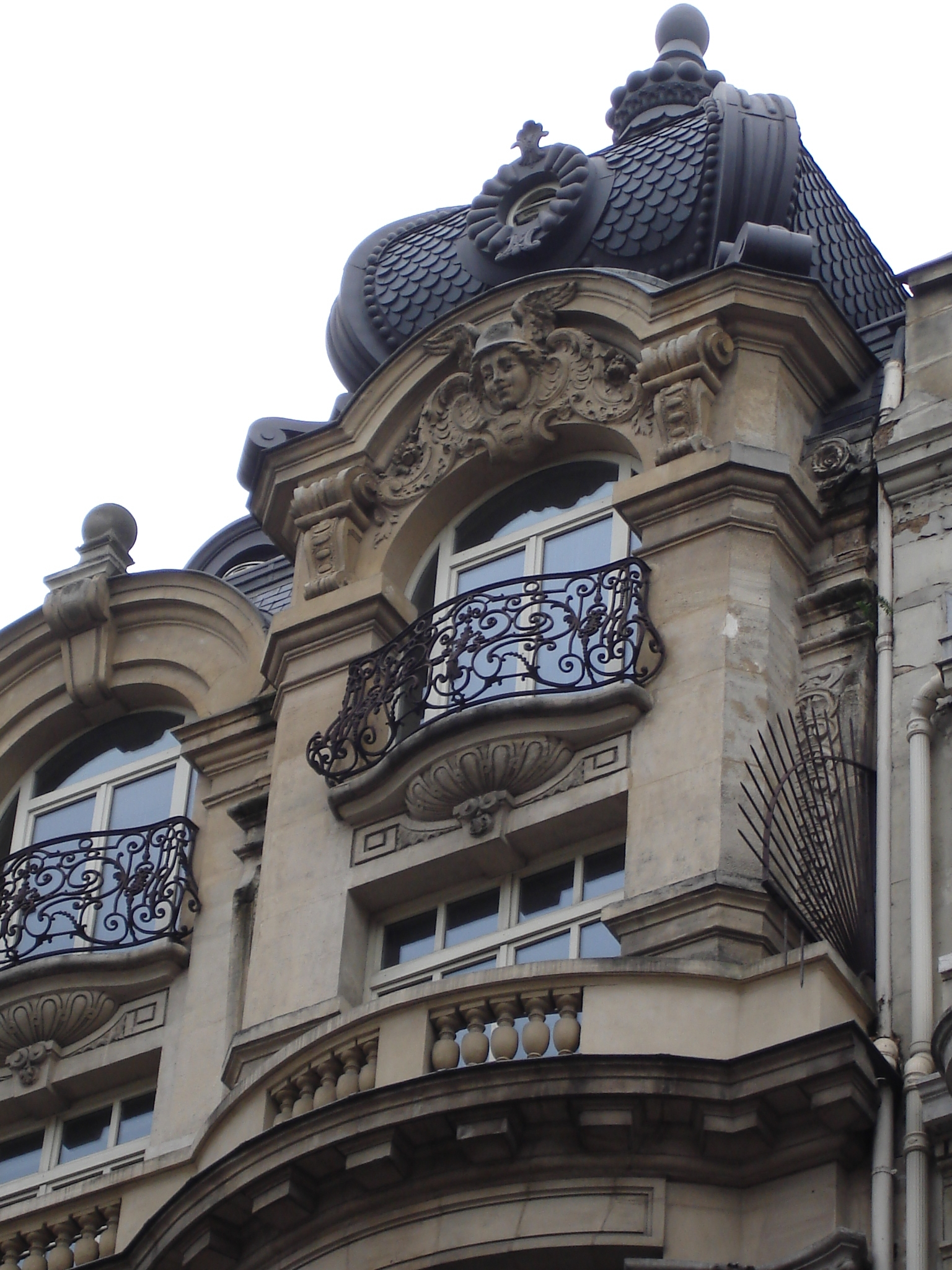
No 119 : fenêtre à l’étage supérieure avec balcon galbé en fer forgé.

- No 121 : immeuble de bureaux en pierre de taille à l’intersection entre la rue Réaumur et la rue Notre-Dame-des-Victoires. Bâtiment construit en 1900 par Charles Ruzé. Fenêtres galbées donnant sur la place de la Bourse.

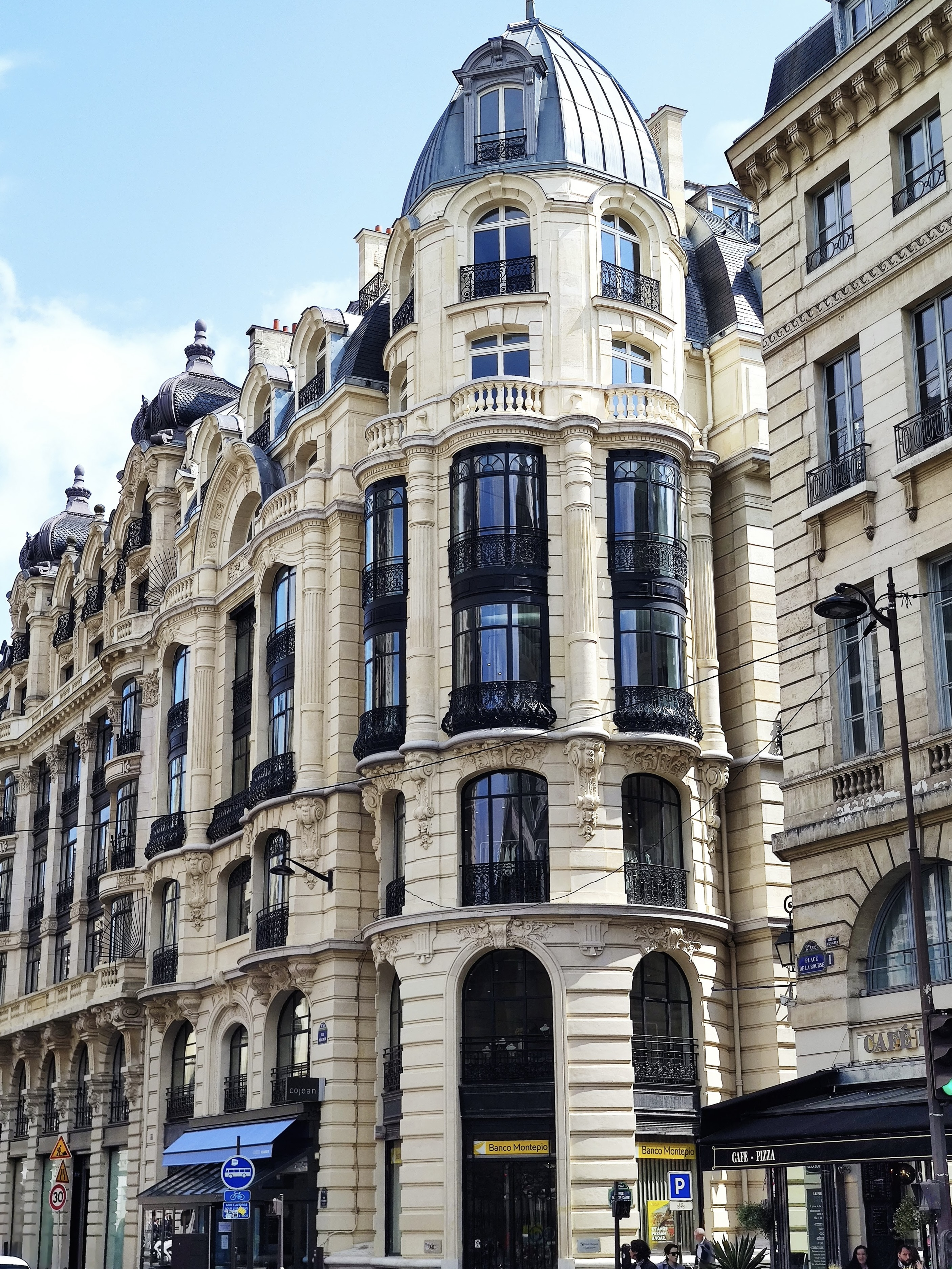
No 121 : vue générale de l’immeuble.
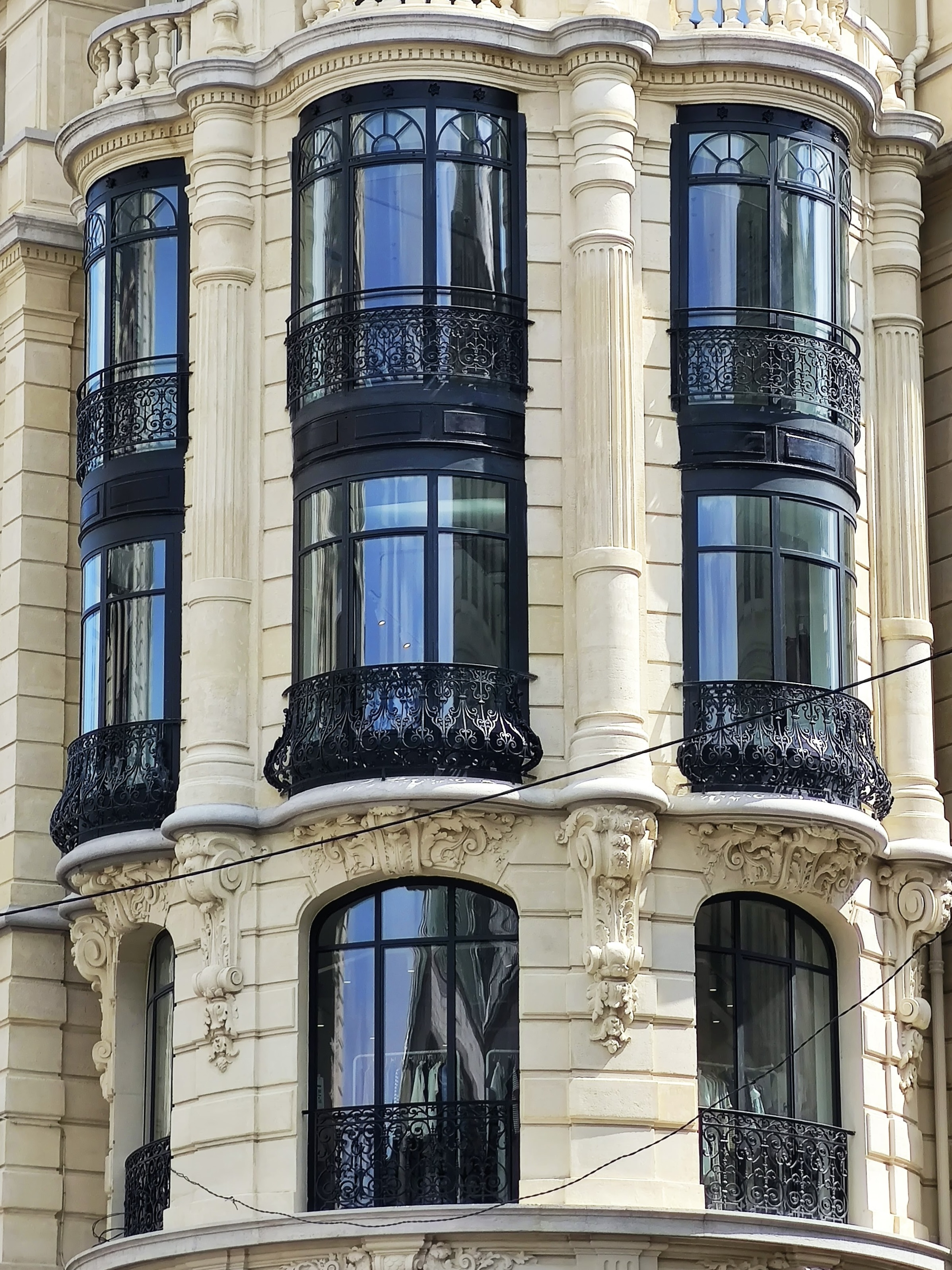
No 121 : vue sur les fenêtres de coin, donnant sur la place de la Bourse.

### Côté pair
La section, comprise entre la rue du Temple et la rue Volta, conserve le tracé et la plupart des maisons de la rue Phélipeaux.

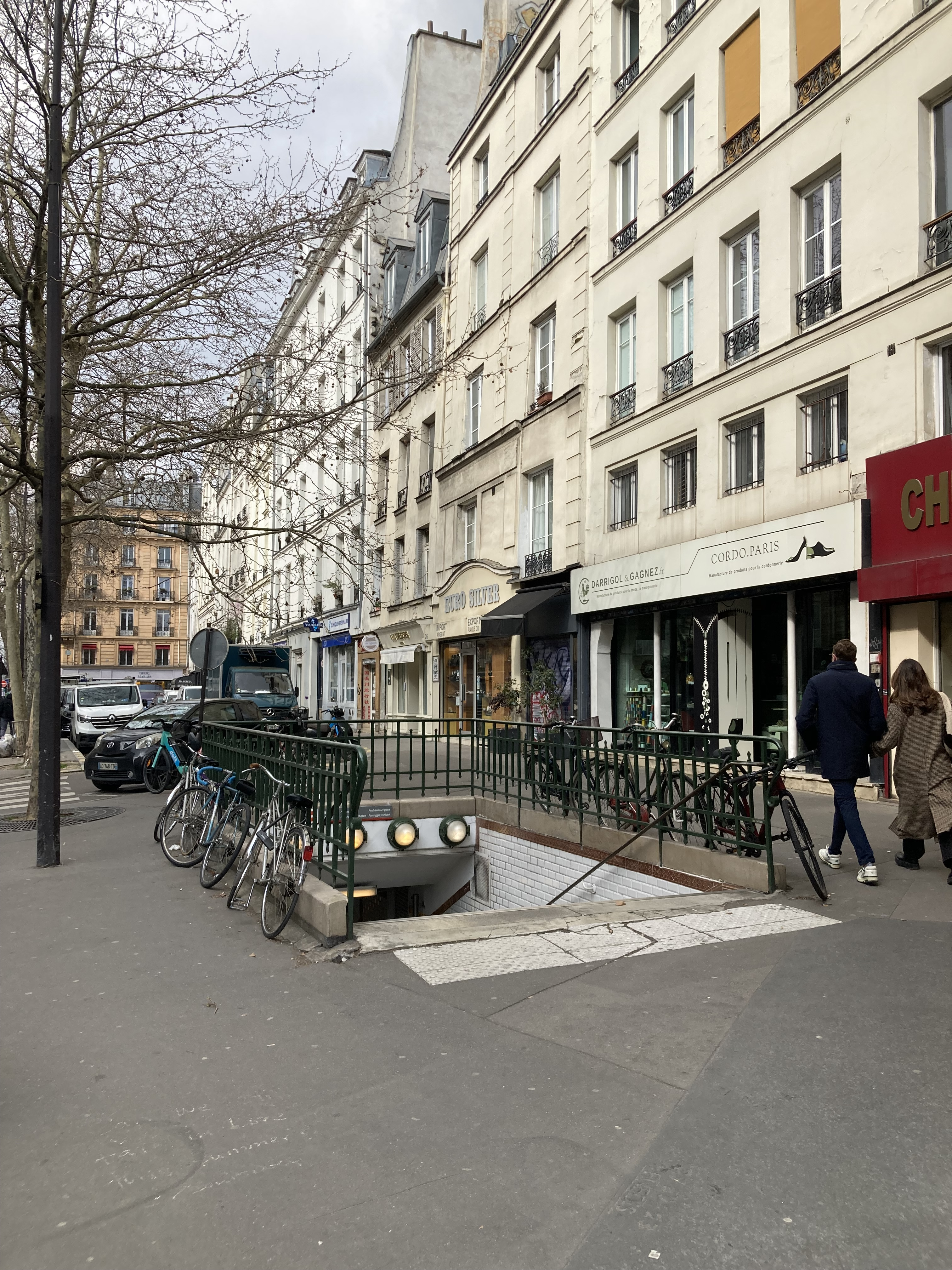
Ancienne rue Phélipeaux.

- Nos 60 : musée des Arts et Métiers, à vocation scientifique et technique, ouvert en 1794.

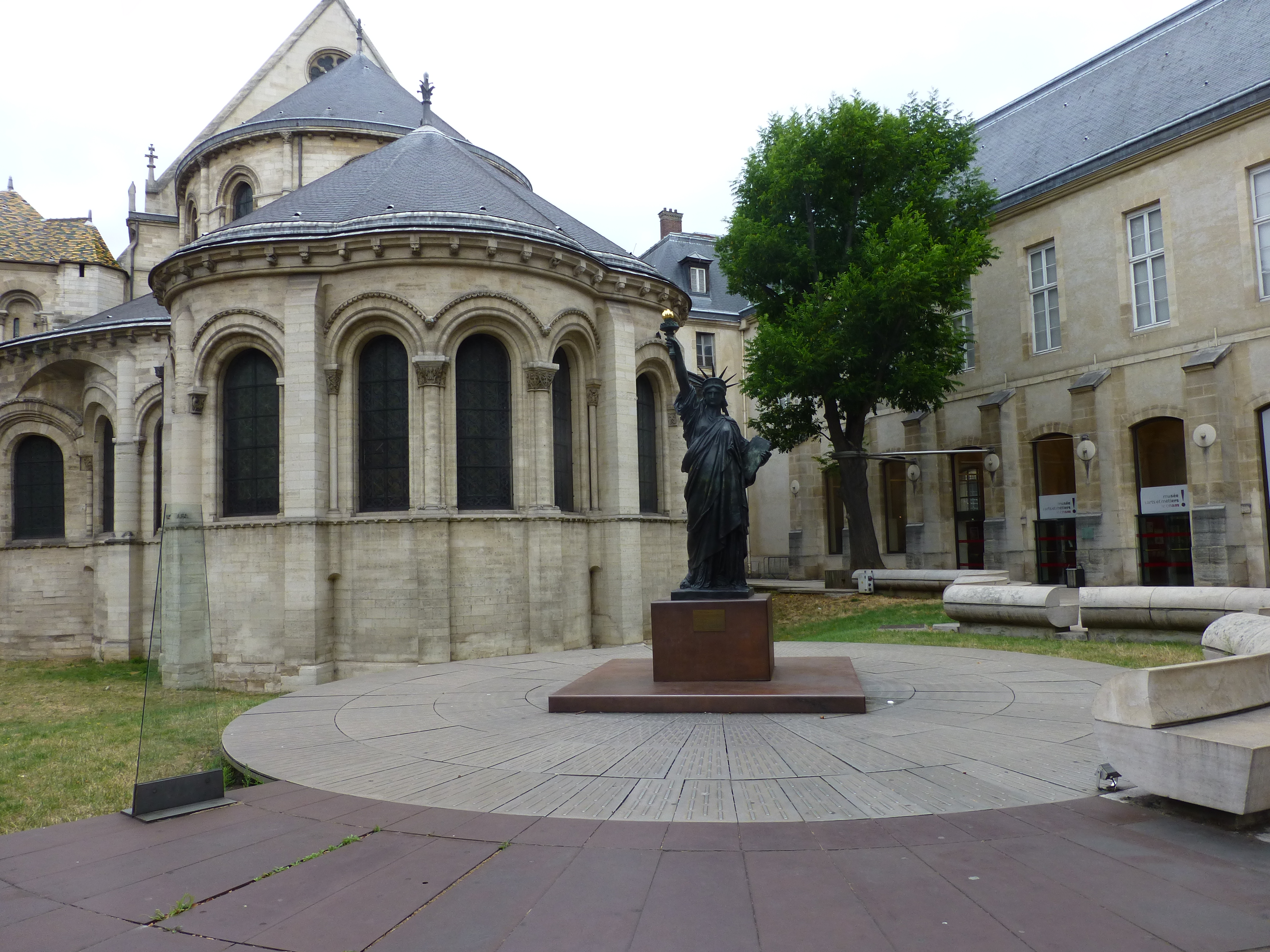
Entrée du musée des Arts et Métiers.

- Nos 82-92 : immeuble à vocation de grand magasin de nouveautés À Réaumur, construit à partir de 1896 sous la direction de Jean-Baptiste Gobert-Martin. L’horloge en mosaïque située à l’angle de la rue Saint-Denis était à l’origine éclairée[17].

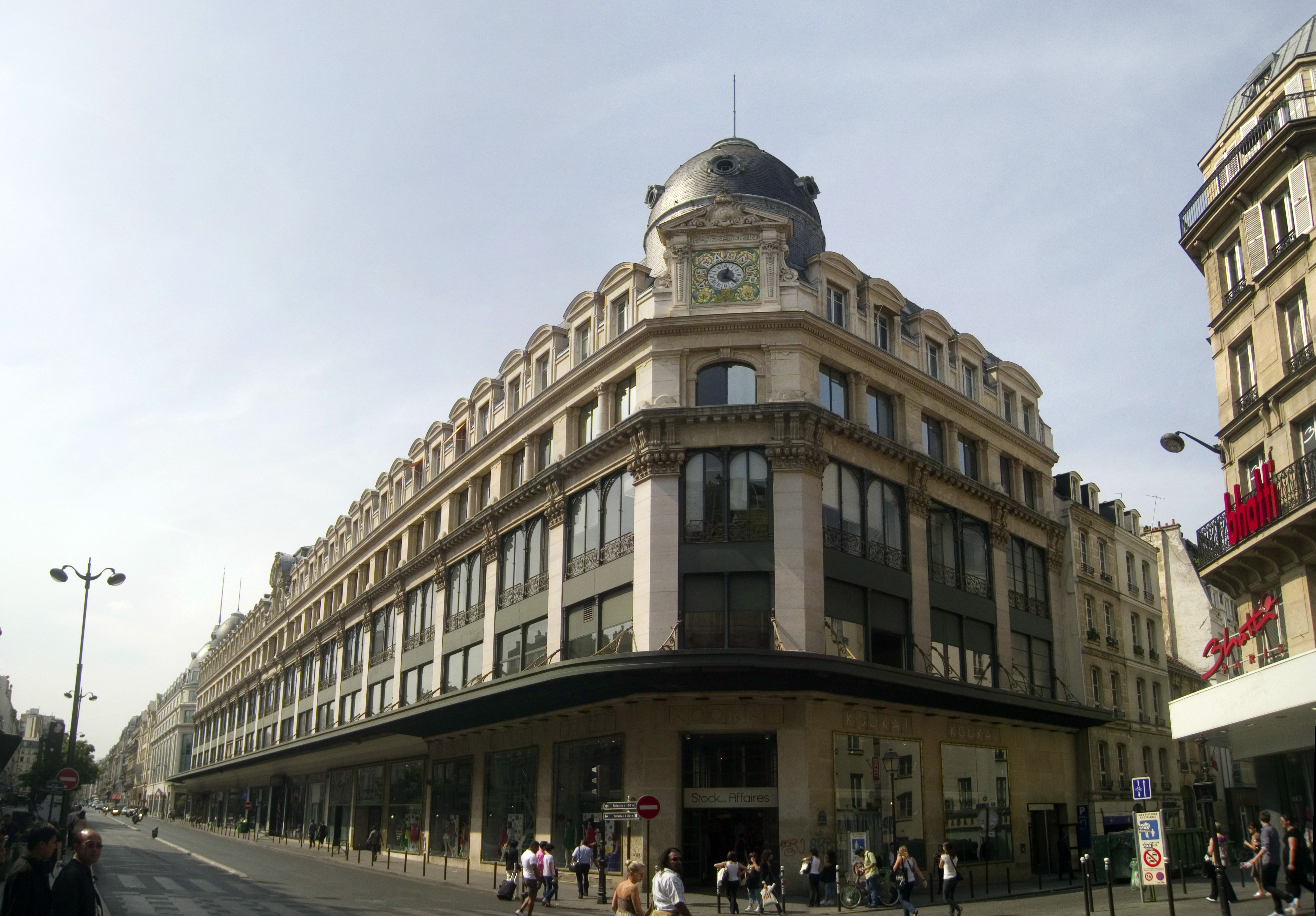
Façade sur la rue Réaumur.
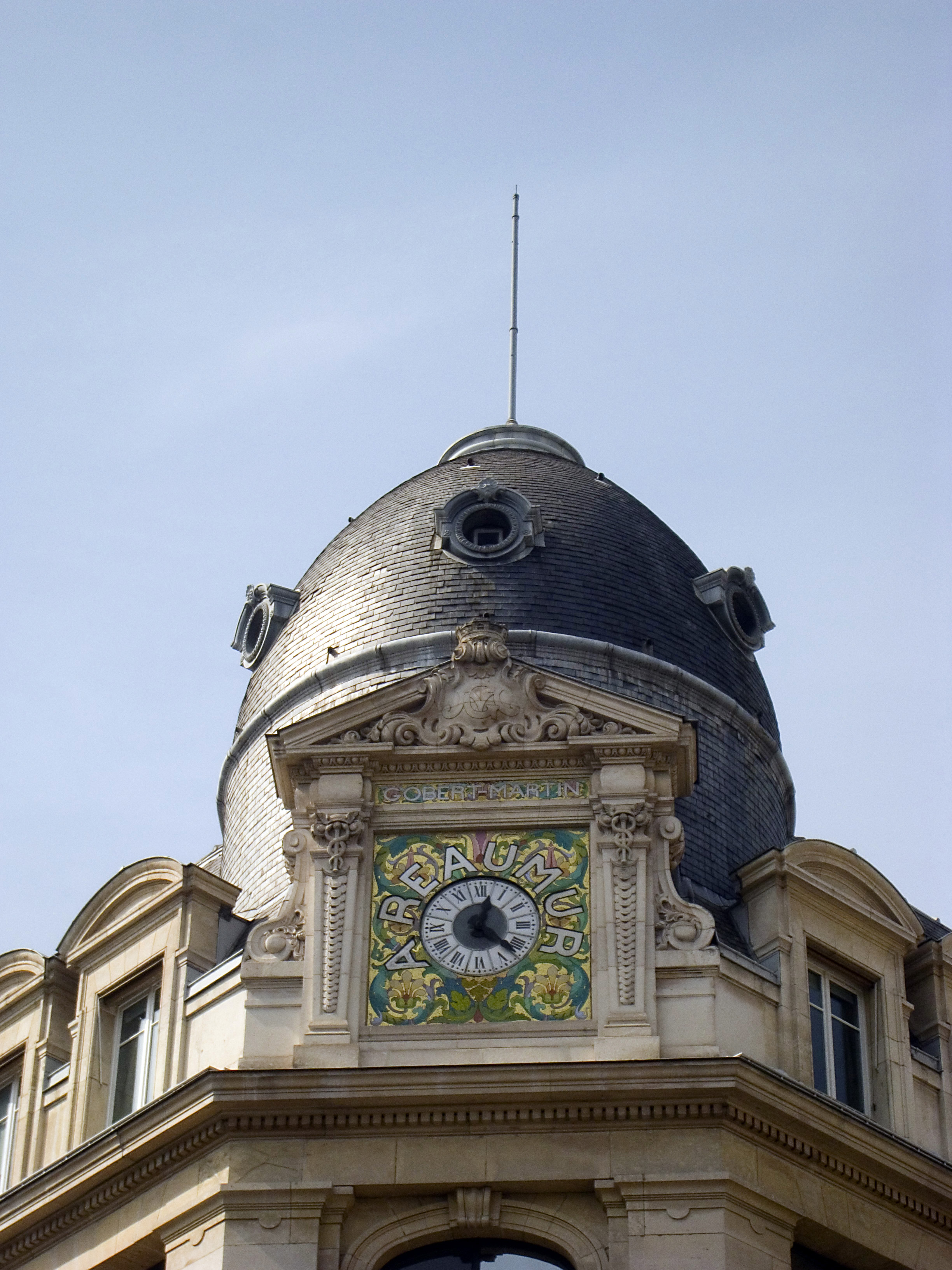
L'horloge à l'angle avec la rue Saint-Denis.

- No 94 : immeuble à vocation de grand magasin de nouveautés À Réaumur (nouveau magasin), construit en 1928 sous la direction de madame Gobert-Martin. Il abrite actuellement les locaux de la Recette générale des finances de Paris au sein de la direction régionale des Finances publiques.
- No 100 : l’immeuble, construit en 1930 sur l'emplacement de l'ancienne cour des Miracles, a successivement été le siège de nombreux journaux : dans un premier temps L’Intransigeant, puis Pariser Zeitung sous l’Occupation, puis par plusieurs journaux issus de la Résistance (Défense de la France, Franc-Tireur et Combat[18], qui resta jusqu'en 1974) et le quotidien France-Soir jusqu’à son départ en 1998 pour Aubervilliers.

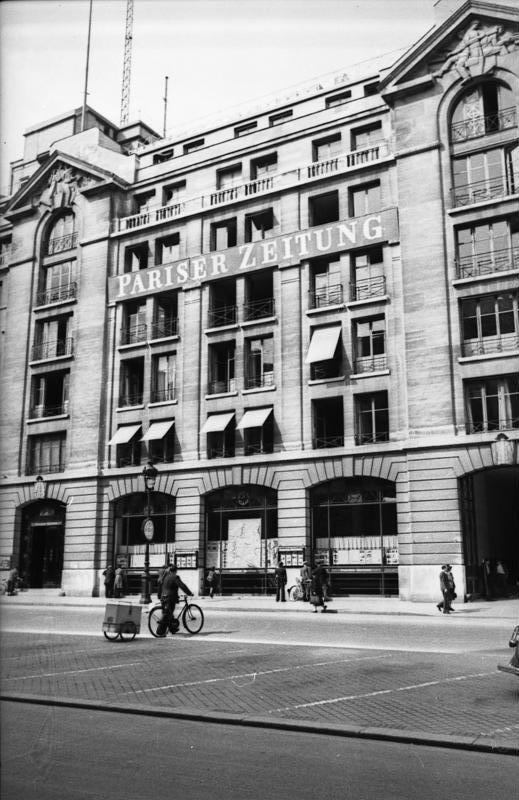
Façade de l’immeuble en 1941.

- No 116 : bâtiment en pierre de taille construit en 1897 par l’architecte Albert Walwein. Au-dessus de la porte d'entrée, de magnifiques sculptures d'atlantes soutiennent le balcon supérieur.

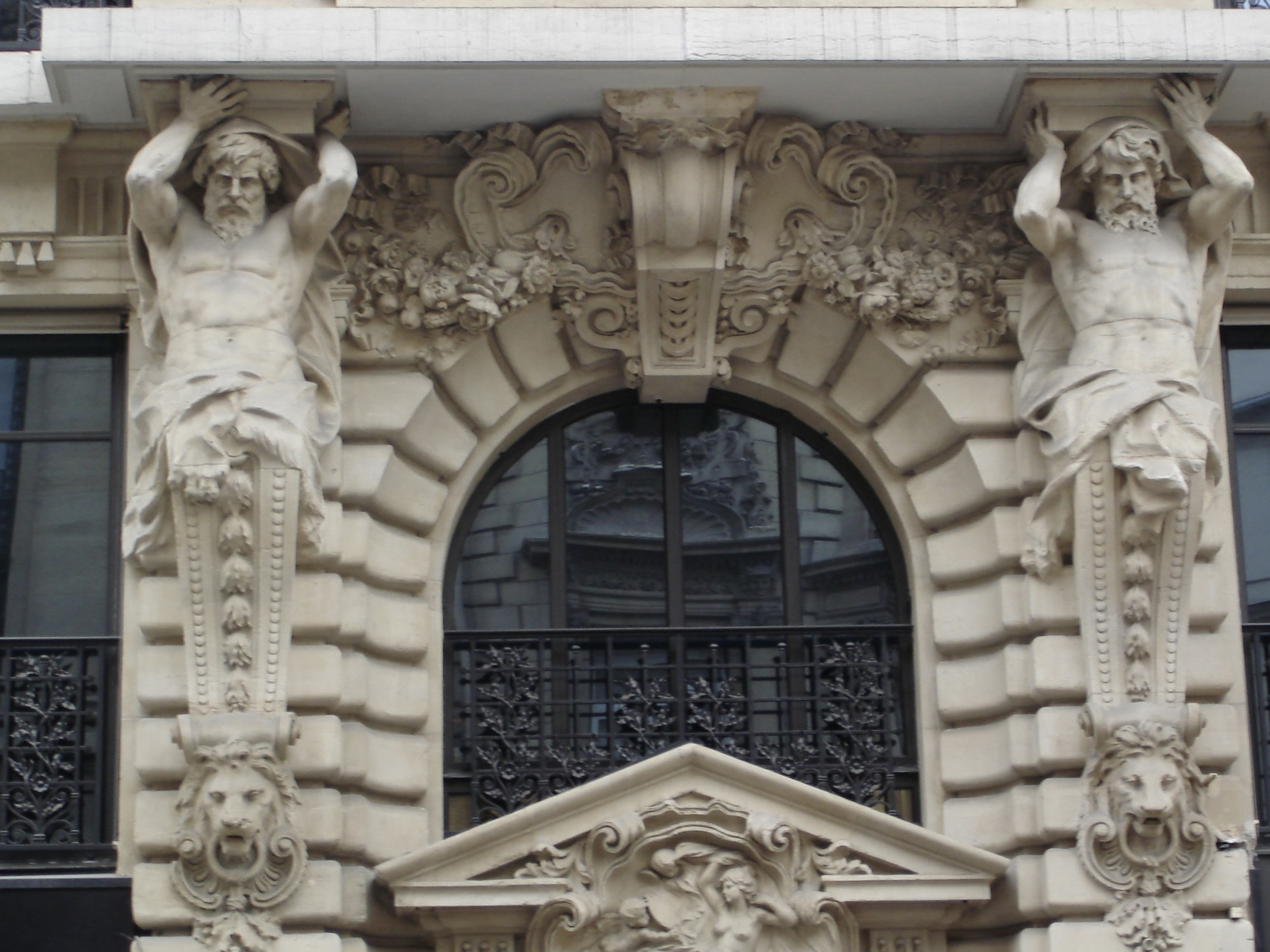
No 116 : détails de la façade autour de la porte d’entrée, avec les deux atlantes.

- No 118 : immeuble en pierre de taille et structure métallique construit en 1906 par l’architecte Joseph-Charles de Montarnal. La partie métallique est fortement influencée par le style Art nouveau.

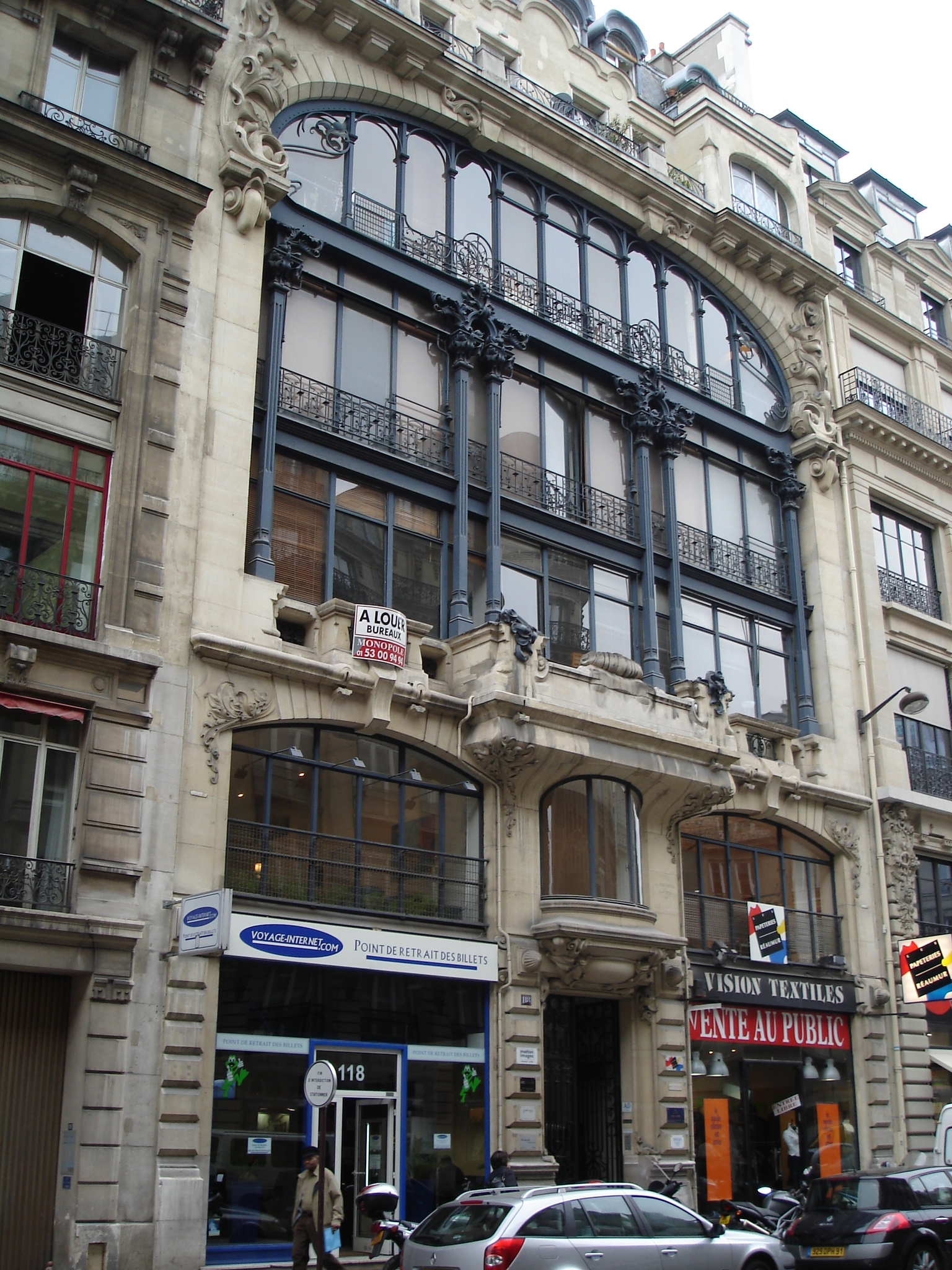
No 118 : vue générale de l’immeuble.
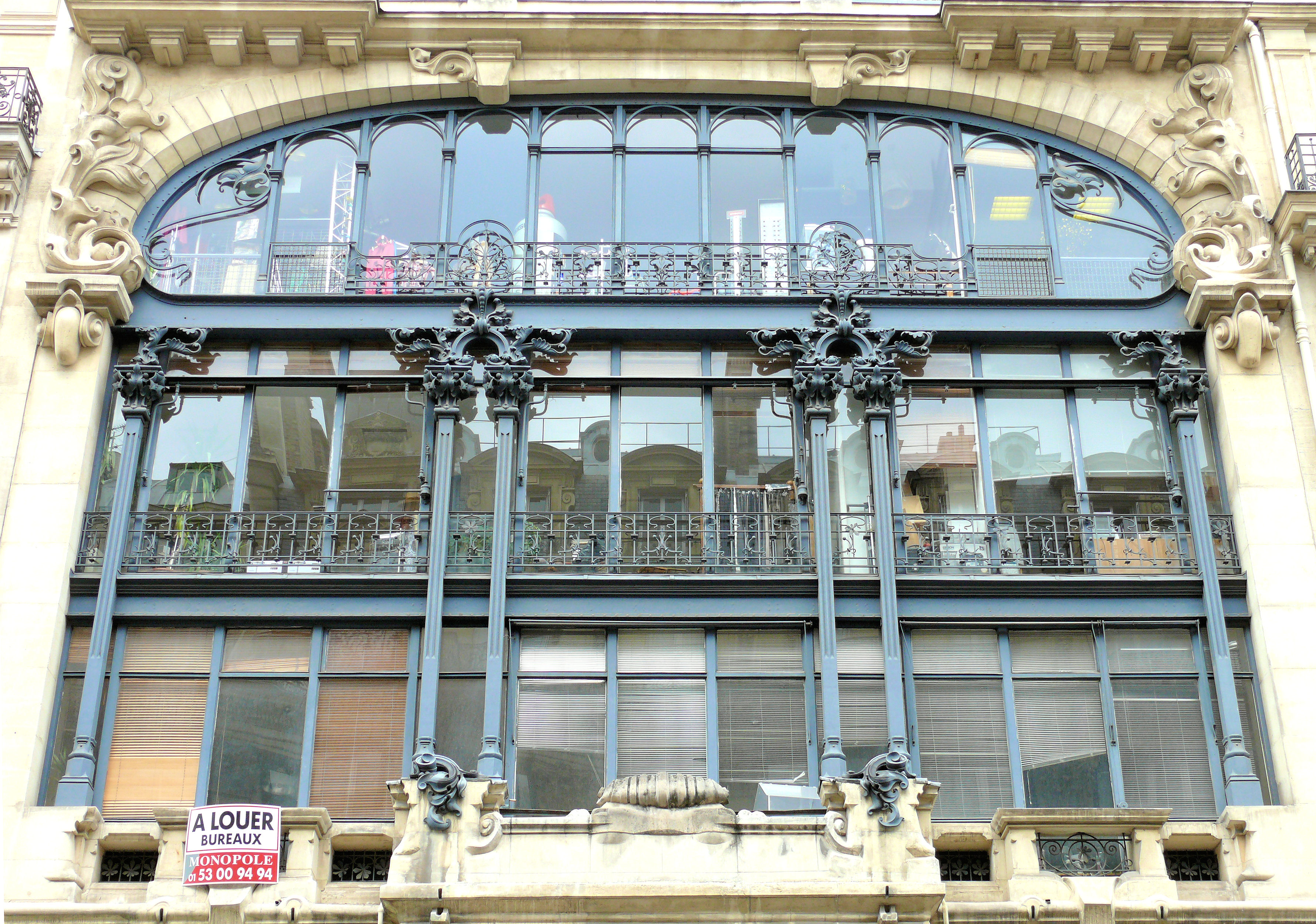
No 118 : aperçu de la structure métallique.

- No 124 : immeuble Art nouveau de 1904[19], à structure entièrement métallique, qui a été de 1944 à 1973 le siège du quotidien Le Parisien libéré. Il est traditionnellement attribué à l'architecte Georges Chedanne, mais les plans qu'il a produits en 1903 pour la demande de permis de construire sont différents. Aussi n'est-il pas exclu que le projet final ait été confié à un collaborateur ou confrère de Chedanne[20].

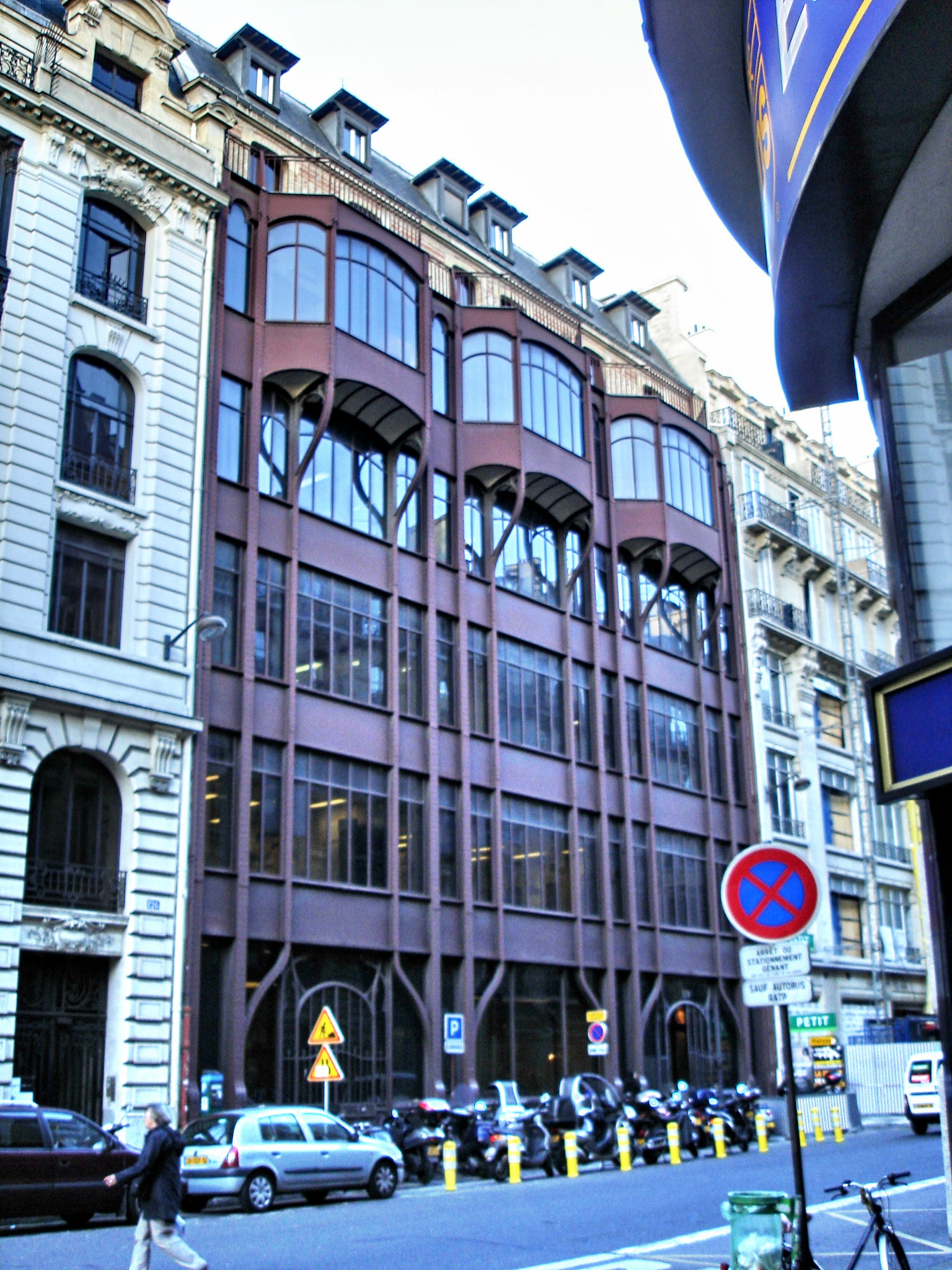
No 124 : vue générale de l’immeuble.
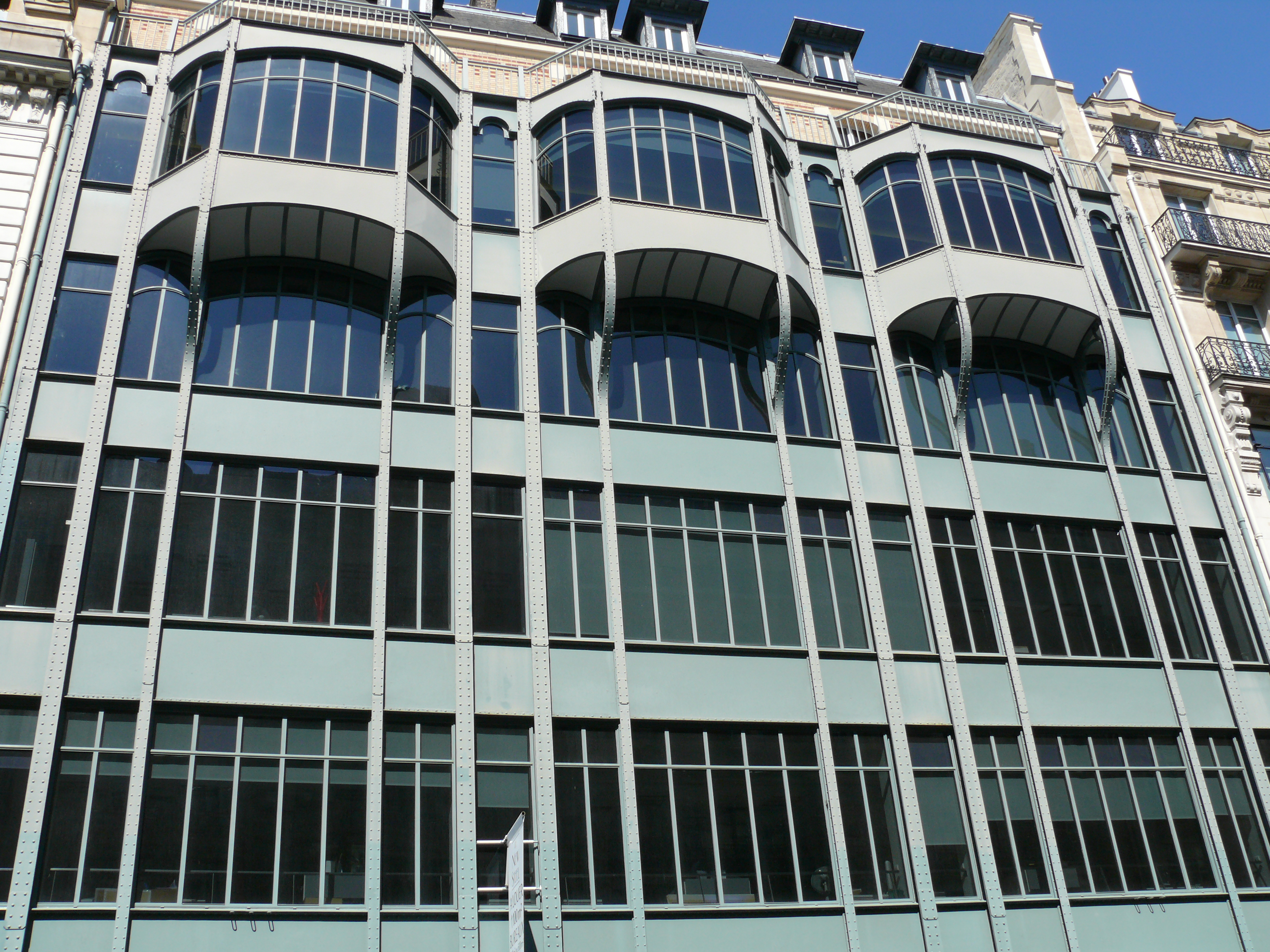
No 124 : détails de la façade.
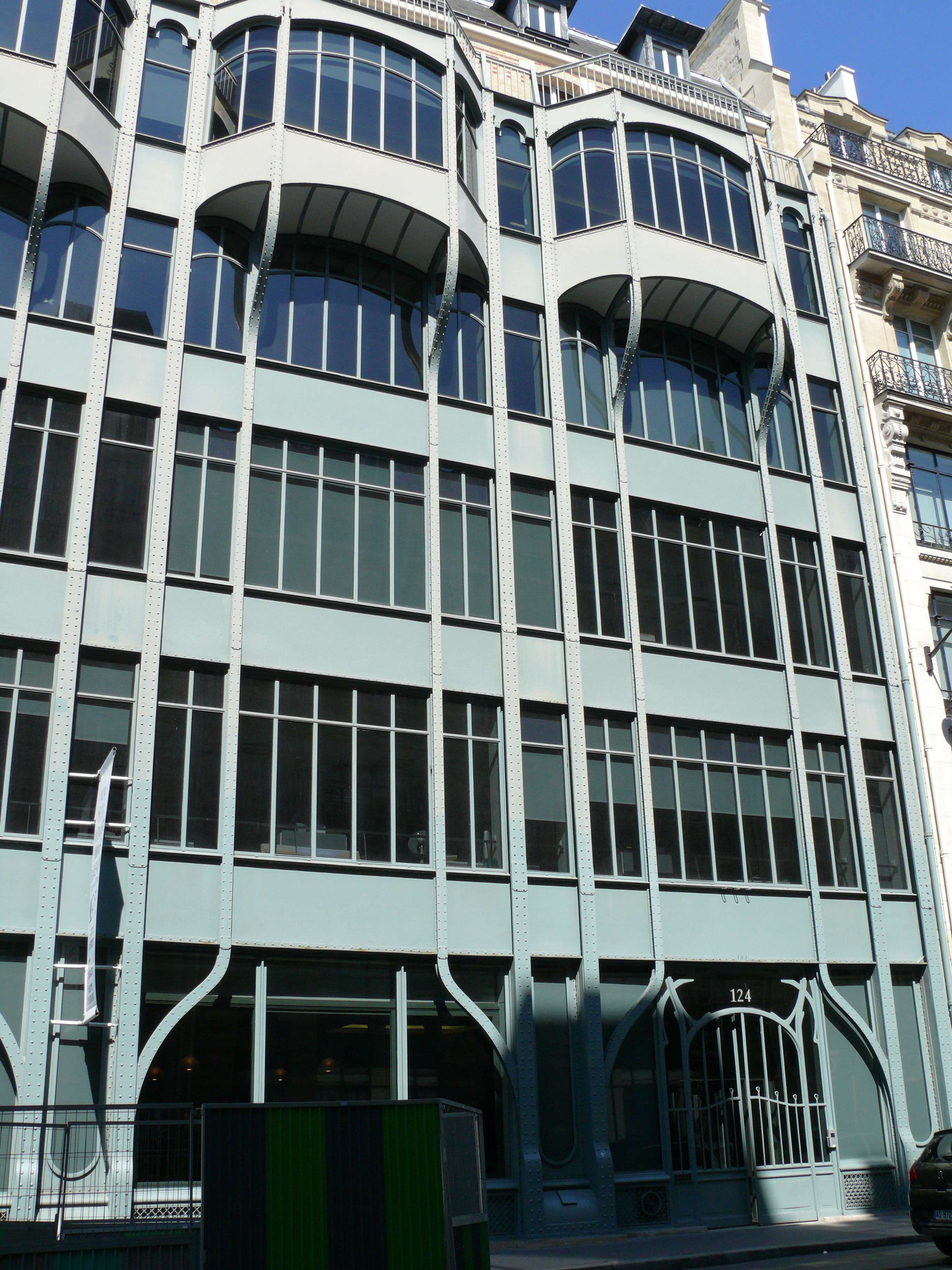
No 124 : détail de la structure métallique.

- No 130 : immeuble de bureaux en pierre de taille, situé à l’intersection entre la rue Réaumur et la rue Léon-Cladel. Bâtiment construit en 1898 par l’architecte Joseph de Guirard de Montarnal.

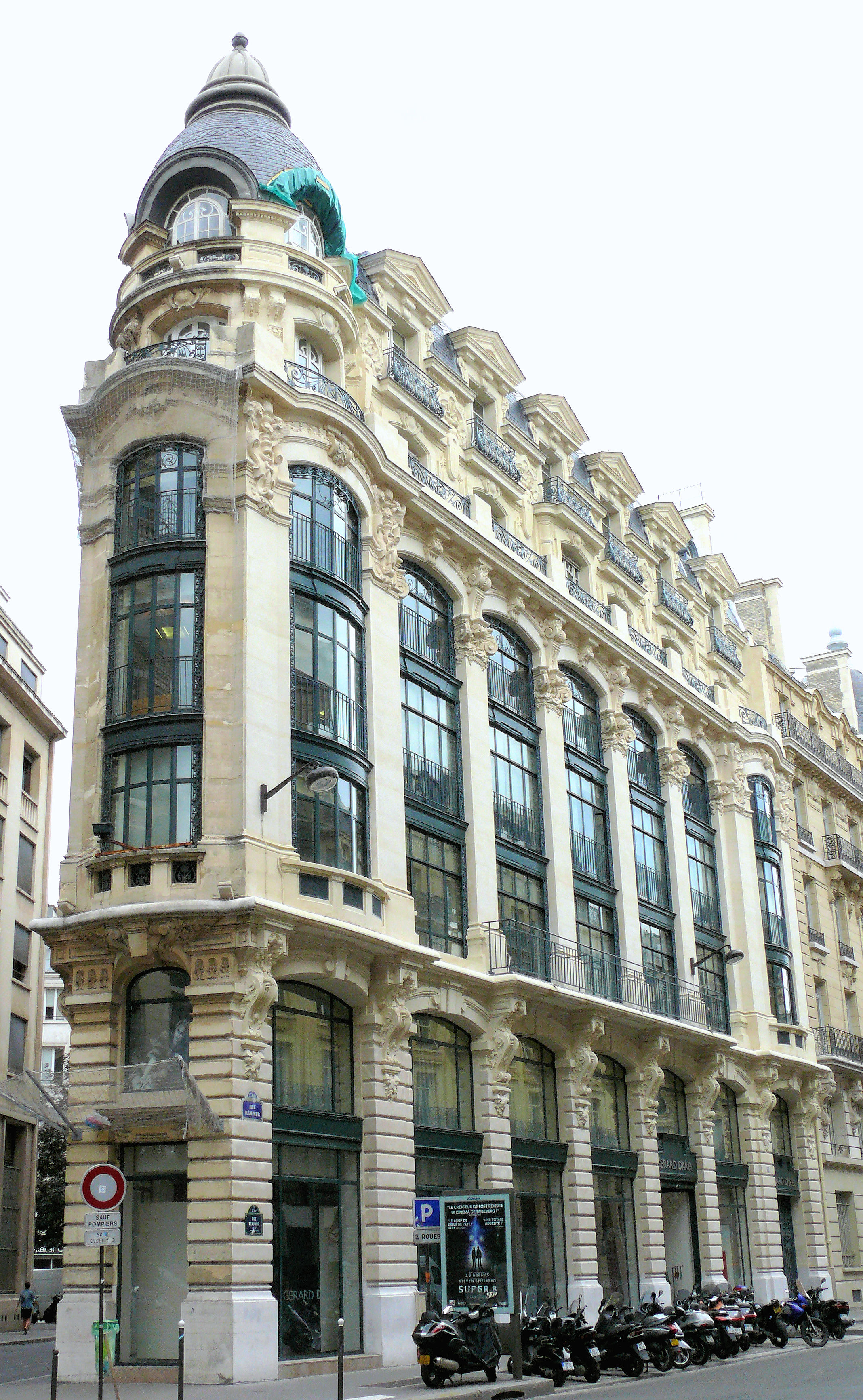
No 130 : vue générale de l’immeuble côté rue Réaumur.
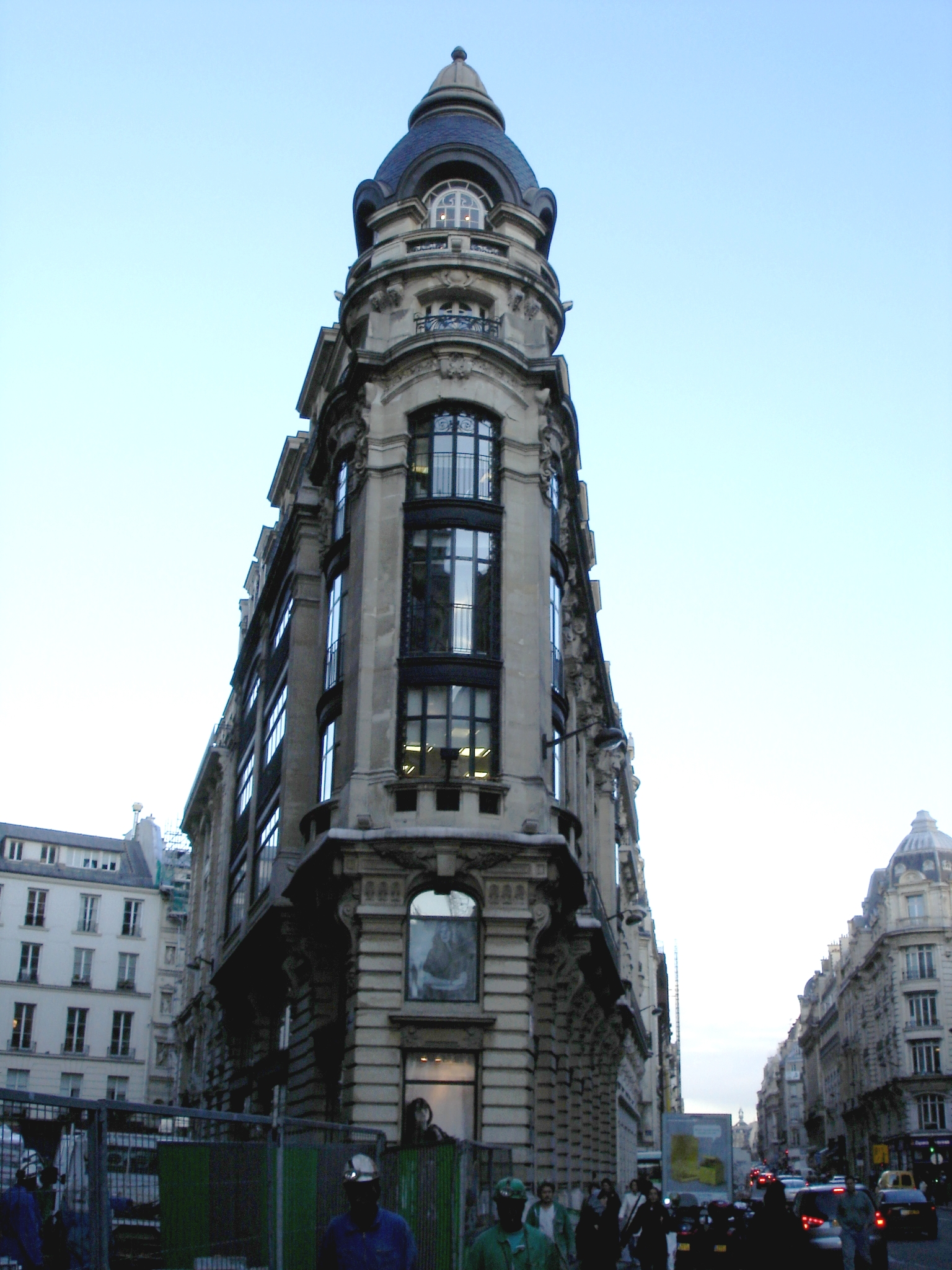
No 130 : vue générale prise à l’angle des rues Réaumur et Léon-Cladel.
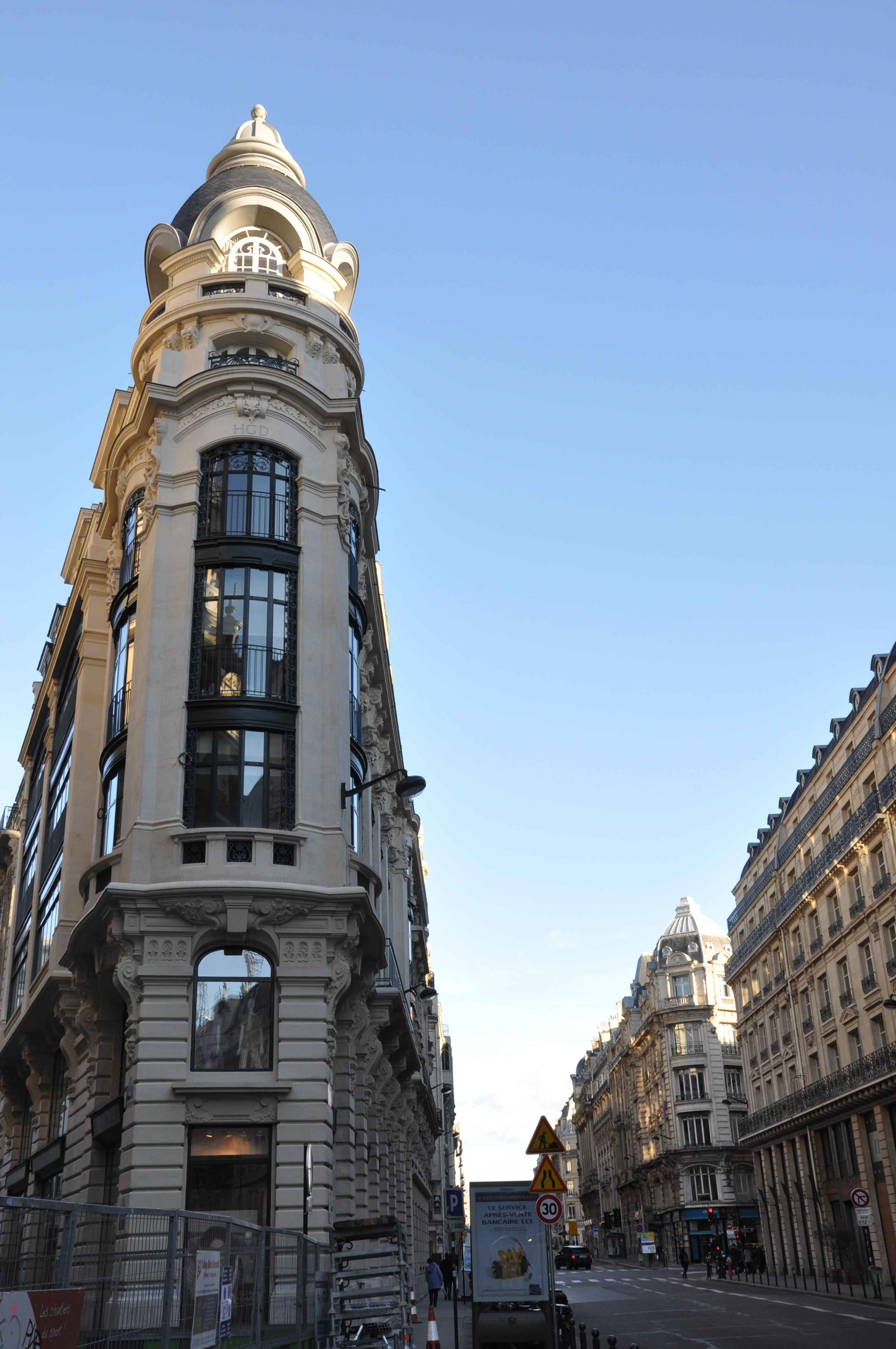
Angle du no 130 et façade opposée de la rue Réaumur.

- No 132-134 : immeuble de bureaux en pierre de taille, faisant face à la Bourse. Bâtiment construit en 1901 par l’architecte Jacques Hermant. Fronton avec dôme et horloge[21].

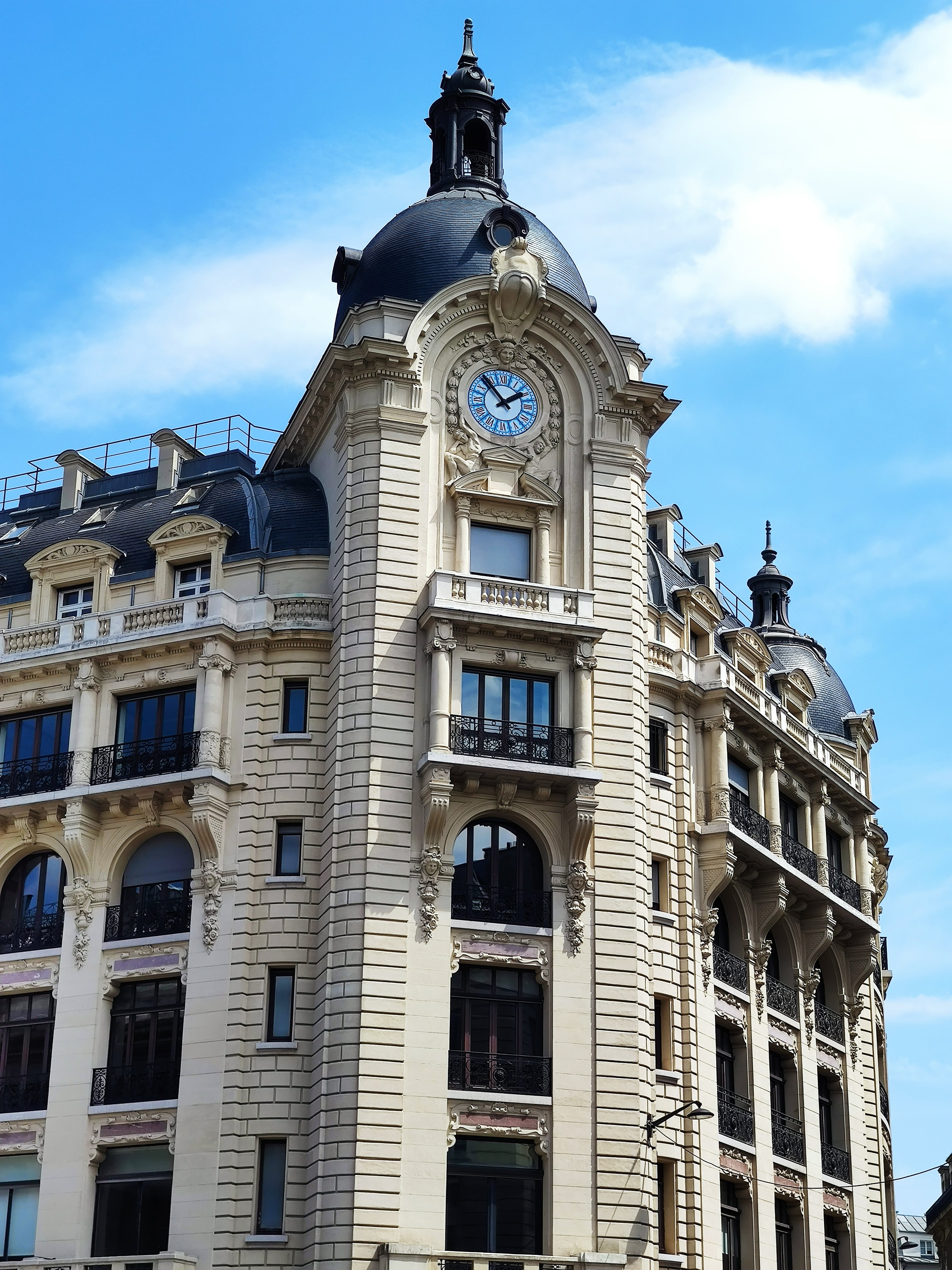
No 134 : vue générale de l’immeuble à partir de la place de la Bourse.
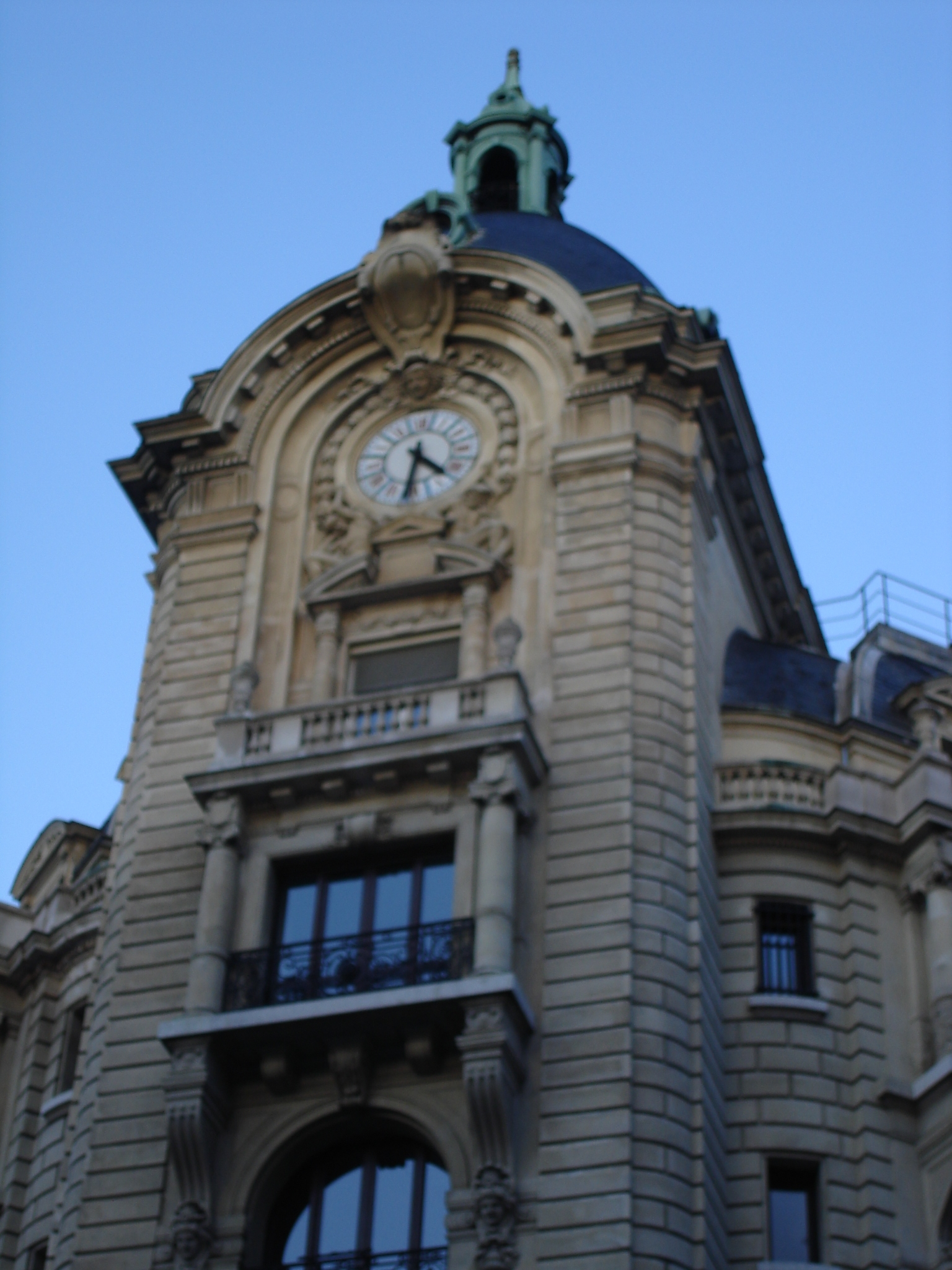
No 134 : détails de la façade avec l’horloge.

### Voies disparues

#### Place de l'Ancien-Marché-Saint-Martin
La « place de l'Ancien-Marché-Saint-Martin », située dans le quartier Saint-Martin-des-Champs dans l'ancien 6e arrondissement, était situé entre les rues Réaumur, Conté, et Montgolfier.
 D'une longueur de 88 m son dernier numéro impair était le no 15 et son dernier numéro pair était le no 16
Extrait de la déclaration du Roi, Archives de l'Empire, série E, n° 3451, section administrative.
« 25 mars 1765. — Louis, etc.... Les officiers chargés sous nos ordres de la police de Paris désiraient depuis longtemps l'établissement d'un marché dans le quartier Saint-Martin-des-Champs, où, faute d'un terrain qui y fût destiné, les vendeurs et les acheteurs ne pouvant se placer que dans les rues les plus fréquentées, se trouvaient exposés à de grandes incommodités, à de véritables risques, par le passage continuel des voitures, etc. A ces causes : 
- Article 1er : Avons approuvé et autorisé, approuvons et autorisons le contrat l'échange attaché sous le contr'scel des présentes, par lequel le sieur abbé de Breteuil, en vue de l'établissement d'un marché dans le quartier Saint-Martin-des-Champs, a cédé aux religieux, moyennant 8 000 livres de rente perpétuelle, la totalité de l'emplacement de son hôtel, au prieuré Saint-Martin-des-Champs, bâtiments et jardins en dépendant, ainsi qu'un grand terrain vague en forme de marais, contigu au dit hôtel prieural, etc...
- Article 3 : La principale entrée du dit marché sera par la porte de l'enclos qui donne sur la rue Saint-Martin, et il sera ouvert deux autres passages, un dans la rue Frépillon et l'autre dans la rue au Maire, vis-à-vis la rue Transnonain, à la charge néanmoins que l'estimation des maisons qu'il sera nécessaire d'abattre pour former les droits passages sera convenue de gré à gré entre le lieutenant général de police et les propriétaires des dites maisons, ou réglée par experts nommés d'office, etc...
- Article 7 : Permettons audits religieux, dans le surplus à eux concédé, de construire tels bâtiments qu'ils jugeront à propos, des quels bâtiments qu'ils pourront louer à leur profit, la propriété leur appartiendra incommutablement en vertu des présentes, etc... »

Cette déclaration fut enregistrée au bureau de la Ville le 30 avril suivant. 
On commença immédiatement à construire le marché, ainsi que les issues qui devaient y aboutir; ces issues furent d'abord au nombre de trois, savoir : rues Royale-Saint-Martin, du Marché-Saint-Martin et passage au Maire. 
Toutefois le marché ayant attiré un surcroît de population dans le quartier, les religieux profitèrent de l'autorisation qui leur avait été accordée par l'article 7 de la déclaration précitée. Vers 1780, ils firent percer sur l'emplacement resté disponible plusieurs rues, impasses et place dont les dénominations se rattachent presque toutes à l'histoire de l'abbaye de Saint-Martin-des-Champs. Telles sont : les rues Bailly, Saint-Benoit, de Breteuil, Henri-Ier, Saint-Hugues, Saint-Marcoul, Saint-Maur, Saint-Paxent, Saint-Philippe, Royale-Saint-Martin , Saint-Vannes ; les impasses Saint-Martin, Saint-Nicolas ; la place Saint-Vannes. 
La rue Saint-Benoit a été réunie à la rue Saint-Marcoul, celle Saint-Hugues à la rue Beaubourg, celle de Saint-Maur à la rue Saint-Paxent. La rue Saint-Philippe a reçu le nom de rue Japy, la rue Royale-Saint-Martin celui de rue Réaumur. La rue et la place Saint-Vannes ont été supprimées lors de la formation de la rue Conté.

Un demi-siècle n'était pas écoulé depuis la construction du marché Saint-Martin, lorsqu'on reconnut l'insuffisance de son emplacement. Napoléon ordonna la création d'un nouvel établissement dans des proportions beaucoup plus vastes. Le marché ouvert en 1765 est abandonné à la fin de juillet 1816. Les bâtiments qui le composaient furent démolis, et sur le terrain qu'ils laissèrent vide on forma la place de l'Ancien-Marché-Saint-Martin. Suivant les alignements approuvés par une décision ministérielle du 3 décembre 1814, signée l'abbé de Montesquiou, et par une ordonnance royale du 14 janvier 1829, la moindre largeur de cette voie publique est fixée à 24 m.

#### Rue Henri-Ier
La « rue Henri-Ier », également appelée plus simplement « rue Henri » située dans le quartier de Saint-Martin-des-Champs dans l'ancien 6e arrondissement, commençait rue Bailly et finissait rue Royale-Saint-Martin. Les numéros étaient noirs ; le dernier impair était le no 5, et le dernier pair était le no 4

Cette pelite rue, bâtie en 1765, en même temps que le marché Saint-Martin sur une partie du prieuré Saint-Martin-des-Champs, doit son nom à Henri Ier, roi de France en 1031, mort le 4 août 1060, à l'âge de 52 ans. Vers l'année 1059, ce monarque avait donné un diplôme pour la reconstruction de l'abbaye Saint-Martin-des-Champs qui avait été détruite par les Normands à la fin du IXe siècle. Une décision ministérielle du 3 décembre 1814, signée l'abbé de Montesquiou, fixe la largeur de cette voie publique à 6 m. En vertu d'une ordonnance royale du 14 janvier 1829, l'« impasse Saint-Nicolas » est confondue dans la rue Henri-Ier, lors de la démolition de la maison portant sur la « rue Royale-Saint-Martin » le no 13, et la moindre largeur de la « rue Henri-Ier » est portée à 7 m.

#### Rue du Marché-Saint-Martin
La « rue du Marché-Saint-Martin », située dans le quartier de Saint-Martin-des-Champs dans l'ancien 6e arrondissement, commençait rue Frépillon et finissait marché-Saint-Martin.

Elle est construite en 1765 et porte ce nom parce qu'elle sert d'entrée au marché Saint-Martin

#### Rue Saint-Benoit-Saint-Martin
La « rue Saint-Benoit-Saint-Martin », située dans le quartier de Saint-Martin-des-Champs dans l'ancien 6e arrondissement, commençait rue Royale-Saint-Martin et finissait rue Conté.
D'une longueur de 39 m son dernier numéro impair était le no 7 et son dernier numéro pair était le no 8.
Elle est construite vers 1780, sur une partie de l'enclos du prieuré de Saint-Martin-des-Champs, et prit le nom de « rue Saint-Benoit », auquel on ajouta la qualification de « Saint-Martin » pour la différencier des rues homonymes. Une décision ministérielle du 3 décembre 1814, signée l'abbé de Montesquiou, et une ordonnance royale du 14 janvier 1829, fixent la largeur de cette voie publique a 6 m. En vertu d'une décision ministérielle du 18 février 1851, elle est réunie à la rue Saint-Marcoul.

#### Rue Saint-Hugues
La « rue Saint-Hugues », située dans le quartier de Saint-Martin-des-Champs dans l'ancien 6e arrondissement, commençait rue Bailly et finissait rue Royale-Saint-Martin.
 D'une longueur de 28 m son dernier numéro impair était le no 5 et son dernier numéro pair était le no 6.
Elle est construite en 1765, en même temps que le marché Saint-Martin sur une partie de l'enclos du prieuré Saint-Martin-des-Champs. Elle porte le nom de saint Hugues, abbé de Cluny, qui fut chargé de substituer dans cette abbaye les religieux de son ordre aux chanoines qui y étaient auparavant. Une décision ministérielle du 3 décembre 1814, signée l'abbé de Montesquiou, fixe la largeur de cette voie publique à 10 m. Cette largeur est portée à 12 m en vertu d'une ordonnance royale du 14 janvier 1829.

#### Rue Saint-Marcoul
La « rue Saint-Marcoul », située dans le quartier de Saint-Martin-des-Champs dans l'ancien 6e arrondissement, commençait rue Bailly et finissait rue Royale-Saint-Martin.
 D'une longueur de 27 m son dernier numéro impair était le no 5 et son dernier numéro pair était le no 6.
Construite vers 1780, sur une partie du prieuré Saint-Martin-des-Champs, cette voie publique doit son nom à saint Marcoul, mort en 558. Ce saint était particulièrement honoré à Saint-Martin-des-Champs. Une décision ministérielle du 3 décembre 1814, signée l'abbé de Montesquiou, et une ordonnance royale du 14 janvier 1829, fixent la largeur de cette voie publique a 6 m.
 En vertu d'une décision ministérielle du 18 février 1851, la rue Saint-Benoit-Saint-Martin lui est réunie. Après la réunion des deux voies la nouvelle « rue Saint-Marcoul », commençait rue Bailly et finissait rue Conté et était alors d'une longueur de 74 m, son dernier numéro impair devenait le no 13 et son dernier numéro pair le no 14.

#### Cul-de-sac Saint-Nicolas
Le « cul-de-sac Saint-Nicolas », situé dans le quartier de Saint-Martin-des-Champs dans l'ancien 6e arrondissement, commençait entre les nos 13 et 15 rue Royale-Saint-Martin et finissait en impasse.
 D'une longueur de 14 m, il n'y avait pas de numéros impairs et son dernier numéro pair était le no 4.
Il fut bâti eu 1765 en même temps que le marché Saint-Martin, sur une partie de l'emplacement des terrains du prieuré Saint-Martin-des-Champs et tient son nom de sa proximité de l'église Saint-Nicolas-des-Champs. Une décision ministérielle du 3 décembre 1814, signée l'abbé de Montesquiou fixe la largeur de cette voie publique à 6 m.
En vertu d'une ordonnance royale du 14 janvier 1829, l'« impasse Saint-Nicolas » est confondue dans la rue Henri-Ier, lors de la démolition de la maison portant sur la « rue Royale-Saint-Martin » le no 13, les constructions du côté droit de l'impasse étant maintenues.

#### Rue Saint-Maur-Saint-Martin
La « rue Saint-Maur-Saint-Martin », située dans le quartier de Saint-Martin-des-Champs dans l'ancien 6e arrondissement, commençait rue Royale-Saint-Martin et finissait rue Saint-Vannes puis rue Conté à partir de 1817.
 D'une longueur de 41 m son dernier numéro impair était le no 9 et son dernier numéro pair était le no 8.
Elle porte le nom de saint Maur, disciple de saint Benoit et abbé de Glanfeuil mort en 584, qui était particulièrement honoré.
La voie est ouverte en 1765, sur des terrains dépendant de l'abbaye Saint-Martin-des-Champs. Une décision ministérielle du 3 décembre 1814, signée l'abbé de Montesquiou, et une ordonnance royale du 14 janvier 1829, fixent la largeur de cette voie publique à 6 m.

Une décision ministérielle du 18 février 1851 réuni la « rue Saint-Maur-Saint-Martin » à la rue Saint-Paxent.

#### Impasse Saint-Martin
L' « impasse Saint-Martin », située dans le quartier de Saint-Martin-des-Champs dans l'ancien 6e arrondissement, commençait entre les nos 16 et 18 rue Royale-Saint-Martin et finissait en impasse.
 D'une longueur de 15 m son dernier numéro impair était le no 1 et son dernier numéro pair était le no 2.
Il fut bâti eu 1765 en même temps que le marché Saint-Martin, sur une partie de l'emplacement des terrains du prieuré Saint-Martin-des-Champs dont elle tient son nom. Une décision ministérielle du 3 décembre 1814, signée l'abbé de Montesquiou fixe la largeur de cette voie publique à 6 m.
En vertu d'une ordonnance royale du 14 janvier 1829, l'« impasse Saint-Martin » est confondue dans la rue de Breteuil, lors de la démolition de la maison portant sur la « rue Royale-Saint-Martin » le no 18, les constructions du côté gauche de l'impasse étant maintenues.

#### Rue Saint-Paxent
La « rue Saint-Paxent », située dans le quartier de Saint-Martin-des-Champs dans l'ancien 6e arrondissement, commençait rue Bailly et finissait rue Royale-Saint-Martin.
 D'une longueur de 32 m son dernier numéro impair était le no 5 et son dernier numéro pair était le no 6.
Cette rue, bâtie vers l'an 1765, en même temps que le marché Saint-Martin, porte le nom de saint Paxent, dont la châsse était dans l'église du prieuré Saint-Martin-des-Champs. Une décision ministérielle du 3 décembre 1814, signée l'abbé de Montesquiou, et une ordonnance royale du 14 janvier 1829, fixent la largeur de cette voie publique à 6 m.
 En vertu d'une décision ministérielle du 18 février 1851, la rue Saint-Maur-Saint-Martin lui est réunie. Après la réunion des deux voies la nouvelle « rue Saint-Paxent », commençait rue Bailly et finissait rue Conté et était alors d'une longueur de 82 m, son dernier numéro impair devenait le no 11 et son dernier numéro pair le no 14.

#### Rue Saint-Philippe-Saint-Martin
La « rue Saint-Philippe-Saint-Martin », située dans le quartier de Saint-Martin-des-Champs dans l'ancien 6e arrondissement, commençait rue Bailly et finissait rue Royale-Saint-Martin.
 D'une longueur de 28 m son dernier numéro impair était le no 3 et son dernier numéro pair était le no 4.
Elle est construite en 1765, en même temps que le marché Saint-Martin sur une partie de l'enclos du prieuré Saint-Martin-des-Champs, et prit le nom de « rue Saint-Philippe », auquel on ajouta la qualification de « Saint-Martin » pour la différencier des rues homonymes. On lui a donné le nom de ce saint, car il était particulièrement honoré dans l'église de cette abbaye. Une décision ministérielle du 3 décembre 1814, signée l'abbé de Montesquiou, et une ordonnance royale du 14 janvier 1829, fixent la largeur de cette voie publique à 6 m.

## Pour approfondir